# Liste der Stolpersteine im Kölner Stadtteil Neustadt-Nord
Die Liste der Stolpersteine im Kölner Stadtteil Neustadt-Nord führt die vom Künstler Gunter Demnig verlegten Stolpersteine im Kölner Stadtteil Neustadt-Nord auf.
Die Liste der Stolpersteine beruht auf den Daten und Recherchen des NS-Dokumentationszentrums der Stadt Köln, zum Teil ergänzt um Informationen und Anmerkungen aus Wikipedia-Artikeln und externen Quellen. Ziel des Kunstprojektes ist es, biografische Details zu den Personen, die ihren (letzten) freiwillig gewählten Wohnsitz in Köln hatten, zu dokumentieren, um damit ihr Andenken zu bewahren.
Anmerkung:  Vielfach ist es jedoch nicht mehr möglich, eine lückenlose Darstellung ihres Lebens und ihres Leidensweges nachzuvollziehen. Insbesondere die Umstände ihres Todes können vielfach nicht mehr recherchiert werden. Offizielle Todesfallanzeigen aus den Ghettos, Haft-, Krankenanstalten sowie den Konzentrationslagern können oft Angaben enthalten, die die wahren Umstände des Todes verschleiern, werden aber unter der Beachtung dieses Umstandes mitdokumentiert.
| Bild | Name sowie Details zur Inschrift | Adresse                                                                                       | Zusätzliche Informationen |
| --- | --- | --------------------------------------------------------------------------------------------- | --- |
| | Hier lernte Dr. Alfred Apfel (Jahrgang 1882) 'Schutzhaft' 1933 Gefängnis Spandau Flucht 1933 Frankreich tot 14.2.1941 Marseille                                                                   | Vogelsanger Straße 1 (Verlegestelle vor dem Gymnasium Kreuzgasse) (Standort)                  | |
| Stolperstein für Alfred Arnade (Weißenburgstr. 53) | Hier wohnte Alfred Arnade (Jahrgang 1873) Berufsverbot 1934 Deportiert 1944 Ermordet in Auschwitz                                                                                                 | Weißenburgstr. 53 (Standort)                                                                  | Der am 22. Oktober 2015 verlegte Stolperstein erinnert an Alfred Arnade, geboren 21. März 1873. Nach Informationen, welche zum Zeitpunkt der Verlegung noch nicht vorlagen, wurde Alfred Arnade nicht in Auschwitz ermordet, sondern am 4. November 1944 in Theresienstadt. |
| Stolperstein für Olga Fanny Auerbach (Antwerpener Straße 32) | Olga Fanny Auerbach, geb. Rosenwald (Jahrgang 1877) Deportiert 1941 Łódź / Litzmannstadt Ermordet 14. März 1942                                                                                   | Antwerpener Str. 32 (Verlegestelle Antwerpener Straße 28–32) (Standort)                       | Der am 19. April 2018 verlegte Stolperstein erinnert an Olga Fanny Auerbach (geb. Rosenwald), geboren am 30. Oktober 1877 in Köln. Olga Fanny Auerbach war die Tochter von Joseph und Adele Rosenwald (geb. Löb) und die Schwester von Carl Rosenwald. Olga Fanny Auerbach war die Witwe von Hugo Auerbach. Am 22. Oktober 1941 wurde sie mit dem 8. Kölner Transport in das Ghetto Litzmannstadt (Łódź) deportiert. Dort starb sie am 14. März 1942. |
| Stolperstein für Anna Louise Ballin (Maastrichter Straße 3) | Hier wohnte Anna Louise Ballin, geb. Ganz (Jahrgang 1881) Deportiert 1941 Łódź Tod am 29. August 1942                                                                                             | Maastrichter Str. 3 (Standort)                                                                | Der Stolperstein erinnert an Anna Louise Ballin (geb. Ganz), geboren am 21. Mai 1881 in Köln. Anna Louise Ballin war die Tochter von Alexander und Clara Ganz (geb. Herzbach). Anna Louise Ballin war die Ehefrau des Arztes Martin Ballin (1874–1920). Am 30. Oktober 1941 wurde sie mit dem 16. Transport in das Ghetto Litzmannstadt (Łódź) deportiert, dort starb sie am 29. August 1942. |
| Stolperstein für Gottfried Ballin (Vogelsanger Straße 1) | Hier lernte Gottfried Ballin (Jahrgang 1914) Verhaftet 1934 Vorbereitung zum Hochverrat Gefängnis Herford/Dortmund/Oranienburg Deportiert Auschwitz Ermordet 4. März 1943                         | Vogelsanger Str. 1 (Verlegestelle vor dem Gymnasium Kreuzgasse) (Standort)                    | Der am 31. März 2014 verlegte Stolperstein erinnert an Gottfried Rudolf Johannes Ballin, geboren am 9. April 1914 in Berlin. Gottfried Ballin war ein Widerstandskämpfer gegen das NS-Regime. Er war der Sohn des jüdischen Arztes Martin Ballin und dessen Ehefrau Anna Louise (geb. Ganz). Nach seinem Abitur am Gymnasium Kreuzgasse machte er eine Ausbildung als Buchhändler bei seinem Großvater Alexander Ganz in der Lengfeld'schen Buchhandlung. 1931 wurde er Mitglied der Sozialistischen Arbeiterpartei Deutschlands und begann mit der Widerstandsarbeit gegen Hitler. 1934 wurde Ballin wegen Vorbereitung zum Hochverrat verhaftet und saß bis 1935 in Köln und Dortmund in Untersuchungshaft. 1935 wurde er zu fünf Jahren Zuchthaus verurteilt. Zu seinem Haftende hatte seine Ehefrau Helene Ballin alles für eine Ausreise nach Südamerika vorbereitet, dennoch wurde Gottfried Ballin am 2. November 1939 ins KZ Sachsenhausen deportiert. Später wurde er in das Vernichtungslager Auschwitz verlegt, wo er am 4. März 1943 nach einem Fluchtversuch ermordet wurde. Im Kölner Stadtwaldviertel (der ehemaligen Haelen Kaserne) wurde 2004 ein Gebäude nach Gottfried Ballin benannt und im Haus Gedenktafeln ihm zu Ehren angebracht. Für Gottfried Ballin wurde an seiner ehemaligen Wohnadress Steinfelder Gasse 8 ein weiterer Stolperstein verlegt. |
| Bild gesucht Die Wikipedia wünscht sich an dieser Stelle ein Bild vom hier behandelten Ort. Weitere Infos zum Motiv findest du vielleicht auf der Diskussionsseite . Falls du dabei helfen möchtest, erklärt die Anleitung , wie das geht. BW | Hier lernte Siegbert Baum (Jahrgang 1923) Deportiert 1941 Łódź / Litzmannstadt Mehrere Lager KZ Bergen-Belsen Befreit                                                                             | Vogelsanger Str. 1 (Gymnasium Kreuzgasse) (Standort)                                          | Die Verlegung des Stolpersteins erfolgte am 12. Juni 2025. |
| Stolperstein für Franz Baumann (Vogelsanger Straße 1) | Hier lernte Franz Baumann (Jahrgang 1897) Flucht 1935 Holland Interniert Westerbork Deportiert 1943 Theresienstadt Ermordet 28. Februar 1945 Auschwitz                                            | Vogelsanger Str. 1 (Verlegestelle vor dem Gymnasium Kreuzgasse) (Standort)                    | |
| Stolperstein für Bernhard Barmé (Werderstraße 5) | Hier wohnte Bernhard Barmé (Jahrgang 1874) Deportiert 1941 Łódź Ermordet am 5. März 1942 | Werderstr. 5 (Standort)                                                                       | |
| Stolperstein für Bertha Barmé (Werderstraße 5) | Hier wohnte Bertha Barmé, geb. Leiser (Jahrgang 1879) Deportiert 1941 Łódź Für tot erklärt | Werderstr. 5 (Standort)                                                                       | Nach neueren Informationen, welche zum Zeitpunkt der Stolpersteinverlegung nicht bekannt waren, wurde Berta Barmé im September 1942 von Litzmannstadt (Łódź) nach Kulmhof deportiert und dort ermordet. |
| Stolperstein für Carl Benjamin (Vogelsanger Straße 1) | Hier lernte Carl Benjamin (Jahrgang 1918) Flucht Holland Interniert Westerbork Deportiert Theresienstadt 1944 Auschwitz Ermordet                                                                  | Vogelsanger Str. 1 (Verlegestelle vor dem Gymnasium Kreuzgasse) (Standort)                    | Der am 20. März 2013 verlegte Stolperstein erinnert an Carl Benjamin, geboren am 4. August 1918 in Köln. Carl Benjamin war der Sohn von Max und Irma Benjamin (geb. Kohen). Als Schüler besuchte er das Gymnasium Kreuzgasse. Er war mit Hanna Bloch verheiratet. Carl Benjamin emigrierte am 19. November 1937 in die Niederlande. Am 17. September 1942 wurde er erstmals im Durchgangslager Westerbork inhaftiert. Am 20. Juni 1943 wurde er dort erneut interniert und am 4. September 1944 in das Ghetto Theresienstadt deportiert und von dort aus am 29. September 1944 in das Vernichtungslager Auschwitz gebracht. Dort starb Carl Benjamin am 28. Februar 1945. |
| Stolperstein für Albert Bergen (Genter Straße 25) | Hier wohnte Albert Bergen (Jahrgang 1867) Deportiert 1942 Theresienstadt Tot 19. August 1942 | Genter Str. 25 (Standort)                                                                     | Der Stolperstein erinnert an Albert Bergen, geboren am 15. Januar 1867 in Frankfurt am Main. Albert Hirsch Anschel Bergen wurde in Frankfurt-Bockenheim geboren und war mit Maria Lilienfeld verheiratet. Gemeinsam wurden sie mit dem 1. Kölner Transport III/1 am 15. Juni 1942 in das Ghetto Theresienstadt deportiert, dort starb er am 19. August 1942. |
| Stolperstein für Maria Bergen (Genter Straße 25) | Hier wohnte Maria Bergen, geb. Lilienfeld (Jahrgang 1872) Deportiert 1942 Theresienstadt Tot 5. April 1943                                                                                        | Genter Str. 25 (Standort)                                                                     | Der Stolperstein erinnert an Maria Bergen (geb. Lilienfeld), geboren am 26. Mai 1872 in Essen. Die Hausfrau Marie Bergen war die Tochter von Moritz und Beata Lilienfeld (geb. Issenberg). Verheiratet war sie mit Albert Bergen. Gemeinsam wurden sie mit dem 1. Kölner Transport III/1 am 15. Juni 1942 in das Ghetto Theresienstadt deportiert, dort starb sie am 5. April 1943. |
| Stolperstein für Rosa Berndt (Gladbacher Straße 46) | Hier wohnte Rosa Berndt, geb. Hirsch (Jahrgang 1874) Deportiert 1941 Łódź Verschollen | Gladbacher Str. 46 (Standort)                                                                 | Nach neueren Informationen, welche zum Zeitpunkt der Stolpersteinverlegung nicht bekannt waren, wurde Rosa Berndt im Mai 1942 von Litzmannstadt (Łódź) nach Kulmhof deportiert und dort ermordet. |
| der Stolperstein für Berta Bier | Hier wohnte Berta Bier, geb. Lewin (Jahrgang 1890) Flucht 1933 Holland interniert Westerbork deportiert 1944 ermordet in Auschwitz                                                                | Maastrichter Straße 40-44 (Standort)                                                          | |
| der Stolperstein für David Gotthold Bier | Hier wohnte David Gotthold Bier (Jahrgang 1923) Flucht 1933 Holland versteckt gelebt befreit | Maastrichter Straße 40-44 (Standort)                                                          | |
| der Stolperstein für Friedrich Josef Bier | Hier wohnte Friedrich Josef Bier (Jahrgang 1927) Flucht 1933 Holland versteckt gelebt befreit | Maastrichter Straße 40-44 (Standort)                                                          | |
| Kopfstein Haus Bier (Hülchrather Straße 6) | Haus Bier Erbaut 1904 Von Carl und Helene Bier Arisiert 1939 | Hülchrather Str. 6 (Standort)                                                                 | Am 24. September 2012 verlegte Gunter Demnig an der Hülchrather Str. 6 zu den bis dahin vier verlegten Steinen die Stolpersteine für Helene und Hermann Bier und einen Stein in Erinnerung an das Haus Bier. Nach den Novemberpogromen 1938 wurde im Rahmen der Arisierung die Familie Bier im Jahr 1939 enteignet. Neue Eigentümer wurden der NSDAP-Mann Peter Krebs und seine in der NS-Frauenschaft tätige Ehefrau Gertrud (geb. Schiffer) die das Haus im Einvernehmen mit den NS-Behörden als eines von zahlreichen Judenhäusern in Köln zimmerweise an jüdische Familien bis zu deren Deportation vermieten. |
| Stolperstein für Helene Bier (Hülchrather Straße 6) | Hier wohnte Helene Bier, geb. Pappenheim (Jahrgang 1859) Interniert Fort V Müngersdorf Deportiert 1942 Theresienstadt Tot 23. Dezember 1942                                                       | Hülchrather Str. 6 (Standort)                                                                 | Der am 24. September 2012 verlegte Stolperstein erinnert an Helene (Helena) Bier (geb. Pappenheim), geboren am 2. Februar 1859 in Eschwege. Helene Bier war die Ehefrau des Kaufmanns Carl Bier (gest. 1921) und die Mutter des gemeinsamen Sohnes Hermann Bier. 1939 musste sie das Haus Hülchrather Straße 6 an den NSDAP-Mann Peter Krebs verkaufen. In der Folgezeit wurde das Haus zum „Ghettohaus“ umgewandelt und Helene Bier nur noch als Mieterin geduldet. Allein in den sechs Zimmern der Hochparterrewohnung des Hauses wurden sieben jüdische Familien einquartiert, die nun hohe Mieten an die neuen Eigentümer Krebs zu leisten hatten. 1942 wurden die Bewohnerinnen und Bewohner des Hauses im Sammellager Fort V in Müngersdorf inhaftiert. Am 27./28. Juli 1942 wurde Helene Bier vom Bahnhof Deutz-Tief mit dem Transport III/2 (Zug DA 76) in das Ghetto Theresienstadt deportiert. Unter den dortigen Lebensbedingungen starb Helene Bier am 23. Dezember 1942. In der Todesfallanzeige vom 23. Dezember 1942 wurde als Todesursache „Altersschwäche“ eingetragen. |
| Stolperstein für Jakob Bier (Hülchrather Straße 6) | Hier wohnte Hermann Jakob Bier (Jahrgang 1885) Flucht 1938 Holland Interniert Westerbork Tot 10. Oktober 1943                                                                                     | Hülchrather Str. 6 (Standort)                                                                 | Der am 24. September 2012 verlegte Stolperstein erinnert an Hermann Jakob Bier, geboren am 10. April 1885 in Köln. Hermann Jakob Bier war der Sohn des Kaufmanns Carl Bier (gest. 1921) und seiner Ehefrau Helene Bier (geb. Pappenheim). Nach dem Besuch des traditionsreichen Marzellengymnasiums (heutiges Dreikönigsgymnasium) in Köln studierte er Jura an den Universitäten in Bonn, München und Berlin. Als Soldat im Ersten Weltkrieg wurde Hermann Jakob Bier mit dem Eisernen Kreuz ausgezeichnet. Beruflich begann er nach dem Krieg eine Verwaltungslaufbahn und wurde 1922 zum Regierungsrat ernannt. 1923 war er beim Kölner Polizeipräsidium angestellt und später bei der Kölner Bezirksregierung. 1929 wurde er dort stellvertretender Regierungspräsident. Als Jude und SPD-Mitglied wurde er nach der Machtübernahme der Nationalsozialisten bereits Anfang 1933 aus seinem Amt entlassen. 1935 emigrierte er in die Niederlande. 1938 bürgerten ihn die NS-Behörden aus und beschlagnahmten 1939 sein Vermögen. In Amsterdam lebte er in der Merwedeplein 8 III und engagierte sich im Judenrat (Joodse Raad). Nach der deutschen Besetzung der Niederlande konnte er zunächst untertauchen wurde jedoch 1943 verhaftet und am 20. Juni 1943 im Sammellager Westerbork inhaftiert. Im Lager Westerbork wurde er Mitglied des jüdischen Lagerates und setzte sich auch hier für seine Leidensgenossen ein. Am 10. Oktober 1943 starb Hermann Jakob Bier im Lager Westerbork an den Folgen der Haft. Wenige Tage später wurde seine Urne auf dem Jüdischen Friedhof Muiderberg (Feld U, Reihe 2, Grab-Nummer 14) beigesetzt. |
| der Stolperstein für Judith Henriette Bier | Hier wohnte Judith Henriette Bier (Jahrgang 1921) Flucht 1933 Holland interniert Westerbork deportiert 1944 Flucht auf Transport versteckt gelebt befreit                                         | Maastrichter Straße 40-44 (Standort)                                                          | |
| der Stolperstein für Julius Bier | Hier wohnte Julius Bier (Jahrgang 1877) Flucht 1933 Holland interniert Westerbork deportiert 1944 ermordet in Auschwitz                                                                           | Maastrichter Straße 40-44 (Standort)                                                          | |
| der Stolperstein für Maximilian Bier | Hier wohnte Maximilian Bier (Jahrgang 1930) Flucht 1933 Holland interniert Westerbork deportiert 1944 Bergen-Belsen der verlorene Zug befreit 23.4.1945 Tröbitz                                   | Maastrichter Straße 40-44 (Standort)                                                          | |
| der Stolperstein für Mirjam Bier | Hier wohnte Mirjam Bier (Jahrgang 1922) Flucht 1933 Holland versteckt gelebt befreit | Maastrichter Straße 40-44 (Standort)                                                          | |
| Stolperstein für Emil Bloch (Lütticher Straße 43) | Hier wohnte Emil Bloch (Jahrgang 1878) Deportiert 1941 Łódź/Litzmannstadt Tot 26. Januar 1942 | Lütticher Str. 43 (Standort)                                                                  | Der am 25. September 2012 verlegte Stolperstein erinnert an Emil Bloch, geboren am 24. Februar 1878 in Lörrach. Der Zeichner Emil Bloch war der Sohn von Alexander und Pauline Bloch. Am 30. Oktober 1941 wurde er in das Ghetto Łódź/Litzmannstadt deportiert. Dort starb er am 26. Januar 1942. |
| Stolperstein für Ida Block (Hohenzollernring 47) | Hier wohnte Ida Block (Jahrgang 1912) Deportiert 1941 Łódź Verschollen | Hohenzollernring 47 (Standort)                                                                | Nach neueren Informationen, welche zum Zeitpunkt der Stolpersteinverlegung nicht bekannt waren, wurde Ida Block im Mai 1942 von Litzmannstadt (Łódź) nach Kulmhof deportiert und dort ermordet. |
| Stolperstein für Amalie Blühdorn (Theodor-Heuss-Ring 60) | Hier wohnte Amalie Blühdorn, geb. Horn (Jahrgang 1864) Deportiert 1942 Theresienstadt Ermordet 31. Oktober 1942                                                                                   | Theodor-Heuss-Ring 60 (früher Deutscher Ring 60) (Standort)                                   | Der Stolperstein erinnert an Amalie Blühdorn (geb. Horn), geboren am 31. August 1864 in Dortmund. Amalie Blühdorn war die Tochter des Kölner Kaufmanns Victor Horn und seiner Frau Rosalie Meyer. Am 4. Juli 1887 heiratete Amalie den Kaufmann Leopold Blühdorn (geb. 1855). Am 10. März 1888 wurde Tochter Käthe und am 1. August 1893 Sohn Eugen geboren. Am 11. Oktober 1902 übernahm Leopold Blühdorn das Modehaus Daniel Schlesinger, Hohe Straße 97–99 und die Filialen in Köln-Mülheim und Bonn. Amalie Blühdorn engagierte sich als Gründungs- und Vorstandsmitglied des israelitischen Kindersparvereins. Als Kunstliebhaberin sammelte sie Antiquitäten und galt als Expertin für Glas und Porzellan. Als ihr Mann im August 1921 verstarb übernahmen sie und ihr Sohn Eugen das Modehaus Daniel Schlesinger. Anfang der 1930er Jahre geriet das Modehaus zunehmend in wirtschaftliche Schwierigkeiten und wurde 1934 aufgelöst. Mitte der 1930er Jahre übersiedelte sie nach Berlin, wo ihr Sohn sich wegen gesundheitlicher Probleme in medizinischer Behandlung befand. Nach Ende seines Klinikaufenthaltes zogen Amalie und ihr Sohn 1938, zu ihrem Bruder Robert Horn, nach Wiesbaden. Zuletzt wohnte Amalie Blühdorn in einen „Ghettohaus“ am Cheruskerweg 3. Am 1. September 1942 wurde sie in das Ghetto Theresienstadt deportiert. Laut Todesfallanzeige des Lagerarztes des Ghettos Theresienstadt verstarb Amalie Blühdorn dort am 31. Oktober 1942 an einem „Darmkatarrh“. Für Amalie Blühdorn wurde ein weiterer Stolperstein in Wiesbaden verlegt. |
| Stolperstein für Eugen Blühdorn (Theodor-Heuss-Ring 60) | Hier wohnte Eugen Blühdorn (Jahrgang 1893) Gedemütigt / Entrechtet Flucht in den Tod 23. Mai 1942                                                                                                 | Theodor-Heuss-Ring 60 (früher Deutscher Ring 60) (Standort)                                   | Der Stolperstein erinnert an Eugen Blühdorn, geboren am 1. August 1893 in Köln. Eugen Blühdorn war der Sohn von Leopold Blühdorn und seiner Frau Amalie (geb. Horn). Nach seinem Abitur besuchte er die Handelshochschule und machte seinen Abschluss als Diplomkaufmann. Im Alter von 24 Jahren konvertierte er zum Christentum und ließ sich evangelisch taufen. Nach dem Tode seines Vaters, 1921, übernahmen er und seine Mutter Amalie das Modeshaus Daniel Schlesinger. Anfang der 1930er Jahre geriet das Modehaus zunehmend in wirtschaftliche Schwierigkeiten und wurde 1934 aufgelöst. Mitte der 1930er Jahre übersiedelte er nach Berlin. Seit 1928 nahm Eugen Blühdorn vermehrt Schlaf- und Beruhigungsmittel ein, was zu einer Medikamentenabhängigkeit führte. Nach einem Selbstmordversuch unterzog er sich 1937 einer ersten Entziehungskur. Nach Ende des Klinikaufenthalts zogen Mutter und Sohn 1938 nach Wiesbaden. Anfang 1939 wurde er wieder rückfällig und in die Landes-Heil- u. Pflegeanstalt Eichberg eingeliefert. Auf Antrag der Mutter wurde er im Mai 1939 wieder entlassen. In Wiesbaden ist Eugen Blühdorn mehrfach umgezogen und wohnte zuletzt im „Ghettohaus“ Blumenstraße 7. Als die ersten größeren Deportationen aus Wiesbaden begannen nahm er sich dort, am 23. Mai 1942, selbst das Leben. Für Eugen Blühdorn wurde ein weiterer Stolperstein in Wiesbaden verlegt. |
| Stolperstein für Käthe Blühdorn (Theodor-Heuss-Ring 60) | Hier wohnte Käthe Blühdorn (Jahrgang 1888) Flucht 1939 USA | Theodor-Heuss-Ring 60 (früher Deutscher Ring 60) (Standort)                                   | Der am 22. Oktober 2015 verlegte Stolperstein erinnert an Käthe Blühdorn, geboren am 10. März 1888 in Köln. Käthe Blühdorn war die Tochter von Leopold Blühdorn (gest. 1921) und seiner Frau Amalie (geb. Horn). Käthe Blüdorn war mit Max Cohen verheiratet, gemeinsam hatten sie eine Tochter (Irmgard, geb. 1910). Mitte der 1930er Jahre übersiedelten Käthe, Max und Irmgard Cohen nach Berlin und im Mai 1939 emigrierten sie in die USA. |
| Stolperstein für Anna Johanna Blumenfeld (Wörthstraße 17) | Hier wohnte Anna Johanna Blumenfeld, geb. Wallach (Jahrgang 1903) Deportiert 1942 Theresienstadt Für tot erklärt                                                                                  | Wörthstr. 17 (Standort)                                                                       | |
| Stolperstein für Aron Alexander Blumenfeld (Lübecker Straße 25) | Hier wohnte Aron Alexander Blumenfeld (Jahrgang 1861) Deportiert 1942 Theresienstadt Ermordet 23. November 1942                                                                                   | Lübecker Str. 25 (Standort)                                                                   | Der am 22. Oktober 2015 verlegte Stolperstein erinnert an Aron Alexander Blumenfeld, geboren am 12. Oktober 1861 in Rotenburg an der Fulda. Der Witwer Aron Alexander Blumenfeld wurde am 5. September 1942 aus dem „Ghettohaus“ Horst-Wesselplatz 14 mit dem Transport III/3 in das Ghetto Theresienstadt deportiert. Dort starb er am 23. November 1942. In der Todesfallanzeige des Ghettos wurde als Todesursache „Marasmus senilis (Altersschwäche)“ eingetragen. |
| Stolperstein Paul Blumenfeld (Wörthstraße 17) | Hier wohnte Paul Blumenfeld (Jahrgang 1892) Deportiert 1942 Theresienstadt Für tot erklärt | Wörthstr. 17 (Standort)                                                                       | |
| Stolperstein Ursula Blumenfeld (Wörthstraße 17) | Hier wohnte Ursula Blumenfeld (Jahrgang 1931) Deportiert 1942 Theresienstadt Für tot erklärt | Wörthstr. 17 (Standort)                                                                       | |
| Stolperstein für Hilde Brinkmann (Moltkestraße 87) | Hier wohnte Hilde Brinkmann, geb. Selzer (Jahrgang 1891) Deportiert 1943 Theresienstadt Auschwitz Verschollen                                                                                     | Moltkestr. 87 (Standort)                                                                      | Der Stolperstein erinnert an Hilde Brinkmann (geb. Selzer), geboren am 3. Juli 1891 in Wien. Hilde Brinkmann war die Ehefrau von Leonard Brinkmann. Sie wurde am 28. Oktober 1943, mit dem Transport III/10 in das Ghetto Theresienstadt deportiert. In der Transportliste wird Hilde Brinkmann als „staatenlos“ bezeichnet. Als Wohnadresse wird Moltkestraße 87 angegeben. Der Transport wurde mit Ankunft am 30. Oktober 1942 in Theresienstadt registriert. Hilde Brinkmann wurde am 18. Dezember 1943 in das Vernichtungslager Auschwitz verbracht, dort verliert sich ihre Spur... |
| Stolperstein für Leonhard Brinkmann (Moltkestraße 87) | Hier wohnte Leonhard Brinkmann (Jahrgang 1881) Deportiert Auschwitz Verschollen | Moltkestr. 87 (Standort)                                                                      | Der Stolperstein erinnert an Leonhard Brinkmann, geboren am 24. August 1881 in Riga. Der Angestellte Leonhard Brinkmann war mit Hilde Selzer verheiratet. Leonhard Brinkmann wurde am 28. Juni 1943, gemeinsam mit Sohn Guido, verhaftet und in das Vernichtungslager Auschwitz verbracht. Dort verliert sich seine Spur... |
| Stolperstein für Helene Bruchfeld (Balthasarstraße 9) | Hier wohnte Helene Bruchfeld (Jahrgang 1880) Deportiert 1941 Ermordet in Łódź | Balthasarstr. 9 (Standort)                                                                    | Nach neueren Informationen, welche zum Zeitpunkt der Stolpersteinverlegung nicht bekannt waren, wurde Helene Bruchfeld im Mai 1942 von Litzmannstadt (Łódź) nach Kulmhof deportiert und dort ermordet. |
| Stolperstein für Charlotte Bruckmann (Brabanter Straße 18) | Hier wohnte Charlotte Bruckmann (Jahrgang 1924) Deportiert 1941 Łódź Verschollen | Brabanter Str. 18 (Standort)                                                                  | Nach neueren Informationen, welche zum Zeitpunkt der Stolpersteinverlegung nicht bekannt waren, wurde Charlotte Bruckmann nach der Auflösung des Ghettos Litzmannstadt (Łódź) im August 1944 nach Auschwitz und von dort in die Lager Tschenstochau und Birnbäuml verschleppt. Im März 1945 wurde Charlotte Bruckmann befreit. |
| Stolperstein für Alice Brünell (Brüsseler Straße 83).jpg | Hier wohnte Alice Brünell, geb. Cahn (Jahrgang 1875) Flucht 1939 Holland Interniert Westerbork Deportiert 1943 Sobibor Ermordet 26. Juli 1943                                                     | Brüsseler Str. 83 (Standort)                                                                  | Der am 22. Oktober 2015 verlegte Stolperstein erinnert an Alice Brünell (geb. Cahn), geboren am 31. Juli 1875 in Barmen-Elberfeld. Alice Brünell emigrierte am 29. März 1939 in die Niederlande, dort wurde sie am 22. April 1943 im Durchgangslager Westerbork interniert. Von dort aus wurde sie am 20. Juli 1943 in das Vernichtungslager Sobibor deportiert. Hier starb sie am 23. Juli 1943. Ihre Grabstätte, mit der Inschrift „In der Fremde ermordet“, befindet sich auf dem Jüdischen Friedhof Köln-Bocklemünd. |
| Stolperstein für Mathilde Cahen (Theodor-Heuss-Ring 50) | Hier wohnte Mathilde Cahen, geb. Nordheimer (Jahrgang 1871) Deportiert 1942 Theresienstadt Tot 11. August 1942                                                                                    | Theodor-Heuss-Ring 50 (früher Deutscher Ring) (Verlegestelle Ecke Niederichstraße) (Standort) | Der Stolperstein erinnert an Mathilde Cahen (geb. Nordheimer), geboren am 28. Februar 1871 in Niedermarsberg. Mathilde Cahen war die Tochter von Salomon Nordheimer und seiner Frau Bertha (geb. Stern). Verheiratet war sie mit Sally Cahen. Sally Cahen war, gemeinsam mit seinem Bruder Max, Eigentümer der Rheinische Maschinenleder- und Riemenfabrik von A. Cahen-Leudesdorff & Co. in Köln-Mülheim. Nach der Machtergreifung wurde die Familie Cahen aus dem Vorstand gedrängt und die Firma in ACLA Rheinische Maschinenleder- und Riemenfabrik Aktiengesellschaft umbenannt. Auch der zahlreiche Immobilienbesitz der Familie wurde arisiert. Nach dem Tode Sally Cahens, am 14. November 1940, musste Mathilde Cahen ihre Wohnung am Deutschen Ring 50 (heute Theodor-Heuss-Ring) aufgeben und in die Sedanstraße 29 ziehen. Mathilde Cahen wurde, mittlerweile völlig verarmt, am 15. Juni 1942 mit dem 1. Kölner Transport III/1 in das Ghetto Theresienstadt deportiert, dort starb sie am 11. August 1942. |
| Stolperstein für Hermann Caro (Vogelsanger Straße 1) | Hier lernte Hermann Caro (Jahrgang 1915) Flucht Holland Interniert Westerbork Deportiert 1943 Auschwitz Ermordet 25. Januar 1943                                                                  | Vogelsanger Str. 1 (Verlegestelle vor dem Gymnasium Kreuzgasse) (Standort)                    | Der am 10. März 2015 verlegte Stolperstein erinnert an Hermann Caro, geboren am 17. Februar 1915 in Köln. Hermann Caro war der Sohn der Eheleute Isidor und Klara Caro (geb. Beermann) und besuchte das Gymnasium Kreuzgasse. 1933 schickte das Ehepaar Caro ihren Sohn nach London, 1936 folgte ihm seine Schwester Rut. Nach einer schweren Erkrankung Hermans brachten die Eheleute ihren Sohn zur Rekonvaleszenz in die psychiatrische Klinik Het Apeldoornsche Bosch, Apeldoorn (Holland). Am 22. Januar 1943 wurde er von dort deportiert und im Vernichtungslager Auschwitz nach seiner Ankunft vergast. |
| Stolperstein für Isidor Caro (Vogelsanger Straße 1) | Dr. Isidor Caro (Jahrgang 1877) Lehrte am Gymnasium Kreuzgasse Deportiert 1942 Theresienstadt Verhungert 1943                                                                                     | Vogelsanger Str. 1 (Verlegestelle vor dem Gymnasium Kreuzgasse) (Standort)                    | Der Stolperstein erinnert an Isidor Caro, geboren am 6. Oktober 1876 oder 1877 in Żnin. Isidor Caro war ein deutscher Rabbiner der jüdischen Gemeinde in Köln und lehrte am Gymnasium Kreuzgasse. Verheiratet war er mit der Frauenrechtlerin Klara Beermann. Im Juni 1942 meldeten sich Isidor Caro und seine Frau für den ersten Transport (III/1) von Kölner Juden in das Ghetto Theresienstadt. Isidor Caro war der letzte amtierende Rabbiner in Köln. Isidor Caro starb am 28. August 1943 an Unterernährung. In der offiziellen Todesfallanzeige wurde eine „Meningitis- und Pneumonie“ als Todesursache eingetragen. Für Isidor Caro wurde an seiner ehemaligen Wohnadresse Ehrenfeldgürtel 171 ein weiterer Stolperstein verlegt. |
| Stolperstein für Johanna Chaim (Flandrische Straße 1) | Hier wohnte Johanna Chaim (Jahrgang 1889) Deportiert Łódź ??? | Flandrische Str. 1 (Standort)                                                                 | Die Verlegung erfolgte im November 2002, der Stolperstein wurde 2004 von Unbekannten entfernt. Eine Anzeige bei der Polizei verlief bisher erfolglos. Im Januar 2006 verlegte Gunter Demnig den Stolperstein neu. Nach neueren Informationen, welche zum Zeitpunkt der Stolpersteinverlegung nicht bekannt waren, wurde Johanna Chaim im Mai 1942 von Litzmannstadt (Łódź) nach Kulmhof deportiert und dort ermordet. |
| Stolperstein für Albert Cohen (Vogelsanger Straße 1) | Hier lernte Albert Cohen (Jahrgang 1902) Deportiert 1941 Riga Ermordet | Vogelsanger Str. 1 (Verlegestelle vor dem Gymnasium Kreuzgasse) (Standort)                    | Der am 18. April 2018 verlegte Stolperstein erinnert an Albert Cohen, geboren am 27. April 1902 in Köln. Albert Cohen war der Sohn von Leopold und Pauline Cohen (geb. Pagener). Albert Cohen besuchte das Gymnasium Kreuzgasse, später wurde er Metzger. Am 7. Dezember 1941 wurde er mit dem III. Transport in das Ghetto Riga deportiert. In der Transportliste wurde als Beruf „Arbeiter“ vermerkt. Im Ghetto Riga verliert sich seine Spur. Für Albert Cohen wurde an seiner ehemaligen Wohnadresse Kaesenstraße 24 ein weiterer Stolperstein verlegt. |
| Stolperstein für Johanna Cohen (Theodor-Heuss-Ring 54) | Hier wohnte Johanna Cohen, geb. Spier (Jahrgang 1869) Interniert 1942 Fort V Müngersdorf Deportiert 1942 Theresienstadt 1942 Treblinka Schicksal unbekannt                                        | Theodor-Heuss-Ring 54 (früher Deutscher Ring) (Standort)                                      | |
| Stolperstein für Karl Cosman (Riehler Straße 28) | Hier wohnte Karl Cosman (Jahrgang 1907) Flucht Holland Interniert Westerbork Deportiert 1942 Auschwitz Ermordet 30. September 1942                                                                | Riehler Str. 28 (Standort)                                                                    | |
| | Hier wohnte Karl Cosman (Jahrgang 1907) Umzug 1928 Holland interniert Westerbork deportiert 1942 Auschwitz ermordet 25.8.1942                                                                     | Vogelsanger Str. 1 (Verlegestelle vor dem Gymnasium Kreuzgasse) (Standort)                    | |
| Stolperstein für Klara Elfriede Dahl (Spichernstraße 8) | Hier wohnte Klara Elfriede Dahl, Verheiratete Gross (Jahrgang 1916) Flucht 1938 England | Spichernstr. 8 (Standort)                                                                     | Klara Elfriede Gross hat den Krieg in England überlebt. |
| Stolperstein für Wilhelm Dreyer (Vogelsanger Straße 1) | Hier lernte Dr. Wilhelm Dreyer (Jahrgang 1891) Deportiert 1942 Theresienstadt Ermordet 1944 Auschwitz                                                                                             | Vogelsanger Str. 1 (Verlegestelle vor dem Gymnasium Kreuzgasse) (Standort)                    | Der am 19. März 2019 verlegte Stolperstein erinnert an Dr. Wilhelm Dreyer, geboren am 9. November 1891 in Köln-Buchheim. Wilhelm Dreyer war der Sohn des Kaufmanns Siegfried Dreyer (Teilhaber des Warenhauses Geschw. Alsberg Hohe Straße 111) und seiner Frau Rosa (geb. David). Wilhelm Dreyer besuchte das Gymnasium Kreuzgasse und machte dort 1910 sein Abitur. Er studierte Rechtswissenschaften an den Universitäten München, Leipzig und Bonn, legte sein Referendarsexamen am 2. Juli 1913 in Köln ab. Am 6. August 1914 meldete er sich freiwillig zum Militärdienst und wurde im 1. Weltkrieg schwer am Kopf verwundet. Ihm wurde das Eiserne Kreuz II. Klasse und das Frontkämpferkreuz verliehen. Nach dem Krieg nahm er seine Referendarausbildung wieder auf und promovierte am 26. Mai 1919 in Heidelberg. Das Große Staatsexamen bestand er als Kriegsteilnehmer „in abgekürzter Form“ am 24. Februar 1920. Am 12. Mai 1920 wurde Wilhelm Dreyer als Rechtsanwalt beim Amts- und Landgericht Köln zugelassen. Wilhelm Dreyer war bis 1922 Justiziar beim Bankhaus Sal. Oppenheim jr. & Co., danach als selbstständiger Anwalt tätig. Als ehemaliger Frontkämpfer konnte Wilhelm Dreyer auch nach 1933 weiter anwaltlich tätig sein, bekam aber zunehmend wirtschaftliche Schwierigkeiten. So wechselte er mehrfach die Kanzleiräume und Sozietäten sowie auch seine privaten Wohnadressen. In den folgenden Jahren musste er sich mehrfach wegen seiner wirtschaftlichen Schwierigkeiten der Rechtsanwaltskammer und vor Gericht offenbaren. Am 10. Mai 1938 wurde ihm zunächst die Anwaltszulassung per Ministererlass entzogen, auf Protest von Wilhelm Dreyer, wurde er im August 1938 wieder in die Listen des Amts- und Landgerichtes eingetragen. Am 3. November 1938 wurde ihm endgültig gem. der Fünften Verordnung zum Reichsbürgergesetz seine anwaltliche Zulassung entzogen. Wilhelm Dreyer beantragte noch die Zulassung zum jüdischen Konsulent, welche aber ablehnend beschieden wurde. Ein gegen ihn anhängiges Verfahren wegen „Rassenschande“ wurde im Januar 1940 eingestellt. Zuletzt wohnte Wilhelm Dreyer in der Werderstraße 5, bevor er 1942 im Lager Fort V Müngersdorf arrestiert wurde. Wilhelm Dreyer wurde am 15. Juni 1942 von Köln aus in das Ghetto Theresienstadt deportiert. Von dort aus wurde er am 19. Oktober 1944 in das Vernichtungslager Auschwitz verbracht und dort ermordet. Für Wilhelm Dreyer wurde an seiner ehemaligen Wohnadress Wittekindstraße 6 ein weiterer Stolperstein verlegt. |
| Stolperstein Jakob Eckstein (Weißenburgstraße 66) | Hier wohnte Jacob Eckstein (Jahrgang 1889) Deportiert 1941 Łódź Ermordet 9. Juni 1942 | Weißenburgstr. 66 (Standort)                                                                  | |
| Stolperstein für Wolf Alfred Eckstein (Weißenburgstraße 66) | Hier wohnte Wolf Alfred Eckstein (Jahrgang 1921) Deportiert 1942 Theresienstadt Tod am 23. September 1943                                                                                         | Weißenburgstr. 66 (Standort)                                                                  | |
| Stolperstein für Lina Ehrlich (Bismarckstr. 37) | Hier wohnte Lina Ehrlich, geb. Laufer (Jahrgang 1881) Deportiert Für tot erklärt | Bismarckstr. 37 (Standort)                                                                    | Der Stolperstein erinnert an Lina Ehrlich (geb. Laufer), geboren am 24. Oktober 1881 in Neustadt bei Posen. Schicksal unbekannt, für tot erklärt. |
| Stolperstein für Samuel Ehrlich (Bismarckstr. 37) | Hier wohnte Samuel Ehrlich (Jahrgang 1879) Deportiert Für tot erklärt | Bismarckstr. 37 (Standort)                                                                    | Der Stolperstein erinnert an Samuel Ehrlich, geboren am 25. Februar 1879 in Rittel bei Konitz in Westpreußen. Schicksal unbekannt, für tot erklärt. |
| Stolperstein für Friedericke Eichengrün (Lübecker Straße 22) | Hier lebte Friedericke Eichengrün, geb. Rübsteck (Jahrgang 1869) Deportiert 1942 Theresienstadt Ermordet 25. Oktober 1942                                                                         | Lübecker Str. 22 (Standort)                                                                   | Der Stolperstein erinnert an Friedrike Eichengrün (geb. Rübsteck), geboren am 17. Juli 1869 in Frimmersdorf. Die Witwe Fiederike (auch: Friedericka) Eichengrün lebte im Ghettohaus Lübecker Straße 22 und wurde im Fort V Müngersdorf interniert und von dort aus, am 12. September 1942, mit dem Transport III/4 in das Ghetto Theresienstadt deportiert. Dort starb sie am 23. Oktober 1942. |
| Stolperstein für Julius Israel Eichengrün (Lübecker Straße 22) | Hier lebte Julius Israel Eichengrün (Jahrgang 1872) Gedemütigt / Entrechtet Flucht in den Tod 16. Oktober 1936                                                                                    | Lübecker Str. 22 (Standort)                                                                   | Der Stolperstein erinnert an Julius Israel Eichengrün, geboren 1872. |
| Stolperstein Henriette Elsbach (Blumenthalstraße 19) | Hier wohnte Henriette Elsbach (Jahrgang 1886) Deportiert 1941 Łódź Ermordet | Blumenthalstr. 19 (Standort)                                                                  | Nach neueren Informationen, welche zum Zeitpunkt der Stolpersteinverlegung nicht bekannt waren, starb Henriette Elsbach am 2. Juli 1942 im Ghetto Litzmannstadt (Łódź). |
| Stolperstein für Samuel Erich Esser (Lütticher Straße 12) | Hier wohnte Samuel Erich Esser (Jahrgang 1895) Deportiert 1943 Theresienstadt 1944 Auschwitz Ermordet                                                                                             | Lütticher Str. 12 (Standort)                                                                  | Der am 11. April 2016 verlegte Stolperstein erinnert an Samuel Erich Esser, geboren am 23. März 1895 in Köln. Samuel Erich Esser wurde am 1. August 1943 mit dem Transport III/9 in das Ghetto Theresienstadt deportiert. In der Transportliste wurde Samuel Erich Esser als „geschieden“ mit der Adresse Barackenlager Fort V Müngersdorf eingetragen. Am 28. Oktober 1944 wurde Samuel Erich Esser in das Vernichtungslager Auschwitz verbracht, dort verliert sich seine Spur... |
| Stolperstein für Fritz Falk (Vogelsanger Straße 1) | Hier lernte Dr. Fritz Falk (Jahrgang 1898) Umzug Düsseldorf Berufsverbot 1933 Gedemütigt / Entrechtet Flucht in den Tod 11. Dezember 1933                                                         | Vogelsanger Str. 1 (Verlegestelle vor dem Gymnasium Kreuzgasse) (Standort)                    | Der am 10. März 2015 verlegte Stolperstein erinnert an Fritz Falk, geboren am 24. Juli 1898 in Köln. Fritz Falk war der zweite von vier Söhnen von Bernhard Falk und seiner Frau Else Falk (geb. Wahl). Fritz Falk besuchte das Gymnasium Kreuzgasse und machte hier während des Ersten Weltkrieges ein Notabitur und ging im September 1915 an die Front. Im November 1915 wurde er schwer verwundet. Nach seiner Genesung wurde er im Februar 1916 erneut an die Front geschickt. Im Sommer 1916 erkrankte er schwer. Die letzten Kriegsmonate diente er in einer Garnison des Grenzschutzes in Oberschlesien. Im Ersten Weltkrieg wurde ihm das Eiserne Kreuz verliehen. Er wurde wie sein Vater und seine Brüder Alfred (geb. 1895, gef. 1917), Ernst (geb. 26. August 1901) und Hermann (geb. 20. Mai 1905) Rechtsanwalt. Nach dem Jura-Studium wurde er am Oberlandesgericht Düsseldorf zugelassen. Zeitweilig teilte er sich eine Kanzlei mit Victor Loewenwarter. Er heiratete 1932 Margarete Oevel. Mit dem Gesetz über die Zulassung zur Rechtsanwaltschaft vom April 1933 wurde ihm die Anwaltszulassung entzogen. Ausgegrenzt und gedemütigt beging Fritz Falk am 11. September 1933 in Gerresheim Selbstmord. Er wurde auf dem jüdischen Friedhof Köln-Deutz beigesetzt. |
| Stolperstein Betty Fass (Maastrichter Straße 21) | Hier wohnte Betty Fass, geb. Salm (Jahrgang 1891) Deportiert 1941 Riga ??? | Maastrichter Str. 21 (Standort)                                                               | |
| Stolperstein Egon Fass (Maastrichter Straße 21) | Hier wohnte Egon Fass, geb. Salm (Jahrgang 1888) Deportiert 1941 Riga Verschollen | Maastrichter Str. 21 (Standort)                                                               | |
| Stolperstein Fritz Fass (Maastrichter Straße 21) | Hier wohnte Fritz Fass, geb. Salm (Jahrgang 1922) Deportiert 1941 Riga Verschollen | Maastrichter Str. 21 (Standort)                                                               | |
| Stolperstein für Annelise Margot Feldheim (Kamekestraße 19) | Hier wohnte Anneliese Margot Feldheim (Jahrgang 1916) Freitod 28. September 1944 | Kamekestr. 19 (Standort)                                                                      | Der Stolperstein erinnert an Anneliese Margot Feldheim, geboren 1916. Anneliese Margot Feldheim war die Tochter des Gynäkologen Hans Salomon Feldheim und seiner Frau Anna (geb. Mensinger). Weil die Familie in Barmen zunehmend Schikanen ausgesetzt war zog der Witwer Hans Salomon Feldheim mit seinen Töchtern Anneliese und Helag nach Köln. Während seine jüngere Tochter Helga 1939 nach Amsterdam emigrierte blieb Anneliese bei ihrem Vater. Als Ende des Sommers 1944 ihre Deportation bevorstand versteckten sie sich bei Bekannten. Wegen drohender Denunziation und Deportation begingen Hans Salomon Feldheim und seine Tochter am 28. September 1944 mit Veronal Selbstmord. Hans Salomon Feldheim und seine Tochter Anneliese wurden sterbend in einem Kölner Park gefunden. |
| Stolperstein für Hans Salomon Feldheim (Kamekestraße 19) | Hier praktizierte Dr. Hans Salomon Feldheim (Jahrgang 1886) Selbstmord vor Deportation 28. September 1944                                                                                         | Kamekestr. 19 (Standort)                                                                      | Der Stolperstein erinnert an Dr. Hans Salomon Feldheim, geboren am 17. August 1886 in Barmen. Hans Salomon Feldheim war der Sohn des Fabrikanten Leopold Feldheim und seiner Frau Emilie (geb. Salomon). Hans Salomon Feldheim studierte an den Universitäten Berlin, München und Heidelberg Medizin. In Heidelberg promovierte er zum Thema: „Die Anwendung der freien Fascientransplantation zur Operation von Prolapsen des weiblichen Genitals“. Im selben Jahr erhielt er seine Approbation. Bis 1920 praktizierte er in Wuppertal-Beyenburg, verlegte dann seine Wohnsitz und seine Praxis in die Ibachstraße 3 in Barmen. Verheiratet war er mit Anna Mensinger. Weil er in Barmen zunehmend Schikanen ausgesetzt war zog der Witwer mit seinen beiden Töchtern Anneliese und Helga nach Köln, wo er am Neumarkt 31 die Praxis des emigrierten Dr. Ernst Weiner übernahm. Nach der Aberkennung seiner Approbation wirkte er zunächst in der Kamekestraße 19 und später im „Ghettohaus“ Utrechter Straße 6 als Krankenbehandler weiter. Als Vertrausensmann der Reichsvereinigung der Juden in Deutschland behandelte er auch Patienten am Jüdischen Krankenhaus Ottostraße und, nach dessen Auflösung 1942, Patienten an der Krankenstation im Sammellager Fort V Müngersdorf. Als Ende des Sommers 1944 seine Deportation bevorstand versteckte er sich und seine Tochter Anneliese bei Bekannten. Wegen drohender Denunziation und Deportation begingen er und seine Tochter am 28. September 1944 mit Veronal Selbstmord. Hans Salomon Feldheim und seine Tochter Anneliese wurden sterbend in einem Kölner Park gefunden. Hans Salomon Feldheim hinterließ einen längeren Abschiedsbrief. Seine jüngere Tochter Helga emigrierte 1939 nach Amsterdam und überlebte den Holocaust. Hans Salomon Feldheim war der letzte jüdische Heilbehandler in Köln. Für Hans Salomon Feldheim wurde ein weiterer Stolperstein vor seiner Wirkungsstätte Neumarkt 31 verlegt. |
| Stolperstein für Regina Fink (Brüsseler Platz 11) | Hier wohnte Regina Fink (Jahrgang 1915) Abgeschoben 1938 Bentschen Ermordet 1942 in Auschwitz | Brüsseler Platz 11 (Standort)                                                                 | Der Stolperstein erinnert an Regina Fink, geboren 1929. |
| | Hier wohnte Hermann Fischel (Jahrgang 1875) verurteilt 26.10.1938 §175 deportiert 1941 Łodz/Litzmannstadt 1942 Chełmno/Kulmhof ermordet Mai 1942                                                  | Lütticher Straße 4 (Standort)                                                                 | |
| Stolperstein für Kurt Bernhard Francken (Vogelsanger Straße 1) | Hier lernte Kurt Bernhard Francken (Jahrgang 1909) Deportiert 1941 Riga Ermordet | Vogelsanger Str. 1 (Verlegestelle vor dem Gymnasium Kreuzgasse) (Standort)                    | Der am 18. April 2018 verlegte Stolperstein erinnert an Kurt Bernhard Franken, geboren am 11. Mai 1909 in Köln-Lindenthal. Kurt Bernhard Franken war der Sohn von Max und Natalie Franken (geb.Deutsch). Kurt Bernhard Franken besuchte das Gymnasium Kreuzgasse. Am 7. Dezember 1941 wurde er mit dem III. Transport in das Ghetto Riga deportiert. In der Transportliste wurde als Beruf „Arbeiter“ und als Wohnadresse Ehrenfeldgürtel 134 vermerkt. Kurt Bernhard Franken starb im Außenlager Riga-Jungfernhof. |
| Stolperstein Heinrich Frank (Hansaring 39) | Hier wohnte Heinrich Frank (Jahrgang 1880) Deportiert Sobibor Ermordet | Hansaring 39 (Standort)                                                                       | Der Stolperstein erinnert an Heinrich Jonas Frank, geboren am 21. August 1880 in Köln. Heinrich Frank (auch Heinz genannt) war ein jüdischer Rechtsanwalt. Sein Vater war der Oberrabbiner Abraham Salomon Frank. Frank studierte Rechtswissenschaften in Heidelberg, München, Berlin und Bonn und bestand das Referendarexamen am 30. Dezember 1902 in Köln. Frank promovierte am 26. Juli 1903 in Freiburg und bestand 1907 die Große Staatsprüfung. Am 4. September 1907 wurde er als Rechtsanwalt am Amts- und Landgericht Köln zugelassen. 1928 war er Vorsitzender des Ortsverbandes Köln des Centralvereins deutscher Staatsbürger jüdischen Glaubens und zeitweise Vorsitzende des Vorstandes der Synagogen-Gemeinde Köln sowie 1923 der erste Präsident der Moriah-Loge. Als Anwalt vor 1914 zugelassen, konnte Frank zunächst nach dem 7. April 1933, auf eigenen Antrag, weiter praktizieren. Ab dem 6. Juli 1933 ließ sich Frank „krankheitshalber“ von seiner Anwaltszulassung beurlauben. Am 7. Oktober ist seine Zulassung beim Amts- und Landgericht Köln auf „eigenem Antrag“ erloschen. Heinrich Frank wurde 1943 ins Vernichtungslager Sobibor deportiert und starb dort am 2. April 1943. Nach 1945 wurde er für tot erklärt |
| Stolperstein für Lucie Rosa Frank (Hansaring 39) | Hier wohnte Lucie Rosa Frank, geb. Jonas (Jahrgang 1886) Flucht Holland Deportiert Ermordet in Sobibor                                                                                            | Hansaring 39 (Standort)                                                                       | |
| Stolperstein für Joachim Frankenstein (Kaiser-Wilhelm-Ring 24) | Hier wohnte Joachim Frankenstein (Jahrgang 1914) Flucht 1939 Schottland 1940 USA | Kaiser-Wilhelm-Ring 24 (Standort)                                                             | Der am 10. September 2018 verlegte Stolperstein erinnert an Joachim Frankenstein, geboren 1914. Joachim Kurt Frankenstein wurde am 26. September 1914 in Köln als ältester Sohn des Arztes Kurt Frankenstein und seiner Frau Susanne (geb. Edel) geboren. Er studierte Anfang der 1930er Jahre Ingenieurswesen. Im Juli 1938 heiratete er in München Susi Helene Hedwig Ehrenberg. Mitte März 1939 flüchtete das Ehepaar zunächst nach England und kurze Zeit später nach Edinburgh. Am 22. Februar 1940 reisten sie mit dem Passagierschiff Scythia von Liverpool nach New York. |
| Stolperstein für Kurt Frankenstein (Kaiser-Wilhelm-Ring 24) | Hier wohnte und praktizierte Dr. Kurt Frankenstein (Jahrgang 1877) Gedemütigt / Entrechtet Tot 16. Mai 1937                                                                                       | Kaiser-Wilhelm-Ring 24 (Standort)                                                             | Der am 10. September 2018 verlegte Stolperstein erinnert an Dr. Kurt Frankenstein, geboren am 17. Oktober 1877 in Landeshut. Kurt Frankenstein wurde am 17. Oktober 1877 als jüngstes von drei Kindern des aus Landeshut stammenden Louis Frankenstein und seiner Frau Hulda geboren. Nach dem Studium der Medizin promovierte er 1900 über ein gynäkologisches Thema. 1907 erhielt er eine Anstellung als Leiter der Gynäkologischen Klinik in Köln-Kalk. Im Ersten Weltkrieg wurde Kurt Frankenstein zum Militärdienst eingezogen. Zwei Monate nach der Machtergreifung der Nationalsozialisten wurde Kurt Frankenstein von der Klinikleitung aufgefordert, seine Entlassung einzureichen. Trotz der Erwiderung Frankensteins, dass er evangelisch getauft ist, militärische Auszeichnungen im Ersten Weltkrieg erhalten hat und in einer Einrichtung der evangelischen Kirche beschäftigt ist, so dass die Bestimmungen des am 7. April 1933 erlassenen Gesetzes zur Wiederherstellung des Berufsbeamtentums nicht auf ihn angewendet werden können, wurde er entlassen. Bis zu seinem Tod praktizierte er in seinem Wohnhaus, im Kaiser-Wilhelm-Ring 24, weiter. Seit 1912 war Kurt Frankenstein aktives Mitglied der Schlaraffia. 1933 wurde der Oberschlaraffe Kurt Frankenstein wie alle nicht arischen Mitglieder aus der Schlaraffia ausgeschlossen. Am 16. Mai 1937 starb Kurt Frankenstein in Bonn und wurde auf dem Kölner Westfriedhof bestattet. Vor seiner ehemaligen Wirkungsstätte am evangelischen Krankenhaus Kalk wurde ein weiterer Stolperstein für Kurt Frankenstein verlegt. |
| Stolperstein für Maria Frankenstein (Kaiser-Wilhelm-Ring 24) | Hier wohnte Maria Frankenstein (Jahrgang 1919) Flucht 1939 England | Kaiser-Wilhelm-Ring 24 (Standort)                                                             | Der am 10. September 2018 verlegte Stolperstein erinnert an Maria Frankenstein, geboren 1919. Johanna Maria Susanne Frankenstein wurde am 15. März 1919 als jüngste Tochter des Gynäkologen Kurt Frankenstein und seiner Frau Susanne in Köln geboren. Nach dem Tod ihres Vaters 1937 musste die Familie in eine kleinere Wohnung in die Machabäerstraße umziehen. Kurz vor dem Ausbruch des Zweiten Weltkrieges gelang ihr die Flucht nach Großbritannien, während ihre Mutter in Köln zurückblieb und 1942 ins Ghetto Theresienstadt deportiert wurde. Vor der Königin-Luise-Schule wurde im März 2019 ein weiterer Stolperstein für Maria Frankenstein verlegt. |
| Stolperstein für Susanne Frankenstein (Kaiser-Wilhelm-Ring 24) | Hier wohnte Susanne Frankenstein, geb. Edel (Jahrgang 1884) Deportiert 1942 Theresienstadt Ermordet 21. März 1943                                                                                 | Kaiser-Wilhelm-Ring 24 (Standort)                                                             | Der am 10. September 2018 verlegte Stolperstein erinnert an Susanne Frankenstein (geb. Edel), geboren 1884. Susanne (Susanna) Margarete Edel wurde am 16. Februar 1884 in Berlin als ältestes Kind des Arztes Alexander Edel und seiner Frau Anna (geb. Straßmann). Anna Straßmann stammte ebenfalls aus einer bekannten Berliner Arztfamilie. Zu Susanne Edels Onkel zählten der Rechtsmediziner Fritz Straßmann und der Internist Albert Fraenkel. Im Oktober 1913 heiratete sie den Chefarzt der Gynäkologischen Klinik in Köln-Kalk, Kurt Frankenstein. 1914 wurde Sohn Joachim Kurt, 1919 Tochter Johanna Maria Susanne geboren. Zwei Monate nach der Machtergreifung der Nationalsozialisten verlor ihr Mann die Anstellung als Chefarzt des evangelischen Krankenhauses in Kalk. Im Wohnhaus der Familie führte er bis zu seinem Tod 1937 eine Privatpraxis. Kurz vor dem Ausbruch des Zweiten Weltkrieges flüchteten ihre Kinder nach Amerika bzw. England. Susanne Frankenstein blieb in Köln zurück und musste nach dem Tod ihres Mannes in eine kleinere Wohnung in der Machabäerstraße umziehen, wo ihr Freunde bis zu ihrer Einweisung in das Sammellager der Kölner Juden im Fort V in Müngersdorf halfen, zu überleben. Vom 30. September bis 5. Oktober 1939 wurde Susanne Frankenstein von der Gestapo inhaftiert. Am 15. Juni 1942 wurde sie mit dem III. Kölner Transport in das Ghetto Theresienstadt verschleppt, wo sie am 21. März 1943 verstarb. Die kurz vor der Deportation an Freunde übergebenen Dokumente befinden sich heute als Nachlass im NS-Dokumentationszentrum der Stadt Köln. |
| Stolperstein für Goswin Frenken (Erftstraße 16) | Hier wohnte Goswin Frenken (Jahrgang 1887) Gestapohaft 1941 Tod 1944 im KZ Flossenbürg | Erftstr. 16 (Standort)                                                                        | Der Stolperstein erinnert an Goswin Frenken, geboren am 2. August 1887 in Hottorf. Goswin Frenken war Professor für Mittlere und Neuere Geschichte an der Universität zu Köln. Frenken studierte Germanistik in Bonn und Berlin. Im Ersten Weltkrieg geriet er in Französische Kriegsgefangenschaft. Nach seiner Freilassung setzte er seine akademische Laufbahn an der Universität zu Köln fort und wurde dort 1922 habilitiert und 1928 zum außerordentlichen Professor ernannt. Im Mai 1933 wurde Goswin Frenken Mitglied der NSDAP. Frenken galt als „leicht verschrobener, engagierter, unbürgerlicher Wissenschaftler“ und als „unpolitischer Eigenbrödler“. Bereits 1933 wurde Frenken wegen „abfälliger Äußerungen über Hitler“ denunziert. Im November 1934 wurde ihm dann der Lehrauftrag entzogen und 1935 nach einigen Fürsprachen wieder erteilt. Nach weiteren kritischen Äußerungen über Hitler wurde Frenken von der Gestapo verhaftet und aus der Partei ausgeschlossen. 1936 wurde Frenken in einem Sondergerichtsverfahren freigesprochen jedoch wurde ihm die Lehrbefugnis entzogen. Nach weiteren kritischen Äußerungen wurde Goswin Frenken im April 1937 zu drei Monaten Gefängnis verurteilt und ihm wurde die Doktorwürde entzogen. 1941 kam Frenken in Gestapohaft und wurde im Juli 1944 im KZ Flossenbürg inhaftiert (Haftnummer 25636), wo er am 23. Januar 1945 verstarb oder ermordet wurde. Für Goswin Frenken wurde an seiner ehemaligen Wirkungsstätte auf dem Uni-Vorplatz (Lindenthal) ein weiterer Stolperstein verlegt. |
| Stolperstein für Amanda Friedemann (Moltkestraße 83) | Hier wohnte Amanda Friedemann, geb. Apfel (Jahrgang 1897) Deportiert 1941 Ermordet in Łódź | Moltkestr. 83 (Standort)                                                                      | Nach neueren Informationen, welche zum Zeitpunkt der Stolpersteinverlegung nicht bekannt waren, wurde Amanda Friedemann im Mai 1942 von Litzmannstadt (Łódź) nach Kulmhof deportiert und dort ermordet. |
| Stolperstein für Hilde Friedemann (Moltkestraße 83) | Hier wohnte Hilde Friedemann (Jahrgang 1930) Deportiert 1941 Ermordet in Łódź | Moltkestr. 83 (Standort)                                                                      | Nach neueren Informationen, welche zum Zeitpunkt der Stolpersteinverlegung nicht bekannt waren, wurde Hilde Friedemann im Mai 1942 von Litzmannstadt (Łódź) nach Kulmhof deportiert und dort ermordet. |
| Stolperstein für Josef Friedemann (Moltkestraße 83) | Hier wohnte Josef Friedemann (Jahrgang 1886) Deportiert 1941 Łódź Ermordet 26. April 1942 | Moltkestr. 83 (Standort)                                                                      | |
| Stolperstein für Siegbert Friedemann (Moltkestraße 83) | Hier wohnte Siegbert Friedemann (Jahrgang 1925) Deportiert 1941 Ermordet in Łódź | Moltkestr. 83 (Standort)                                                                      | Nach neueren Informationen, welche zum Zeitpunkt der Stolpersteinverlegung nicht bekannt waren, wurde Siegbert Friedemann im Mai 1942 von Litzmannstadt (Łódź) nach Kulmhof deportiert und dort ermordet. |
| Stolperstein für Trude Friedemann (Moltkestraße 83) | Hier wohnte Trude Friedemann (Jahrgang 1926) Deportiert 1941 Ermordet in Łódź | Moltkestr. 83 (Standort)                                                                      | Nach neueren Informationen, welche zum Zeitpunkt der Stolpersteinverlegung nicht bekannt waren, wurde Trude Friedemann im Mai 1942 von Litzmannstadt (Łódź) nach Kulmhof deportiert und dort ermordet. |
| Stolperstein für Richard Gatzert (Lothringer Straße 51) | Hier lerte Dr. Richard Gatzert (Jahrgang 1887) Deportiert 1943 Auschwitz Ermordet | Vogelsanger Str. 1 (Verlegestelle vor dem Gymnasium Kreuzgasse) (Standort)                    | Der am 19. März 2019 verlegte Stolperstein erinnert an Dr. Richard Gatzert, geboren am 29. März 1887 in Köln. Richard Gatzert war der Sohn des Kaufmanns Heinrich Gatzert und seiner Frau Julia, geb. Levy. 1905 machte er am Gymnasium Kreuzgasse sein Abitur und studierte in Genf, München, Berlin und Bonn Rechtswissenschaften. Am 26. Mai 1908 legte er das Referendarexamen in Köln ab. Die Große Staatsprüfung bestand er im Dezember 1913 und wurde zum Gerichtsassessor ernannt. Schon am 27. September 1913 erwarb er, mit einer Dissertation über „Pfändungsrecht“, den Titel eines Dr. jur. Am 16. April 1914 wurde er als Rechtsanwalt beim Amts- und Landgericht Köln zugelassen. Richard Gatzert praktizierte zunächst in seiner Kanzlei in der Ehrenstraße 31, ab Januar 1927 dann am Habsburgerring 14 und ab 1935 am Kaiser-Wilhelm-Ring 30. Die Zulassung zum Anwalt wurde ihm, nach der Fünften Verordnung zum Reichsbürgergesetz, am 30. November 1938 entzogen. Richard Gatztert stellte einen Antrag auf Zulassung als jüdischer Konsulent, welcher abgelehnt wurde. Gatzert war ein aktives Mitglied der jüdischen Gemeinde, wirkte mit in der Verwaltung des jüdischen Krankenhauses in Köln und war 1936 der letzte Präsident der Rheinland-Loge. In den Jahren 1941 und 1942 war Gatzert als „ohne Gewerbe“ gemeldet. Am 15. Januar 1943 wurde Richard Gatzert gemeinsam mit seiner Ehefrau Adele zunächst nach Berlin und von dort aus, am 29. Januar 1943, mit dem 27. Osttransport nach Auschwitz deportiert. In der Transportliste wurde Richard Gatzert als „verheiratet“ und „arbeitsfähig“ mit der Adresse Utrechter Straße 6 eingetragen. Seine Kennkarten-Nr. lautet J 02608. Dort verliert sich seine Spur... Mit Datum vom 8. Mai 1945 wurde Richard Gatzert für tot erklärt. Für Richard Gatzert wurde an seiner ehemaligen Wohnadresse Lothringer Straße 51 ein weiterer Stolperstein verlegt. |
| Stolperstein für Helen Geisel (Gladbacher Straße 46) | Hier wohnte Helen Geisel, geb. David (Jahrgang 1879) Deportiert 1941 Łódź Für tot erklärt | Gladbacher Str. 46 (Standort)                                                                 | Nach neueren Informationen, welche zum Zeitpunkt der Stolpersteinverlegung nicht bekannt waren, wurde Helene Geisel im Mai 1942 von Litzmannstadt (Łódź) nach Kulmhof deportiert und dort ermordet. |
| Stolperstein Köln für Berta Geismar (enloer Straße 12) | Hier wohnte Berta Geismar (Jahrgang 1891) Deportiert 1941 Łódź Verschollen | Venloer Str. 12 (Standort)                                                                    | |
| | Hier wohnte Clotilde 'Tilli' Geismar, geb. Frankenthal (Jahrgang 1891) deportiert 1942 Theresienstadt ermordet 2.5.1943                                                                           | Brüsseler Straße 89-93 (Standort)                                                             | |
| | Hier wohnte Jakob Robert Geismar (Jahrgang 1884) deportiert 1942 Theresienstadt ermordet 6.8.1944                                                                                                 | Brüsseler Straße 89-93 (Standort)                                                             | |
| | Hier wohnte Josef Kurt Geismar (Jahrgang 1920) Flucht 1939 Holland 1940 USA | Brüsseler Straße 89-93 (Standort)                                                             | |
| Bild gesucht Die Wikipedia wünscht sich an dieser Stelle ein Bild vom hier behandelten Ort. Weitere Infos zum Motiv findest du vielleicht auf der Diskussionsseite . Falls du dabei helfen möchtest, erklärt die Anleitung , wie das geht. BW | Hier wohnte Max Geismar (Jahrgang 1858) Deportiert 1942 Theresienstadt Ermordet 8.8.1942 | Hans-Böckler-Platz 2 (Standort)                                                               | Der Stolperstein erinnert an Max Geismar, geboren 11. Juli 1858 in Breisach. Die Verlegung erfolgte am 16. Juni 2025. |
| Stolperstein Köln für Georg Glaser (Utrechter Straße 9) | Hier wohnte Georg Glaser (Jahrgang 1908) Flucht 1933 Holland Interniert Westerbork Deportiert 1944 Auschwitz Ermordet 3. Mai 1944                                                                 | Utrechter Str. 9 (Standort)                                                                   | Der am 10. September 2018 verlegte Stolperstein erinnert an Georg Glaser, geboren am 25. März 1908 in Köln. Georg Glaser wurde als ältester Sohn des jüdischen Kaufmanns Victor Glaser und seiner Frau, der Pianistin Julie (Julchen), geb. Wolff 1908 in Köln geboren. Nach dem Schulabschluss arbeitete er als Fotograf und Journalist in Köln. Nach der Machtergreifung der Nationalsozialisten emigrierte Georg Glaser 1933 nach Amsterdam. Hier wohnte er mit seiner Frau Grete Adelheid, geb. Rothschild (geb. 1913; gest. 1944) in der Haarlemmermeerstraat 100. Am 6. Dezember 1938 wurden Georg Glaser und seiner Fau Grete die deutsche Staatsangehörigkeit aberkannt. 1942 wurde Georg Glaser verhaftet und ins Durchgangslager Westerbork verschleppt. Im Frühjahr 1944 wurde er ins KZ Auschwitz deportiert und dort am 3. Mai 1944 ermordet. |
| Stolperstein Köln für Julie Glaser (Utrechter Straße 9) | Hier wohnte Julie Glaser, geb. Wolff (Jahrgang 1864) Flucht 1939 Holland Interniert Westerbork Deportiert 1943 Sobibor Ermordet 11. Juni 1943                                                     | Utrechter Str. 9 (Standort)                                                                   | Der am 10. September 2018 verlegte Stolperstein erinnert an Julie Glaser (geb. Wolff), geboren am 12. April 1864 in Nottuln. Julie (Julchen) Wolff wurde am 12. April 1864 als Tochter von Wolf Sussman Wolff und seiner dritten Ehefrau Julia Wolff, geb. Lehmann in Nottuln geboren. Ihre Mutter starb im Wochenbett. Julie studierte Klavier und wurde u. a. von Clara Schumann unterrichtet. Sie schloss eine Buchhalterlehre ab und unterrichtete Klavier. In Amsterdam arbeitete sie in dem Warenhaus Maison de Bonneterie. 1902 heiratete sie den jüdischen Kaufmann Victor Glaser aus Linz a. Rhein. Das Paar zog nach Köln. 1908 wurde ihr ältester Sohn Georg, 1913 ihr Sohn Werner Wolf geboren. Im August 1939 flohen Julie Glaser und ihr Mann zu ihrem bereits 1933 emigriertem Sohn Georg nach Amsterdam. 1942 wurde Julie Glaser gemeinsam mit vielen Amsterdamer Juden verhaftet und im Durchgangslager Westerbork interniert. Am 11. Juni 1943 wurde sie ins Vernichtungslager Sobibor deportiert. Hier verliert sich ihre Spur. |
| Stolperstein Köln für Renate Glaser (Utrechter Straße 9) | Renate Glaser, geb. Eiser (Jahrgang 1906) Flucht 1933 Frankreich 1934 Dänemark 1943 Schweden | Utrechter Str. 9 (Standort)                                                                   | Der am 10. September 2018 verlegte Stolperstein erinnert an Renate Glaser (geb. Eiser), geboren 1906. Renate (Renée) Eiser wurde am 24. Juni 1906 als Tochter des jüdischen Kaufmanns Salomon (Sally) Eiser und seiner Frau Sara Selma in Köln geboren. Am 9. April 1933 flüchtete sie gemeinsam mit Werner Wolf Glaser nach Paris, den sie 1934 heiratete. Mit Hilfe eines Künstlerkollegen ihres Mannes emigrierte das Ehepaar im August 1934 nach Dänemark. In Kopenhagen wurden die Kinder Jo Svend (geb. 1936), Etienne (geb. 1937) und Per Ivar (geb. 1942) geboren. Am 8. September 1938 wurden Renate Glaser und ihrem Ehemann Werner Wolf sowie ihren zwei ältesten Söhnen die deutsche Staatsbürgerschaft aberkannt. Nachdem Anfang Oktober 1943 bekannt wurde, dass die in Dänemark lebenden Juden in Konzentrations- und Vernichtungslager deportiert werden sollten, flüchtete die fünfköpfige Familie im Rahmen einer großen Rettungsaktion am 6. Oktober 1943 mit Fischerbooten nach Schweden. In Västerås wurde 1948 das vierte Kind der Familie, Juliette geboren. Renate Glaser starb 1995 in Västerås. |
| Stolperstein Köln für Victor Glaser (Utrechter Straße 9) | Hier wohnte Victor Glaser (Jahrgang 1861) Flucht 1939 Holland Tot 4. Oktober 1939 Amsterdam | Utrechter Str. 9 (Standort)                                                                   | Der am 10. September 2018 verlegte Stolperstein erinnert an Victor Glaser, geboren 1861 in Linz a. Rhein. Victor (Viktor) Glaser wurde 1861 als viertes von sieben Kindern des jüdischen Kaufmanns Joseph Glaser und seiner Frau Sara (geb. Simon) in Linz geboren. Wie sein Vater, arbeitete er nach dem Gymnasiumsabschluss als Kaufmann. Am 5. Juli 1902 heiratete er in Nottuln die Pianistin Julie Wolff. Das Ehepaar ließ sich in Köln nieder. 1908 wurde der älteste Sohn Georg geboren, 1913 Werner Wolf. Nach der Machtergreifung der Nationalsozialisten emigrierten die Söhne ins Ausland. Victor und seine Frau Julie folgten ihrem Sohn Georg im August 1939 nach Amsterdam. Hier starb Victor Glaser am 4. Oktober 1939. |
| Stolperstein Köln für Werner Wolf Glaser (Utrechter Straße 9) | Hier wohnte Werner Wolf Glaser (Jahrgang 1913) Flucht 1933 Frankreich 1934 Dänemark 1943 Schweden                                                                                                 | Utrechter Str. 9 (Standort)                                                                   | Der am 10. September 2018 verlegte Stolperstein erinnert an Werner Wolf Glaser, geboren am 14. April 1913 in Köln. Werner Wolf Glaser wurde am 14. April 1913 als zweiter Sohn von Victor Glaser und seiner Frau Julie (geb. Wolff) in Köln geboren. Die Mutter, eine ausgebildete Pianistin, förderte die musikalische Erziehung ihrer Kinder. Nach Bestehen der Aufnahmeprüfung an der Kölner Musikhochschule im Jahr 1929 studierte er bei Carl Emil Theodor Ehrenberg und Philipp Jarnach Klavier, Dirigieren und Komposition. Anschließend setzte er das Studium in Bonn in der Fachrichtung Kunstgeschichte fort. In Berlin unterrichtete ihn Paul Hindemith in Komposition. Von 1929 bis 1931 war er als Dirigent an der Chemnitzer Oper angestellt. 1932 kehrte er als Chordirektor nach Köln zurück. Als jüdischer Künstler wurde er nach der Machtergreifung der Nationalsozialisten zunehmend ausgegrenzt. 1933 emigrierte er nach Paris. Durch die Hilfe seiner dänischen Musikerkollegen Johan Bentzon gelang der Familie Glaser im August 1934 die Flucht nach Lyngby. in Dänemark arbeitete er als Dozent an der Frederiksbergs Volksmusikhochschule in Kopenhagen. Am 8. September 1938 wurden Werner Glaser und seiner Ehefrau sowie deren zwei ältesten Söhnen die deutsche Staatsbürgerschaft aberkannt. Nach der Androhung der Deportation der Juden in Konzentrationslager gehörte Werner Wolf Glaser und seine Familie zu den Juden, die am 6. Oktober 1943 in einer Rettungsaktion in Fischerbooten nach Schweden flüchteten. Von 1944 bis 1959 war er als Dirigent beim Södra Västmanlands Orkesterförbund tätig. Darüber hinaus leitete er bis 1975 in Västerås die Musikschule und publizierte zahlreiche Musikkritiken. Glaser veröffentlichte über 560 Kompositionen, darunter 13 Sinfonien und 14 Streichquartette sowie neun Gedichtbände. Er starb am 29. März 2006 in Västerås. |
| Stolperstein für Rosa Goetzoff (Brabanter Straße 27) | Hier wohnte Rosa Goetzoff, geb. Gurfinkel (Jahrgang 1891) Deportiert Łódź ??? | Brabanter Str. 27 (Standort)                                                                  | Nach neueren Informationen, welche zum Zeitpunkt der Stolpersteinverlegung nicht bekannt waren, wurde Rosa Götzoff im Sommer 1944 von Litzmannstadt (Łódź) nach Kulmhof deportiert und dort ermordet. |
| Stolperstein für Senta Goetzoff (Brabanter Straße 27) | Hier wohnte Senta Goetzoff (Jahrgang 1929) Deportiert Łódź ??? | Brabanter Str. 27 (Standort)                                                                  | Nach neueren Informationen, welche zum Zeitpunkt der Stolpersteinverlegung nicht bekannt waren, wurde Senta Götzoff im Sommer 1944 von Litzmannstadt (Łódź) nach Kulmhof deportiert und dort ermordet. |
| Stolperstein für Lucie Götzer (Genter Straße 26) | Hier wohnte Lucie Götzer (Jahrgang 1889) Deportiert 1941 Łódź/Litzmannstadt Ermordet Mai 1942 Chelmno/Kulmhof                                                                                     | Genter Str. 26 (Standort)                                                                     | |
| Stolperstein für Willy Götzer (Werderstraße 5) | Hier wohnte Willy Götzer (Jahrgang 1896) Deportiert 1941 Łódź Ermordet am 17. Mai 1943 | Werderstr. 5 (Standort)                                                                       | |
| | Hier lernte Gerhard Goldmann (Jahrgang 1905) Flucht 1937 Holland interniert Westerbork deportiert 1944 Theresienstadt ermordet 13.1.1945 Dachau                                                   | Vogelsanger Str. 1 (Verlegestelle vor dem Gymnasium Kreuzgasse) (Standort)                    | |
| | Hier lernte Hans Rudolf Goldschmidt (Jahrgang 1899) Flucht 1938 Holland interniert Westerbork deportiert 1943 Sobibor ermordet 9.7.1943                                                           | Vogelsanger Str. 1 (Verlegestelle vor dem Gymnasium Kreuzgasse) (Standort)                    | |
| Stolperstein für Nikolaus Groß (Nikolaus-Groß-Straße 6a) | Hier wohnte Nikolaus Groß (Jahrgang 1898) Hingerichtet am 23. Januar 1945 in Berlin-Plötzensee | Nikolaus-Groß-Str. 6a (Standort)                                                              | Der Stolperstein erinnert an Nikolaus Groß, geboren am 30. September 1898 in Niederwenigern (heute Hattingen). Nikolaus Groß war ein christlicher Gewerkschafter. Von 1915 bis 1919 arbeitete Groß als Bergmann und trat 1917 in eine christliche Gewerkschaft ein. 1920 gab er den Bergmannsberuf auf und wurde Gewerkschaftsfunktionär. Ab 1927 war er als Redakteur und Herausgeber für Verbandsorgane der Katholischen Arbeitnehmer-Bewegung (KAB) tätig, engagierte sich im Widerstand gegen den Nationalsozialismus und wirkte im Kölner Kreis mit. Am 12. August 1944 wurde Nikolaus Groß in Zusammenhang mit dem Attentat vom 20. Juli verhaftet, obwohl er nicht daran beteiligt war, und am 15. Januar 1945 von Freisler zum Tode verurteilt. Am 23. Januar 1945 wurde er in Berlin-Plötzensee hingerichtet. Groß hinterließ eine Frau und sieben Kinder. Am 7. Oktober 2001 wurde Nikolaus Groß von Papst Johannes Paul II. seliggesprochen. In zahlreichen Städten wurden Straßen nach ihm benannt. |
| | Hier lernte Dr. Arnold Grünbaum (Jahrgang 1910) verzogen 1932 England 1939 Griechenland versteckt gelebt Flucht in den Tod 25.3.1944                                                              | Vogelsanger Straße 1 (Verlegestelle vor dem Gymnasium Kreuzgasse) (Standort)                  | Der Stolperstein erinnert an Arnold Grünbaum, geboren am 20. April 1910 als Sohn des Kaufmannes Max Grünbaum und dessen Ehefrau Lina. Sein älterer Bruder Martin (* 1905) verstarb 1928 durch Suizid in einem Zug in den USA. Nach dem Abitur an der Kreuzgasse zog er nach Basel, um Medizin zu studieren, später nach London. Dort heiratete er die aus Zypern stammende Avghi Sakkali, das Paar bekam seinen Sohn namens Martin. Ende der 1930er Jahre zog die Familie nach Athen, und Grünbaum ließ sich als Arzt nieder. Nach der Invasion der deutschen Wehrmacht in Griechenland am 6. April 1941 versteckte er sich in den Bergen. Nach dem Abzug der deutschen Truppen geriet Arnold Grünbaum zwischen die Fronten des griechischen Bürgerkrieges. Er wurde von griechischen Kommunisten verdächtigt, ein Spion zu sein, tagelang gefoltert und starb im März 1944. Nach Aussagen eines Mitgefangenen beging er Selbstmord durch Erhängen, um weiteren Folterungen zu entgehen. Der Sohn Martin Grünbaum konnte vor Kriegsende nach England entkommen und lebte anschließend in den USA. 1973 kehrte er nach Deutschland zurück und arbeitete im Allgäu als Lehrer und Referent zum jüdisch-christlichen Dialog. Er starb 2016. |
| Stolperstein für Erika Gumpert (Venloer Straße 23) | Hier wohnte Erika Gumpert (Jahrgang 1926) Deportiert 1942 Riga Verschollen in Stutthof | Venloer Str. 23 (Standort)                                                                    | |
| Stolperstein für Adolf Günter (Hansaring 109) | Hier wohnte Adolf Günter (Jahrgang 1878) Deportiert 1942 Łódź Für tot erklärt | Hansaring 109 (Standort)                                                                      | Die Stolpersteine am Hansaring 109 wurden im September 2004 massiv zerstört. Es erfolgte Anzeige bei der Polizei. Im Juni 2005 ersetzte Gunter Demnig die Steine. Nach neueren Informationen, welche zum Zeitpunkt der Stolpersteinverlegung nicht bekannt waren, wurde Adolf Günther im Mai 1942 von Litzmannstadt (Łódź) nach Kulmhof deportiert und dort ermordet. |
| | Hier wohnte Emma Gutmann, geb. David (Jahrgang 1882) deportiert 1942 Theresienstadt 1944 Auschwitz ermordet                                                                                       | Venloer Straße 25 (Standort)                                                                  | |
| | Hier wohnte Erich Gutmann (Jahrgang 1914) Eric Goodman gedemütigt/entrechtet Flucht 1938 USA | Venloer Straße 25 (Standort)                                                                  | |
| | Hier wohnte Helene 'Leni' Gutmann, verh. Coret (Jahrgang 1920) gedemütigt/entrechtet Flucht 1941 Spanien USA                                                                                      | Venloer Straße 25 (Standort)                                                                  | |
| | Hier wohnte Karl Gutmann (Jahrgang 1884) deportiert 1942 Theresienstadt 1944 Auschwitz ermordet                                                                                                   | Venloer Straße 25 (Standort)                                                                  | |
| Stolperstein für Anna Haas (Gladbacher Straße 46) | Hier wohnte Anna Haas (Jahrgang 1906) Deportiert 1941 Riga ??? | Gladbacher Str. 46 (Standort)                                                                 | |
| Stolperstein für Hans Erich Haas (Riehler Straße 13) | Hier wohnte und praktizierte Dr. Hans Erich Haas (Jahrgang 1896) Berufsverbot 1933 Flucht 1936 England                                                                                            | Riehler Str. 13 (Verlegestelle vor Hausnummer 11) (Standort)                                  | Der am 4. Oktober 2016 verlegte Stolperstein erinnert an Hans Erich Haas. |
| Stolperstein für Lisbeth Haas (Riehler Straße 13) | Hier wohnte Lisbeth Haas, geb. Schult (Jahrgang 1898) Flucht 1936 England | Riehler Str. 13 (Verlegestelle vor Hausnummer 11) (Standort)                                  | Der am 4. Oktober 2016 verlegte Stolperstein erinnert an Lisbeth Haas. |
| Stolperstein für Peter Haas (Riehler Straße 13) | Hier wohnte Peter Haas (Jahrgang 1933) Flucht 1936 England | Riehler Str. 13 (Verlegestelle vor Hausnummer 11) (Standort)                                  | Der am 4. Oktober 2016 verlegte Stolperstein erinnert an Peter Haas. |
| Stolperstein für Sophie Haas (Riehler Straße 13) | Hier wohnte Sophie Haas, geb. Seligmann (Jahrgang 1876) Deportiert 1941 Riga ??? | Gladbacher Str. 46 (Standort)                                                                 | |
| Stolperstein für Julia Haimann (Riehler Straße 13) | Hier wohnte Julia Haimann, geb. Meyer (Jahrgang 1877) Deportiert 1942 Theresienstadt Auschwitz 1944 ???                                                                                           | Krefelder Str. 43 (Standort)                                                                  | |
| Stolperstein für Karoline Hain (Hohenzollernring 47) | Hier wohnte Karoline Hain (Jahrgang 1882) Deportiert 1941 Łódź Verschollen | Hohenzollernring 47 (Standort)                                                                | Nach neueren Informationen, welche zum Zeitpunkt der Stolpersteinverlegung nicht bekannt waren, wurde Karoline Hain im September 1942 von Litzmannstadt (Łódź) nach Kulmhof deportiert und dort ermordet. |
| Stolperstein für Ursel Hanauer (Venloer Straße 23) | Hier lebte Ursel Hanauer (Jahrgang 1929) Deportiert Zamość Ermordet | Venloer Str. 23 (Standort)                                                                    | |
| | Hier lernte Theodor Hannes (Jahrgang 1908) Flucht Frankreich interniert Drancy deportiert 1942 ermordet in Auschwitz                                                                              | Vogelsanger Straße 1 (Verlegestelle vor dem Gymnasium Kreuzgasse) (Standort)                  | |
| Stolperstein für Harth Adele (Hohenzollernring 47) | Hier wohnte Adele Harth, geb. Block (Jahrgang 1878) Deportiert 1941 Łódź Tod am 30. August 1942                                                                                                   | Hohenzollernring 47 (Standort)                                                                | |
| Stolperstein für Josef Harth (Hohenzollernring 47) | Hier wohnte Dr. Josef Harth (Jahrgang 1877) Deportiert 1941 Łódź Tod am 24. April 1943 | Hohenzollernring 47 (Standort)                                                                | |
| Stolperstein für Gertrude Hecht (Werderstr. 29) | Hier wohnte Gertrude Hecht, (Jahrgang 1877) deportiert 1942 Theresienstadt Treblinka ermordet Sept. 1942                                                                                          | Werderstraße 29 (Standort)                                                                    | |
| Stolperstein für Lea Hecht (Werderstr. 29) | Hier wohnte Lea Hecht, (Jahrgang 1889) deportiert 1941 Łodz ??? | Werderstraße 29 (Standort)                                                                    | |
| Stolperstein für Betty Heidenheim (Ebertplatz 15) | Hier wohnte Betty Heidenheim, geb. Berg (Jahrgang 1892) Flucht Holland Deportiert Ermordet in Auschwitz                                                                                           | Ebertplatz 15 (Standort)                                                                      | Der Stolperstein erinnert an Bertha (Betty) Heidenheim-Berg, geboren am 30. August 1892 in Köln. Bertha Berg war die Tochter des Brauereibesitzers Louis Berg und seiner Frau Nanny (geb. Marcus). Betty Berg war mit Arthur Heidenheim verheiratet. Das Ehepaar emigrierte am 15. April 1937 nach Amstelveen in die Niederlande. Vom 20. Juni 1943 bis zum 25. Februar 1944 wurden sie im Sammellager Westerbork interniert. Am 25. Februar 1944 wurden sie in das Ghetto Theresienstadt deportiert und von dort aus am 18. Mai 1944 in das Vernichtungslager Auschwitz verbracht, wo sie am 7. Juli 1944 ermordet wurden. Sohn Dieter überlebte den Holocaust. |
| Stolperstein für Arthur Heidenheim (Ebertplatz 15) | Hier wohnte Dr. Arthur Heidenheim (Jahrgang 1888) Flucht Holland Deportiert Ermordet in Auschwitz                                                                                                 | Ebertplatz 15 (Standort)                                                                      | Der Stolperstein erinnert an Arthur Heidenheim, geboren am 8. April 1888 in Köln. Arthur Heidenheim war der Sohn von Bruno und Sabine Heidenheim (geb. Landauer). Arthur Heidenheim war ein jüdischer Rechtsanwalt. Er machte 1906 das Abitur am Apostelgymnasium in Köln-Lindenthal und studierte anschließend Rechtswissenschaften in Lausanne, München, Berlin und Bonn. Das Erste Staatsexamen bestand er am 3. Juni 1909 in Köln. Heidenheim promovierte in Erlangen am 27. Januar 1913 zum Dr. jur. und legte die große Staatsprüfung, wegen des Ersten Weltkrieges als „Notprüfung“, am 26. März 1915 ab. Im Dezember 1918 wurde er mit dem Eisernen Kreuz II. Klasse ausgezeichnet und als „Kriegsbeschädigter“ aus dem Heeresdienst entlassen. Am 11. Januar 1919 wurde er als Rechtsanwalt beim Amts- und Landgericht Köln zugelassen. Von 1927 bis 1932 gehörte Heidenheim als Vorstandsmitglied dem Kölner Anwaltsverein an und war Mitglied des Ehrengerichts der Rechtsanwaltskammer Köln. Am 31. März 1933, dem „Boykott-Tag“, wurde Arthur Heidenheim durch die Gänge des Gerichts geschleift, misshandelt und auf einen Müllwagen geworfen. Als ehemaligem Frontkämpfer blieb seine Anwaltszulassung zunächst erhalten. Im April 1937 gab Heidenheim selbst seine Anwaltszulassung zurück und emigrierte am 15. April 1937 nach Amstelveen in die Niederlande. Vom 20. Juni 1943 bis zum 25. Februar 1944 wurden er und seine Frau Berta im Sammellager Westerbork interniert. Am 25. Februar 1944 wurden sie in das Ghetto Theresienstadt deportiert und von dort aus am 18. Mai 1944 in das Vernichtungslager Auschwitz verbracht, wo sie am 7. Juli 1944 ermordet wurden. Mit Datum vom 31. Dezember 1945 wurde Arthur Heidenheim für tot erklärt. Sohn Dieter überlebte den Holocaust. |
| Stolperstein für Anneliese Heilborn (Neusser Straße 87c) | Hier wohnte Anneliese Heilborn (Jahrgang 1927) Flucht Holland Deportiert Ermordet in Sobibor | Neusser Str. 87c (Standort)                                                                   | Der Stolperstein erinnert an Anneliese Heilborn, geboren 1927. Anneliese Heilborn war die Tochter von Arthur und Erna Heilborn (geb. Boninger). Die Familie Heilborn emigrierte 1939 in die Niederlande und wurde von dort aus in das Vernichtungslager Sobibor deportiert. Mit Datum vom 2. Juli 1943 wurde die Familie für tot erklärt. Nach dem Krieg beantragte eine Erbengemeinschaft Wiedergutmachung nach dem Bundesentschädigungsgesetz. |
| Stolperstein für Dittmar Heilborn (Lütticher Straße 67) | Hier wohnte Dittmar Heilborn (Jahrgang 1872) Deportiert 1942 Theresienstadt Tot 1944 | Lütticher Str. 67 (Standort)                                                                  | |
| Stolperstein für Arthur Heilborn (Neusser Straße 87c) | Hier praktizierte Dr. Arthur Heilborn (Jahrgang 1896) Flucht Holland Deportiert Ermordet in Sobibor                                                                                               | Neusser Str. 87c (Standort)                                                                   | Der Stolperstein erinnert an Arthur Heilborn, geboren am 7. Oktober 1896 in Köln. Arthur Heilborn war ein jüdischer Rechtsanwalt. 1914 machte er das Abitur am Friedrich-Wilhelm-Gymnasium in Köln und studierte Rechtswissenschaften in Berlin und Heidelberg. Kriegsdienst leistete er vom 11. September 1916 bis zum 25. November 1918 als Unteroffizier. Am 29. Mai 1918 wurde er schwer verwundet. Er wurde mit dem Eisernen Kreuz II. Klasse, dem Frontkämpfer-Ehrenkreuz und dem Verwundetenabzeichen in Schwarz ausgezeichnet. Sein Studium setzte er nach dem Krieg in Köln und Bonn fort, das Referendarexamen bestand er am 10. Juni 1921 und promovierte am 3. März 1923 in Köln. Am 18. August 1924 bestand er die große Staatsprüfung, wurde Gerichtsassessor und am 30. Oktober 1925 zum Rechtsanwalt am Amts- und Landgericht Köln zugelassen. 1926 heiratete er Erna Böninger, und Tochter Anneliese wurde 1927 geboren. Als ehem. Frontkämpfer blieb seine Anwaltszulassung bis zum 17. Oktober 1938 erhalten. Im November 1938 wurde Heilborn im KZ Dachau in „Schutzhaft“ genommen. Am 12. Dezember 1938 wurde er aus der Haft entlassen, und er stellte einen Antrag auf Ernennung zum Konsulenten, dieser wurde positiv entschieden. 1939 emigrierte die Familie Heilborn in die Niederlande und wurde von dort aus in das Vernichtungslager Sobibor deportiert. Mit Datum vom 2. Juli 1943 wurde die Familie für tot erklärt. Nach dem Krieg beantragte eine Erbengemeinschaft Wiedergutmachung nach dem Bundesentschädigungsgesetz. |
| Stolperstein für Erna Heilborn (Neusser Straße 87c) | Hier wohnte Erna Heilborn, geb. Boninger (Jahrgang 1901) Flucht Holland Deportiert Ermordet in Sobibor                                                                                            | Neusser Str. 87c (Standort)                                                                   | Der Stolperstein erinnert an Erna Boninger (auch Böninger), geboren 1901. Erna Boninger war die Ehefrau von Arthur Heilborn und die Mutter von Anneliese Heilborn. Die Familie Heilborn emigrierte 1939 in die Niederlande und wurde von dort aus in das Vernichtungslager Sobibor deportiert. Mit Datum vom 2. Juli 1943 wurde die Familie für tot erklärt. Nach dem Krieg beantragte eine Erbengemeinschaft Wiedergutmachung nach dem Bundesentschädigungsgesetz. |
| der Stolperstein für Mathilde Heilbrunn | Hier wohnte Mathilde Heilbrunn (Jahrgang 1904) tot bei Bombenangriff 21.4.1944 | Erftstraße 25 (Standort)                                                                      | |
| Stolperstein für Josef Heiser (Herwarthstraße 3) | Hier wohnte Josef Heiser (Jahrgang 1876) Gedemütigt / Entrechtet Tot 17. August 1939 | Herwarthstr. 3 (Standort)                                                                     | Der am 19. April 2018 verlegte Stolperstein erinnert an Josef Heiser, geboren 1876. Der Handelsvertreter Josef Heiser war mit Paula Stern verheiratet und der Vater der gemeinsamen Tochter Liselotte. Josef Heiser starb am 17. August 1939 an einer Krankheit im jüdischen Krankenhaus in Köln-Ehrenfeld und wurde auf dem Jüdischen Friedhof Bocklemünd (Flur 25, Grab Nr. 51) bestattet. |
| Stolperstein für Paula Heiser (Herwarthstraße 3) | Hier wohnte Paula Heiser, geb. Stern (Jahrgang 1878) Deportiert 1941 Łodz Ermordet 1942 in Kulmhof                                                                                                | Herwarthstr. 3 (Standort)                                                                     | Der Stolperstein erinnert an Paula Heiser (geb. Stern), geboren am 23. Oktober 1878 in Kamen. Paula Stern war die Tochter von Salomon und Henny Stern (geb. Meyerstein). Paula war mit Josef Heiser verheiratet und die Mutter der gemeinsamen Tochter Liselotte. Ihr Ehemann verstarb am 17. August 1939. Im Juni 1941 wurde ein Strafverfahren gegen ihre Tochter Liselotte am Amtsgericht Düsseldorf eingeleitet, weil diese sich weigerte den Zwangsnamen Sara anzunehmen. Tochter Liselotte tauchte daraufhin bei ihrer Schwiegermutter in Duisburg unter und überlebte den Holocaust. Paula Heiser wurde am 30. Oktober 1941 mit dem 16. Transport in das Ghetto Litzmannstadt (Łódź) deportiert. Im September 1942 wurde sie in das Vernichtungslager Kulmhof verbracht. Dort starb Paula Heiser am 12. September 1941. |
| Stolperstein für Dwerl Deborah Helmreich (Gladbacher Straße 19) | Hier wohnte und arbeitete Dwerl Deborah Helmreich, geb. Leisner (Jahrgang 1896) Flucht 1937 USA                                                                                                   | Gladbacher Str. 19 (Standort)                                                                 | Der am 19. März 2019 verlegte Stolperstein erinnert an Dwerl Deborah Helmreich (geb. Leisner), geboren 1896. Dwerl Leisner (auch Dvora Laizner, Dweri) wurde 1896 als Tochter des jüdischen Kaufmanns Salomon Shlomo Leisner (Laizner) und seiner Ehefrau Eva Chava in Sieniawa geboren. Sie hatte sieben Geschwister. Gemeinsam mit ihrem Ehemann Hermann führte sie nach ihrer Übersiedelung nach Köln eine Kleiderhandlung, zunächst in der Venloer Straße 42, später in der Gladbacher Straße 19. Das Ehepaar hatte drei Söhne. Aufgrund der zunehmenden Ausgrenzung nach der Machtergreifung der Nationalsozialisten musste die Familie im November 1937 über Holland in die Vereinigten Staaten emigrieren. Nach ihrer Flucht lebte sie unter dem Namen Deborah Helmreich mit ihrer Familie in New York, im Stadtteil Bronx. Den Stolperstein stiftete eine 4. Klasse der Olympiaschule Köln-Widdersdorf. |
| Stolperstein für Elkan Ernst Helmreich (Gladbacher Straße 19) | Hier wohnte Elkan Ernst Helmreich (Jahrgang 1929) Flucht 1937 USA | Gladbacher Str. 19 (Standort)                                                                 | Der am 19. März 2019 verlegte Stolperstein erinnert an Elkan Ernst Helmreich, geboren 1929. Elkan Ernst Helmreich wurde 1929 als jüngster von drei Söhnen des jüdischen Kaufmanns Hermann Helmreich und seiner Ehefrau Dvora (Deborah) in Köln geboren. Gemeinsam mit seiner Familie emigrierte er im September 1937 über Holland in die Vereinigten Staaten. Nach der Emigration lebte er als Ernest Helmreich mit seiner Familie in New York, im Stadtteil Bronx. Den Stolperstein stiftete eine 4. Klasse der Olympiaschule Köln-Widdersdorf. |
| Stolperstein für Hermann Helmreich (Gladbacher Straße 19) | Hier wohnte und arbeitete Hermann Helmreich (Jahrgang 1896) Flucht 1937 USA | Gladbacher Str. 19 (Standort)                                                                 | Der am 19. März 2019 verlegte Stolperstein erinnert an Hermann Helmreich, geboren 1896. Hermann Helmreich wurde am 17. September 1896 in Łańcut geboren. Nach dem Ersten Weltkrieg ließ er sich mit seiner Ehefrau in Köln nieder und gründete die Kleiderwarenhandlung Helmreich & Cie in der Venloer Straße 42. Die Familie war Mitglied in der jüdisch-orthodoxen Gemeinde Adass Jeschurun. Mitte der 1930er Jahre betrieb er in der Gladbacher Straße 19 ein Konfektionsgeschäft und handelte mit Metallwaren. Nachdem die jüdischen Geschäftsleute zunehmend ausgegrenzt und angefeindet wurden, entschloss sich Hermann Helmreich mit seiner Familie zur Flucht aus Deutschland. Die Familie emigrierte im September 1937 über Holland in die Vereinigten Staaten. Hier lebten sie in New York. Den Stolperstein stiftete eine 4. Klasse der Olympiaschule Köln-Widdersdorf. |
| Stolperstein für Joseph Helmreich (Gladbacher Straße 19) | Hier wohnte Joseph Helmreich (Jahrgang 1922) Flucht 1937 USA | Gladbacher Str. 19 (Standort)                                                                 | Der am 19. März 2019 verlegte Stolperstein erinnert an Joseph Helmreich, geboren am 22. Dezember 1922. Joseph Helmreich wurde 1922 als ältester von drei Söhnen des jüdischen Kaufmanns Hermann Helmreich und seiner Ehefrau Dvora (Deborah) in Köln geboren. Ab 1929 besuchte er die Moriah-Schule sowie seit 1933 die Jawne-Schule in Köln. Gemeinsam mit seiner Familie emigrierte er im September 1937 über Holland in die Vereinigten Staaten. Nach der Emigration lebte die Familie in New York, im Stadtteil Bronx. Im Jahr 2000 besuchte Joseph Helmreich gemeinsam mit seiner Tochter auf Einladung der Stadt Köln erneut seine Heimatstadt. Den Stolperstein stiftete eine 4. Klasse der Olympiaschule Köln-Widdersdorf. |
| Stolperstein für Willi Helmreich (Gladbacher Straße 19) | Hier wohnte Willi Helmreich (Jahrgang 1925) Flucht 1937 USA | Gladbacher Str. 19 (Standort)                                                                 | Der am 19. März 2019 verlegte Stolperstein erinnert an Willi Helmreich, geboren 1925. Willi Helmreich wurde 1925 als zweiter von drei Söhnen des jüdischen Kaufmanns Hermann Helmreich und seiner Ehefrau Dvora (Deborah) in Köln geboren. Gemeinsam mit seinen Eltern und seinen Brüdern emigrierte er im September 1937 über Holland in die Vereinigten Staaten. Nach der Emigration lebte er unter dem Namen William Helmreich mit seiner Familie in New York, im Stadtteil Bronx. Den Stolperstein stiftete eine 4. Klasse der Olympiaschule Köln-Widdersdorf. |
| | Hier lernte Franz Helmut Hertz (Jahrgang 1908) Flucht 1935 Belgien 1940 Frankreich interniert Le Vernet tot 29.8.1940                                                                             | Vogelsanger Straße 1 (Verlegestelle vor dem Gymnasium Kreuzgasse) (Standort)                  | |
| Stolperstein für Alfred Herz (Neue Maastrichter Straße 3) | Hier wohnte Alfred Herz (Jahrgang 1924) Deportiert Bergen-Belsen Ermordet 1945 | Neue Maastrichter Str. 3 (Standort)                                                           | Die Verlegung der Stolpersteine erfolgte im November 2000. Etwa zwei Jahre später stellten Unbekannte einen Straßenpoller aus Waschbeton auf die Verlegestelle. |
| Stolperstein für Ernst Herz (Neue Maastrichter Straße 3) | Hier wohnte Ernst Herz (Jahrgang 1892) Deportiert Ermordet 1944 KZ Blechhammer | Neue Maastrichter Str. 3 (Standort)                                                           | Die Verlegung der Stolpersteine erfolgte im November 2000. Etwa zwei Jahre später stellten Unbekannte einen Straßenpoller aus Waschbeton auf die Verlegestelle. |
| Stolperstein für Ilse Herz (Blumenthalstraße 2) | Hier wohnte Ilse Herz (Jahrgang 1921) Gedemütigt/Entrechtet Flucht in den Tod 1. August 1942 | Blumenthalstr. 2 (Standort)                                                                   | Der am 9. März 2015 verlegte Stolperstein erinnert an Ilse Herz, geboren am 29. Juli 1921 in Köln. Am 1. August 1942 wählte Ilse Herz den Freitod. |
| | Hier wohnte Johanna Herz (Jahrgang 1938) Deportiert Auschwitz Ermordet 1944 | Neue Maastrichter Str. 3 (Standort)                                                           | Die Verlegung der Stolpersteine erfolgte im November 2000. Etwa zwei Jahre später stellten Unbekannte einen Straßenpoller aus Waschbeton auf die Verlegestelle. |
| Stolperstein für Jona Herz (Neue Maastrichter Straße 3) | Hier wohnte Jona Herz (Jahrgang 1942) Deportiert Auschwitz Ermordet 1944 | Neue Maastrichter Str. 3 (Standort)                                                           | Die Verlegung der Stolpersteine erfolgte im November 2000. Etwa zwei Jahre später stellten Unbekannte einen Straßenpoller aus Waschbeton auf die Verlegestelle. |
| Stolperstein für Lilly Herz (Neue Maastrichter Straße 3) | Hier wohnte Lilly Herz, geb. Jacobsohn (Jahrgang 1901) Deportiert Auschwitz Ermordet Juli 1944 | Neue Maastrichter Str. 3 (Standort)                                                           | Die Verlegung der Stolpersteine erfolgte im November 2000. Etwa zwei Jahre später stellten Unbekannte einen Straßenpoller aus Waschbeton auf die Verlegestelle. |
| Stolperstein für Walter Herz (Neue Maastrichter Straße 3) | Hier wohnte Walter Herz (Jahrgang 1930) Deportiert Auschwitz Ermordet 1944 | Neue Maastrichter Str. 3 (Standort)                                                           | Die Verlegung der Stolpersteine erfolgte im November 2000. Etwa zwei Jahre später stellten Unbekannte einen Straßenpoller aus Waschbeton auf die Verlegestelle. |
| | Hier lernte Wilhelm Herz (Jahrgang 1882) deportiert Auschwitz ermordet | Vogelsanger Straße 1 (Verlegestelle vor dem Gymnasium Kreuzgasse) (Standort)                  | |
| | Hier lernte Karl Leopold Herzberg (Jahrgang 1921) Flucht 1938 Estland Schicksal unbekannt | Vogelsanger Straße 1 (Verlegestelle vor dem Gymnasium Kreuzgasse) (Standort)                  | |
| Stolperstein für Hugo Heumann (Lütticher Straße 44) | Hier wohnte Hugo Heumann (Jahrgang 1880) Deportiert Ermordet im Majdanek | Lütticher Str. 44 (Standort)                                                                  | |
| Stolperstein für Margarethe Heumann (Lütticher Straße 44) | Hier wohnte Margarethe Heumann, geb. Hirsch (Jahrgang 1900) Deportiert ??? Für tot erklärt | Lütticher Str. 44 (Standort)                                                                  | |
| Stolperstein Bertha Heydt | Hier wohnte Bertha Heydt, geb. Levy (Jahrgang 1892) Flucht 1938 Palästina | Blumenthalstraße 91 (Standort)                                                                | |
| Stolperstein Friedrich Heydt | Hier wohnte Friedrich Heydt (Jahrgang 1890) Flucht Südafrika | Riehler Straße 35 (Standort)                                                                  | |
| Stolperstein Hans Heydt | Hier wohnte Hans Heydt (Jahrgang 1913) Uriel Heyd Flucht 1934 Palästina | Blumenthalstraße 91 (Standort)                                                                | |
| Stolperstein Liese Heydt | Hier wohnte Liese Heydt (Jahrgang 1921) Hava Ullmann Flucht 1938 Palästina | Blumenthalstraße 91 (Standort)                                                                | |
| Stolperstein Regina Heydt | Hier wohnte Regina Heydt, geb. Voss (Jahrgang 1861) gedemütigt/entrechtet tot 8. Feb. 1942 | Riehler Straße 35 (Standort)                                                                  | |
| Stolperstein für Lina Hirsch (Kamekestraße 29) | Hier wohnte Lina Hirsch, geb. Hanau (Jahrgang 1884) Deportiert 1941 Łódź Für tot erklärt | Kamekestr. 29 (Standort)                                                                      | |
| Stolperstein für Hedwig Hirschhorn (Ludolf-Camphausen-Straße 34) | Hier wohnte Hedwig Hirschhorn, geb. Bruch (Jahrgang 1894) Deportiert 1941 Łódź / Litzmannstadt Ermordet                                                                                           | Ludolf-Camphausen-Str. 34 (Standort)                                                          | Der Stolperstein erinnert an Hedwig Hirschhorn (geb. Bruch), geboren am 1. September 1894 in Köln. Hedwig (auch Hety) Bruch war die Tochter von Richard und Louise Bruch (geb. Loeb). Hedwig Bruch war mit Hermann Hirschhorn verheiratet. Gemeinsam hatten sie die Kinder Richard Ludwig, Kurt Siegfried und Ruth Ellen Hirschhorn. Die Söhne konnten auswandern. Kurt Siegfried wurde 1942 aus Frankreich in das Vernichtungslager Auschwitz deportiert. Richard Ludwig überlebte den Holocaust. Die Eltern wurden gemeinsam mit Tochter Ruth Ellen mit dem 16. Transport am 30. Oktober 1941 in das Ghetto Litzmannstadt (Łódź) deportiert. In der Transportliste wurde als Beruf für Hedwig Hirschhorn „Ehefrau“ vermerkt. Hedwig Hirschhorn starb im Ghetto Litzmannstadt. |
| Stolperstein für Hermann Hirschhorn (Ludolf-Camphausen-Straße 34) | Hier wohnte Hermann Hirschhorn (Jahrgang 1889) Deportiert 1941 Łódź / Litzmannstadt Ermordet 6. Februar 1943                                                                                      | Ludolf-Camphausen-Str. 34 (Standort)                                                          | Der Stolperstein erinnert an Hermann Hirschhorn, geboren am 11. Oktober 1889 in Köln. Hermann Hirschhorn war der Sohn von Louis und Eva Hirschhorn (geb. Haas). Hermann Hirschhorn war mit Hedwig, geborene Bruch verheiratet. Gemeinsam hatten sie die Kinder Richard Ludwig, Kurt Siegfried und Ruth Ellen Hirschhorn. Die Söhne konnten auswandern. Kurt Siegfried wurde 1942 aus Frankreich in das Vernichtungslager Auschwitz deportiert. Richard Ludwig überlebte den Holocaust. Die Eltern wurden gemeinsam mit Tochter Ruth Ellen mit dem 16. Transport am 30. Oktober 1941 in das Ghetto Litzmannstadt (Łódź) deportiert. In der Transportliste wurde als Beruf für Hermann Hirschhorn „Arbeiter“ vermerkt. Hermann Hirschhorn starb am 8. Februar 1943 im Ghetto Litzmannstadt. |
| Stolperstein für Kurt Siegfried Hirschhorn (Ludolf-Camphausen-Straße 34) | Hier wohnte Kurt Siegfried Hirschhorn (Jahrgang 1925) Flucht 1939 Frankreich Interniert Drancy Deportiert 1942 Ermordet in Auschwitz                                                              | Ludolf-Camphausen-Str. 34 (Standort)                                                          | Der Stolperstein erinnert an Kurt Siegfried Hirschhorn, geboren am 28. Mai 1925 in Köln. Kurt Siegfried Hirschhorn war der Sohn von Hermann und Hedwig Hirschhorn (geb. Bruch). Kurt Siegfried war der Bruder von Richard Ludwig Hirschhorn und Ruth Ellen Hirschhorn. 1938/39 konnte Kurt Siegfried Hirschhorn nach Frankreich (Mainsat, Département Creuse) emigrieren. Im August 1942 wurde er von der französischen Polizei im Camp de Nexon interniert und am 31. August 1942 mit dem Transport 26 vom Sammellager Drancy aus in das Vernichtungslager Auschwitz deportiert. Dort verliert sich seine Spur. |
| Stolperstein für Ruth Ellen Hirschhorn (Ludolf-Camphausen-Straße 34) | Hier wohnte Ruth Ellen Hirschhorn (Jahrgang 1923) Deportiert 1941 Łódź / Litzmannstadt Ermordet 14. Januar 1943                                                                                   | Ludolf-Camphausen-Str. 34 (Standort)                                                          | Der Stolperstein erinnert an Ruth Ellen Hirschhorn, geboren am 24. Oktober 1923 in Köln. Ruth Ellen Hirschhorn war die Tochter von Hermann und Hedwig Hirschhorn (geb. Bruch). Ruth Ellen war die Schwester von Richard Ludwig und Kurt Siegfried Hirschhorn. Ruth Ellen wurde gemeinsam mit ihren Eltern mit dem 16. Transport am 30. Oktober 1941 in das Ghetto Litzmannstadt (Łódź) deportiert. In der Transportliste wurde als Beruf „Näherin“ vermerkt. Ruth Ellen Hirschhorn starb am 14. Januar 1943 im Ghetto Litzmannstadt. |
| Stolperstein für Ernst Benjamin Hoffmann (Vogelsanger Straße 1) | Hier lernte Ernst Benjamin Hoffmann (Jahrgang 1900) Deportiert 1941 Riga Ermordet | Vogelsanger Str. 1 (Verlegestelle vor dem Gymnasium Kreuzgasse) (Standort)                    | Der am 18. April 2018 verlegte Stolperstein erinnert an Ernst Benjamin Hoffmann, geboren am 28. August 1900 in Köln. Ernst Benjamin Hoffmann besuchte das Gymnasium Kreuzgasse. Am 7. Dezember 1941 wurde er mit dem III. Transport in das Ghetto Riga deportiert. In der Transportliste wurde als Beruf „Angestellter“ und als Wohnadresse Venloer Straße 23 vermerkt. Im Ghetto Riga verliert sich seine Spur. |
| Stolperstein für Paula Hoffmann (Schillingstraße 23) | Hier wohnte Paula Hoffmann, geb. Hertz (Jahrgang 1898) Deportiert 1941 Łódź/Litzmannstadt Ermordet Mai 1942                                                                                       | Schillingstr. 45 (Standort)                                                                   | |
| Stolperstein für Frieda Horn (Neue Maastrichter Straße 3) | Hier wohnte Frieda Horn, geb. Meyer (Jahrgang 1898) Deportiert 1941 Łódź Verschollen | Neue Maastrichter Str. 3 (Standort)                                                           | Die Verlegung der Stolpersteine erfolgte im November 2000. Etwa zwei Jahre später stellten Unbekannte einen Straßenpoller aus Waschbeton auf die Verlegestelle. Nach neueren Informationen, welche zum Zeitpunkt der Stolpersteinverlegung nicht bekannt waren, wurde Frieda Horn im Mai 1942 von Litzmannstadt (Łódź) nach Kulmhof deportiert und dort ermordet. |
| Stolperstein für Gustav Horn (Lütticher Straße 40) | Hier lebte Gustav Horn (Jahrgang 1896) Verhaftet 1942 'Rundfunkverbrechen' Gefängnis Bonn Deportiert 1943 Auschwitz Ermordet 17. Februar 1943                                                     | Lütticher Str. 40 (Standort)                                                                  | Der am 23. November 2017 verlegte Stolperstein erinnert an Gustav Horn, geboren am 6. September 1896 in Köln. Gustav Horn war Abteilungsleiter eines großen Kölner Unternehmens. Dort lernte er seine zukünftige nicht jüdische Frau Antoinette („Toni“) Rech (geb. 18. Januar 1902) kennen. Gustav Horn wurde von den Nationalsozialisten einem Zwangsarbeitsprogramm zugeteilt. Im Dezember 1942 wurde Gustav Horn wegen Nichttragen seines Judensterns und angeblichem Hören eines Feindsenders (BBC) verhaftet. Er wurde im Kölner Klingelpütz und dem Gefängnis Bonn inhaftiert. Vermutlich Anfang 1943 wurde Gustav Horn von dort aus in das Konzentrations- und Vernichtungslager Auschwitz deportiert und dort ermordet. Seine Ehefrau und Tochter Inge (geb. 28. August 1928) überlebten versteckt den Holocaust und konnten nach Ende des Zweiten Weltkrieges in die USA auswandern. |
| Stolperstein für Karl Heinz Horn (Maastrichter Straße 21) | Hier wohnte Karl Heinz Horn (Jahrgang 1919) Deportiert Ziel unbekannt Für tot erklärt | Maastrichter Str. 21 (Standort)                                                               | |
| Stolperstein für Martha Horn (Maastrichter Straße 21) | Hier wohnte Martha Horn, geb. Bier (Jahrgang 1889) Deportiert Ziel unbekannt Für tot erklärt | Maastrichter Str. 21 (Standort)                                                               | |
| Stolperstein für Amalie Horwitz (Brüsseler Straße 89) | Hier lebte Amalie Horwitz, geb. Fuchs (Jahrgang 1863) Deportiert 1943 Theresienstadt Ermordet 6. Februar 1943                                                                                     | Brüsseler Str. 89 (Verlegestelle: Brüsseler Straße 89–93) (Standort)                          | Der Stolperstein erinnert an Amalie Horwitz (geb. Fuchs), geboren am 10. Januar 1863 in Krotoschin. Amalie Horwitz wurde bis 15. Januar 1943 im Barackenlager Fort V Müngersdorf inhaftiert und am 28. Januar 1943 mit dem Alterstransport I/87 in das Ghetto Theresienstadt deportiert. In der Transportliste wurde Amalie Horwitz als „unverheiratet“ und „arbeitsfähig“ mit der Adresse Barackenlager Fort V Müngersdorf eingetragen. Ihre Kennkarten Nr. lautet 014224. Amalie Horwitz starb am 6. Februar 1943 im Ghetto Theresienstadt. In der Todesfallanzeige des Ghettos wurde als Krankheit „Altersschwäche“ und „Marasmus“ eingetragen. |
| Stolperstein für Amalie Horwitz (Ewaldistraße 9) | Hier wohnte Amalie Horwitz, geb. Fuchs (Jahrgang 1863) Interniert Fort V Müngersdorf Deportiert 1943 Theresienstadt Tot 6. Februar 1943                                                           | Ewaldistr. 9 (Standort)                                                                       | Siehe oben |
| Stolperstein für Erna Horwitz (Brüsseler Straße 89) | Hier lebte Erna Horwitz (Jahrgang 1897) Deportiert 1942 Minsk Ermordet 24. Juli 1942 | Brüsseler Str. 89 (Verlegestelle: Brüsseler Straße 89–93) (Standort)                          | Der Stolperstein erinnert an Erna Horwitz, geboren am 2. Oktober 1897 in Breslau. Erna Horwitz wurde mit dem Transport am 20. Juli 1942 zusammen mit 1163 anderen Menschen von Köln nach Minsk deportiert und unmittelbar nach der Ankunft am 24. Juli 1942 in einem Wald bei Maly Trostinez ermordet. |
| Stolperstein Erna Horwitz (Ewaldistraße 9) | Hier wohnte Erna Horwitz (Jahrgang 1897) Interniert Fort V Müngersdorf Deportiert 1942 Minsk Ermordet 24. Juli 1942                                                                               | Ewaldistr. 9 (Standort)                                                                       | Siehe oben |
| Stolperstein für Emil Isaak (Theodor-Heuss-Ring 4) | Hier wohnte Emil Isaak (Jahrgang 1894) Deportiert 1941 Łódź/Litzmannstadt Ermordet 1942 Chelmno/Kulmhof                                                                                           | Theodor-Heuss-Ring 4 (früher Deutscher Ring) (Standort)                                       | |
| Stolperstein für Lina Isaak (Theodor-Heuss-Ring 4) | Hier wohnte Lina Isaak, geb. Gabler (Jahrgang 1905) Deportiert 1941 Łódź/Litzmannstadt Ermordet September 1942 Chelmno/Kulmhof                                                                    | Theodor-Heuss-Ring 4 (früher Deutscher Ring) (Standort)                                       | |
| | Moltkestr. 92 wohnte Helene Istecki (Jahrgang 1882) deportiert 1942 Theresienstadt ermordet 15.9.1943                                                                                             | Moltkestraße 92 (Standort)                                                                    | |
| Stolperstein für Else Jacobs (Werderstraße 5) | Hier wohnte Else Jacobs, geb. Cahner (Jahrgang 1884) Deportiert 1941 Riga Verschollen | Werderstr. 5 (Standort)                                                                       | |
| Stolperstein für Henriette Jacobsohn (Neue Maastrichter Straße 3) | Hier wohnte Henriette Jacobsohn, geb. Kappel (Jahrgang 1864) Deportiert Theresienstadt Tot März 1944                                                                                              | Neue Maastrichter Str. 3 (Standort)                                                           | Die Verlegung der Stolpersteine erfolgte im November 2000. Etwa zwei Jahre später stellten Unbekannte einen Straßenpoller aus Waschbeton auf die Verlegestelle. |
| Stolperstein für Lilli Jahn (Bismarckstraße 29) | Hier wohnte Lilli Jahn, geb. Schlüchterer (Jahrgang 1900) Verhaftet 1943 Lager Breitenau Deportiert 1944 Ermordet in Auschwitz                                                                    | Bismarckstr. 29 (Standort)                                                                    | Der Stolperstein erinnert an Lilli Jahn (geb. Schlüchterer), geboren am 5. März 1900 in Köln. Lilli Schlüchterer war eine jüdische Ärztin. 1919 machte sie an der Kaiserin-Augusta-Schule ihr Abitur und studierte anschließend in Würzburg, Halle (Saale), Freiburg im Breisgau und Köln Medizin. Ihre jüngere Schwester Elsa (geboren 2. Juni 1901) studierte Chemie. 1924 schloss Lilli ihr Studium mit dem Staatsexamen ab und promovierte mit einem Thema aus der Hämatologie. 1926 heiratete sie, gegen den Willen ihrer Eltern, den gleichaltrigen evangelischen Arzt Ernst Jahn. Gemeinsam zogen sie ins nordhessische Immenhausen, wo sie eine gemeinsame Hausarztpraxis eröffneten. Die fünf gemeinsamen Kinder Gerhard, Ilse, Johanna, Eva und Dorothea wurden evangelisch getauft und erzogen. Nach der Machtergreifung der Nationalsozialisten blieb sie zunächst in ihrer „privilegierten Mischehe“ relativ geschützt. Als Ärztin durfte Lilli Jahn allerdings nicht mehr arbeiten. In den frühen 1940er Jahren verliebte sich ihr Ehemann Ernst Jahn in eine junge, nichtjüdische Ärztin, die 1942 in seinem Haus ein Kind von ihm bekam. Im gleichen Jahr willigte sie, gegen den Rat von Freunden, in die von Jahn gewünschte Scheidung ein. Im November 1942 heiratete Ernst Jahn seine Geliebte, die mit dem gemeinsamen Kind nach Kassel zog, während er bei seiner „alten“ Familie in Immenhausen blieb. Im Juli 1943 musste Lilli in eine Mietwohnung in Kassel ziehen. Im Familienhaus wohnte jetzt die neue Frau Jahn mit ihrem Kind. Ende August 1943 wurde Lilli Jahn denunziert – sie hatte auf dem Klingelschild das für alle Jüdinnen vorgeschriebene „Sara“ in ihrem Namen weggelassen, dafür aber den für Juden verbotenen Doktortitel belassen. Sie wurde von der Gestapo verhaftet, verhört und wegen Verstoßes gegen das Reichsgesetz vom 17. August 1938 unter nie ganz geklärten Umständen in das Arbeitserziehungslager Breitenau bei Guxhagen südlich von Kassel überführt. Die minderjährigen Kinder blieben weitgehend auf sich allein gestellt. Lilli Jahn wurde zunächst als Zwangsarbeiterin in einer Pharmafabrik eingesetzt. Am 17. März 1944 wurde sie mit einem Sammeltransport über Dresden nach Auschwitz deportiert. Im September 1944 erhielten die Kinder in Immenhausen die Nachricht vom Tod ihrer Mutter. Ein weiterer Stolperstein für Lilli Jahn wurde in der Lindenstraße 11 in Immenhausen verlegt.                                                                                           |
| Stolperstein für Paula Jakob (Hülchrather Straße 6) | Hier wohnte Paula Jakob, geb. Schlüchterer (Jahrgang 1888) Deportiert 1941 Łódź ??? | Hülchrather Str. 6 (Standort)                                                                 | Nach neueren Informationen, welche zum Zeitpunkt der Stolpersteinverlegung nicht bekannt waren, wurde Paula Jakob im Mai 1942 von Litzmannstadt (Łódź) nach Kulmhof deportiert und dort ermordet. |
| Stolperstein für Friedericke Kahn (Maastrichter Straße 3) | Hier wohnte Friedericke Kahn, geb. Salm (Jahrgang 1887) Deportiert 1941 Łódź Für tot erklärt | Maastrichter Str. 3 (Standort)                                                                | Der Stolperstein erinnert an Friederike Kahn (geb. Salm), geboren am 7. September 1887 in Schweich. Die Hausfrau Friederike (auch: Frida) Kahn war die Tochter von Salomon und Theresia Salm (geb. Schlachter). Sie war die Ehefrau von Wilhelm Kahn. Gemeinsam wurden sie mit dem 16. Transport am 30. Oktober 1941 in das Ghetto Litzmannstadt (Łódź) deportiert. Im Mai 1942 wurden sie in das Vernichtungslager Kulmhof (Chelmno) verbracht. Dort verliert sich ihre Spur. Friederike Kahn wurde für tot erklärt. |
| Stolperstein für Wilhelm Kahn (Maastrichter Straße 3) | Hier wohnte Wilhelm Kahn (Jahrgang 1885) Deportiert 1941 Łódź Für tot erklärt | Maastrichter Str. 3 (Standort)                                                                | Der Stolperstein erinnert an Wilhelm Kahn, geboren am 7. April 1885 in Hennweiler. Der Arbeiter Wilhelm Kahn war der Ehemann von Friederike Kahn (geb. Salm). Gemeinsam wurden sie mit dem 16. Transport am 30. Oktober 1941 in das Ghetto Litzmannstadt (Łódź) deportiert. Im Mai 1942 wurden sie in das Vernichtungslager Kulmhof (Chelmno) verbracht. Dort starb Wilhelm Kahn im Mai 1942. |
| Stolperstein für Lilly Kahnweiler (Neusser Wall 46) | Hier wohnte Lilly Kahnweiler, geb. Jülich (Jahrgang 1887) Deportiert 1941 Łódź/Litzmannstadt Ermordet Mai 1942 Chelmno/Kulmhof                                                                    | Neusser Wall 46 (Standort)                                                                    | Der am 10. September 2018 verlegte Stolperstein erinnert an Lilly Kahnweiler (geb. Jülich), geboren am 1. Juli 1887 in Bonn. Die Hausfrau Lilly Kahnweiler war die Tochter von Moritz und Fanny Jülich (geb. Ullmann). Verheiratet war sie mit Theodor Kahnweiler. Gemeinsam wurden sie, aus dem „Ghettohaus“ Sedanstraße 29, am 22. Oktober 1941 mit dem 8. Kölner Transport in das Ghetto Litzmannstadt (Łódź) deportiert. Von dort aus wurde sie am 6. Mai 1942 in das Vernichtungslager Kulmhof verbracht. Dort verliert sich ihre Spur. Der gemeinsame Sohn Richard Joachim Kahnweiler konnte 1940 in die USA emigrieren. Der Stolperstein für Lilly Kahnweiler wurde ursprünglich 2001 und 2007 vor dem „Ghettohaus“ Sedanstraße 29 (Köln-Neustadt-Nord) verlegt, beide Stolpersteine wurden kurz nach der Verlegung von Unbekannten herausgebrochen und durch eine Gehwegplatte ersetzt. Am 10. September 2018 wurde ein neuer Stolperstein vor dem ehemaligen Wohnhaus Neusser Wall 46 neu verlegt. |
| Stolperstein für Richard Joachim (Neusser Wall 46) | Hier wohnte Richard Joachim Kahnweiler (Jahrgang 1910) Flucht 1940 USA | Neusser Wall 46 (Standort)                                                                    | Der am 10. September 2018 verlegte Stolperstein erinnert an Richard Joachim Kahnweiler, geboren 1910. Richard Joachim Kahnweiler war der Sohn von Theodor und Lilly Kahnweiler (geb. Jülich). Richard Joachim Kahnweiler konnte 1940 in die USA emigrieren. |
| Stolperstein für Theodor Kahnweiler (Neusser Wall 46) | Hier wohnte Theodor Kahnweiler (Jahrgang 1873) Deportiert 1942 Łódź/Litzmannstadt Ermordet Mai 1942 Chelmno/Kulmhof                                                                               | Neusser Wall 46 (Standort)                                                                    | Der am 10. September 2018 verlegte Stolperstein erinnert an Theodor Kahnweiler, geboren am 30. Dezember 1873 in Grünstadt. Der Kaufmann Theodor Kahnweiler war der Sohn von Isaak und Auguste Kahnweiler (geb. Stein). Verheiratet war er mit Lilly Jülich. Gemeinsam wurden sie, aus dem „Ghettohaus“ Sedanstraße 29, am 22. Oktober 1941 mit dem 8. Kölner Transport in das Ghetto Litzmannstadt (Łódź) deportiert. Von dort aus wurde er am 6. Mai 1942 in das Vernichtungslager Kulmhof verbracht. Dort verliert sich seine Spur. Der gemeinsame Sohn Richard Joachim Kahnweiler konnte 1940 in die USA emigrieren. Der Stolperstein für Theodor Kahnweiler wurde ursprünglich 2001 und 2007 vor dem „Ghettohaus“ Sedanstraße 29 (Köln-Neustadt-Nord) verlegt, beide Stolpersteine wurden kurz nach der Verlegung von Unbekannten herausgebrochen und durch eine Gehwegplatte ersetzt. Am 10. September 2018 wurde ein neuer Stolperstein vor dem ehemaligen Wohnhaus Neusser Wall 46 neu verlegt. |
| Stolperstein für Wolfgang Horst Kanninka (Maastrichter Straße 3) | Hier wohnte Wolfgang Horst Kanninka (Jahrgang 1926) Deportiert 1942 Minsk Verschollen | Maastrichter Str. 3 (Standort)                                                                | Der Stolperstein erinnert an Wolfgang Horst Kanninka, geboren 1926. Wolfgang Horst Kanninka wurde am 20. Juli 1942 mit dem Transport Da 219 nach Minsk deportiert. Unmittelbar nach Ankunft am 24. Juli 1942 wurden alle 1164 Menschen aus dem Transport ermordet. |
| Stolperstein für Hedwig Katz (Werderstraße 5) | Hier wohnte Hedwig Katz, geb. Cappel (Jahrgang 1881) Deportiert 1941 Łódź Ermordet am 2. Mai 1942                                                                                                 | Werderstr. 5 (Standort)                                                                       | |
| Stolperstein für Paul Katz (Werderstraße 5) | Hier wohnte Paul Katz (Jahrgang 1876) Deportiert 1941 Łódź Für tot erklärt | Werderstr. 5 (Standort)                                                                       | |
| Stolperstein für Anne Kaufmann (Ebertplatz 1) | Hier wohnte Anne Kaufmann geb. Meyer (Jahrgang 1892) Flucht 1941 USA | Ebertplatz 1 (Standort)                                                                       | Der am 4. Oktober 2016 verlegte Stolperstein erinnert an Anne Kaufmann. |
| Stolperstein für Annemarie Kaufmann (Ebertplatz 1) | Hier wohnte Annemarie Kaufmann (Jahrgang 1923) Flucht 1941 USA | Ebertplatz 1 (Standort)                                                                       | Der am 4. Oktober 2016 verlegte Stolperstein erinnert an Annemarie Kaufmann. |
| Stolperstein für Elise Kaufmann (Lübecker Straße 22) | Hier lebte Elise Kaufmann (Jahrgang 1886) Deportiert 1941 Łódź / Litzmannstadt Ermordet 1942 Chelmno / Kulmhof                                                                                    | Lübecker Str. 22 (Standort)                                                                   | Der am 4. April verlegte Stolperstein erinnert an Elise Kaufmann, geboren am 7. Dezember 1886 in Köln. Die unverheiratete Elise (auch: Elsa oder Ella) Kaufmann war die Tochter des Metzgermeisters Leopold Kaufmann aus Köln-Deutz und seiner Frau Julie (geb. Perlstein). Elise Kaufmann wurde aus dem Ghettohaus Lübecker Straße 22 am 22. Oktober 1941 mit dem 8. Kölner Transport in das Ghetto Litzmannstadt (Łódź) deportiert. Am 5. Mai 1942 wurde sie in das Vernichtungslager Kulmhof (Chelmno) verbracht und dort ermordet. Den Stolperstein stifteten Schüler und Schülerinnen des Hansagymnasium Köln. |
| Stolperstein für Fritz Kaufmann (Ebertplatz 1) | Hier wohnte Fritz Kaufmann (Jahrgang 1920) Flucht 1938 Holland Verhaftet 1943 Mauthausen Tot 8. März 1945                                                                                         | Ebertplatz 1 (Standort)                                                                       | Der Stolperstein erinnert an Fritz Kaufmann, geboren am 9. Juli 1920 in Köln. Als Schüler besuchte er das Gymnasium Kreuzgasse in Köln. 1938 emigrierte er nach Amsterdam (Michelangelostraat 31). Über das Durchgangslager Westerbork wurde er am 26. Februar 1945 in das KZ Mauthausen deportiert. Dort starb er am 8. März 1945. Für Fritz Kaufmann wurde ein weiterer Stolperstein an seiner ehemaligen Schule Vogelsanger Straße 1 verlegt. |
| Stolperstein für Fritz Kaufmann (Vogelsanger Straße 1) | Hier lernte Fritz Kaufmann (Jahrgang 1920) Flucht 1938 Holland Interniert Westerbork Deportiert 1944 Auschwitz Ermordet 8. März 1945 Mauthausen                                                   | Vogelsanger Str. 1 (Verlegestelle vor dem Gymnasium Kreuzgasse) (Standort)                    | Der am 10. März 2015 verlegte Stolperstein erinnert an Fritz Kaufmann, geboren am 9. Juli 1920 in Köln. Als Schüler besuchte er das Gymnasium Kreuzgasse in Köln. 1938 emigrierte er nach Amsterdam (Michelangelostraat 31). Über das Durchgangslager Westerbork wurde er am 26. Februar 1945 in das KZ Mauthausen deportiert. Dort starb er am 8. März 1945. Für Fritz Kaufmann wurde ein weiterer Stolperstein an seiner ehemaligen Wohnadresse Ebertplatz 1 verlegt. |
| Stolperstein für Hermann Kaufmann (Ebertplatz 1) | Hier wohnte und praktizierte Dr. Hermann Kaufmann (Jahrgang 1887) 1938 'Krankenbehandler' Flucht 1941 USA                                                                                         | Ebertplatz 1 (Standort)                                                                       | Der am 4. Oktober 2016 verlegte Stolperstein erinnert an Hermann Kaufmann. |
| Stolperstein für Klara Klebe (Hansaring 109) | Hier wohnte Klara Klebe, geb. Friedmann (Jahrgang 1890) Deportiert 1941 Łódź Für tot erklärt | Hansaring 109 (Standort)                                                                      | Die Stolpersteine am Hansaring 109 wurden im September 2004 massiv zerstört. Es erfolgte Anzeige bei der Polizei. Im Juni 2005 ersetzte Gunter Demnig die Steine. Nach neueren Informationen, welche zum Zeitpunkt der Stolpersteinverlegung nicht bekannt waren, wurde Klara Klebe im Mai 1942 von Litzmannstadt (Łódź) nach Kulmhof deportiert und dort ermordet. |
| Stolperstein für Margot Minna Klebe (Hansaring 109) | Hier wohnte Margot Minna Klebe (Jahrgang 1926) Deportiert 1941 Łódź Für tot erklärt | Hansaring 109 (Standort)                                                                      | Die Stolpersteine am Hansaring 109 wurden im September 2004 massiv zerstört. Es erfolgte Anzeige bei der Polizei. Im Juni 2005 ersetzte Gunter Demnig die Steine. Nach neueren Informationen, welche zum Zeitpunkt der Stolpersteinverlegung nicht bekannt waren, wurde Margot Minna Klebe im Mai 1942 von Litzmannstadt (Łódź) nach Kulmhof deportiert und dort ermordet. |
| Stolperstein für Siegmund Klein (Blumenthalstraße 23) | Hier wohnte Dr. Siegmund Klein (Jahrgang 1874) Flucht 1941 Holland Interniert 1943 Westerbork Deportiert 1943 Ermordet in Auschwitz                                                               | Blumenthalstr. 23 (Standort)                                                                  | Der am 1. März 2011 verlegte Stolperstein erinnert an Siegmund Klein, geboren am 9. September 1874 in Köln. Siegmund Klein war ein jüdischer Rechtsanwalt. Der Sohn eines Tuchgroßhändlers aus Recklinghausen bestand das Referendarsexamen am 6. Juni 1896 in Köln und promovierte am 27. Februar 1899 in Bonn. Die große Staatsprüfung bestand er im Dezember 1900 und wurde Gerichtsassessor am Amtsgericht Köln. Vom Juni 1902 bis 1904 ging Klein einer Beschäftigung als Justiziar in der Frankfurter Niederlassung der Commerz- und Discontobank nach. 1905 kehrte er zunächst als „Hilfsrichter“ zur Kölner Justiz zurück und wurde am 1. Oktober 1905 als Rechtsanwalt beim Oberlandesgericht zugelassen. Klein praktizierte zunächst in Düsseldorf und ab 1908 in Köln am Kaiser-Wilhelm-Ring 29. 1918 wurde er Syndikus der Kölner Niederlassung des Barmer Bankvereins. Einer Bewerbung um eine Notarstelle wurde vom Oberlandesgerichtspräsidenten nicht entsprochen. Als vor 1914 zugelassener Rechtsanwalt blieb er auch über 1933 weiter im Amt. 1937 gehörte Klein zum Vorstand der Synagogengemeinde. Am 30. November 1938 wurde ihm die Zulassung zum Rechtsanwalt entzogen. Anfang 1939 emigrierte er mit seiner Frau nach Amsterdam. Anfang 1943 taucht er in Amsterdam unter. Durch Denunziation wurde er verhaftet und am 19. Oktober 1943 inhaftiert. Am 16. November 1943 wurde Siegmund Klein über das Durchgangslager Westerbork nach Auschwitz deportiert und dort am 19. November 1943 ermordet. Siegmund Klein war mit Helene Klein-Meyer verheiratet, gemeinsam hatten sie einen Sohn Walter und eine Tochter Ilse. |
| Stolperstein für Helene Klein (Blumenthalstraße 23) | Hier wohnte Helene Klein, geb. Meyer (Jahrgang 1881) Flucht 1938 Holland Versteckt gelebt Tot 15. Januar 1943                                                                                     | Blumenthalstr. 23 (Standort)                                                                  | Der am 1. März 2011 verlegte Stolperstein erinnert an Helene Klein (geb. Meyer), geboren am 21. Oktober 1881 in Schwelm. Helene Klein war seit 1911 die Ehefrau des Rechtsanwalts Siegmund Klein und die Mutter von Walter und Ilse Klein. Sie musste mit ihrem Mann Anfang 1939 nach Amsterdam emigrieren. Sie starb am 15. Januar 1943 in einem Sanatorium in Amersfoort, wo sie im Dezember 1942 unter falschem Namen von ihrem Mann eingeliefert wurde. Während ihr Sohn Walter 1942 nach Auschwitz deportierte wurde, überlebte Tochter Ilse, die bereits 1933 nach Frankreich emigrierte, den Nationalsozialismus in Frankreich, Italien und in der Schweiz. Ihr ältester Sohn, Giorgio Sacerdoti war später Professor für Völkerrecht an der Universität Mailand und von 2002 bis 2009 Richter bei der Welthandelsorganisation WTO in Genf. |
| Stolperstein für Walter Klein (Blumenthalstraße 23) | Hier wohnte Walter Klein (Jahrgang 1913) Flucht 1941 Holland Frankreich Interniert 1942 Drancy Deportiert 1942 Ermordet in Auschwitz                                                              | Blumenthalstr. 23 (Standort)                                                                  | Der am 1. März 2011 verlegte verlegte Stolperstein erinnert an Walter Klein, geboren am 20. Oktober 1918 in Köln. Der Angestellte Walter Klein war der Sohn der Eheleute Siegmund und Helene Klein (geb. Meyer). Als Schüler besuchte er das Gymnasium Kreuzgasse in Köln. Nach dem Schulabschluss begann er eine Lehre bei der Eisen- und Metallgesellschaft Meno Lissauer & Co, bei der er bis 1938 gearbeitet hat. 1938 emigrierte er nach Holland und floh nach der deutschen Invasion im Mai 1942 nach Frankreich. Dort wurde er später im Gefängnis in Dole inhaftiert, wo er auf den Prozess, der in Besançon stattfinden sollte wartete. Im Juli 1942 wurde er zu sechs Monaten Gefängnis verurteilt und nach Dijon überführt. Im August wurde er zunächst in das Lager Pithiviers verbracht, später in das Sammellager Drancy überführt und mit dem 24. Transport Bourget – Drancy am 26. August 1942 nach Auschwitz deportiert. Dort wurde er für tot erklärt. Für Walter Klein wurde ein weiterer Stolperstein am Gymnasium Kreuzgasse (Vogelsanger Straße 1) verlegt. |
| Stolperstein für Walter Klein (Vogelsanger Straße 1) | Hier lernte Walter Klein (Jahrgang 1918) Flucht 1938 Holland Frankreich Interniert Drancy Deportiert 1944 Ermordet in Auschwitz                                                                   | Vogelsanger Str. 1 (Verlegestelle vor dem Gymnasium Kreuzgasse) (Standort)                    | Der am 10. März 2015 verlegte Stolperstein erinnert an Walter Klein, geboren am 20. Oktober 1918 in Köln. Der Angestellte Walter Klein war der Sohn der Eheleute Siegmund und Helene Klein (geb. Meyer). Als Schüler besuchte er das Gymnasium Kreuzgasse in Köln. Nach dem Schulabschluss begann er eine Lehre bei der Eisen- und Metallgesellschaft Meno Lissauer & Co, bei der er bis 1938 gearbeitet hat. 1938 emigrierte er nach Holland und floh nach der deutschen Invasion im Mai 1942 nach Frankreich. Dort wurde er später im Gefängnis in Dole inhaftiert, wo er auf den Prozess, der in Besançon stattfinden sollte wartete. Im Juli 1942 wurde er zu sechs Monaten Gefängnis verurteilt und nach Dijon überführt. Im August wurde er zunächst in das Lager Pithiviers verbracht, später in das Sammellager Drancy überführt und mit dem 24. Transport Bourget – Drancy am 26. August 1942 nach Auschwitz deportiert. Dort wurde er für tot erklärt. Für Walter Klein wurde ein weiterer Stolperstein an seiner ehemaligen Wohnadresse Blumenthalstraße 23 verlegt. |
| | Hier wohnte Recha Kniebel, geb. Hecht (Jahrgang 1887) deportiert 1941 Łodz für tot erklärt | Werderstraße 29 (Standort)                                                                    | |
| | Hier lernte Hans Kottke (Jahrgang 1911) Flucht Frankreich interniert Drancy deportiert 1942 ermordet in Auschwitz                                                                                 | Vogelsanger Straße 1 (Verlegestelle vor dem Gymnasium Kreuzgasse) (Standort)                  | |
| Stolperstein für Albert Kramer (Vogelsanger Straße 1) | Hier lernte Dr. Albert Kramer (Jahrgang 1887) Berufsverbot 1933 Deportiert 1941 Łódź / Litzmannstadt Ermordet 6. Oktober 1942                                                                     | Vogelsanger Str. 1 (Verlegestelle vor dem Gymnasium Kreuzgasse) (Standort)                    | Der am 26. April 2016 verlegte Stolperstein erinnert an Albert Kramer, geboren am 18. August 1887 in Köln. Albert Kramer war seit 1914 in der Kölner Stadtverwaltung tätig und von 1920 bis 1933 Stadtdirektor und Finanzdirektor unter Oberbürgermeister Konrad Adenauer. 1926/27 Präsident der Moriah-Loge des B’nai-B’rith-Ordens. Am 1. Mai 1933 wurde Albert Kramer wegen seiner jüdischen Herkunft aus dem Amt entlassen und in den Ruhestand versetzt. Nach seiner Entlassung war er in der jüdischen Synagogengemeinde, In Zionistischen Verbänden und als Devisenberater für jüdische Auswanderer aktiv. Ihm selbst gelang es nicht zu emigrieren. Albert Kramer wurde gemeinsam mit seiner Frau Irma (geb. am 4. Juli 1897) mit dem zweiten Kölner Deportationszug (II. Transport) am 30. Oktober 1941 in das Ghetto Litzmannstadt/Łódź deportiert. In der Transportliste wurde Albert Kramer als „Transportführer“ mit der Wohnadresse Lindenstraße 19 (einem ehemaligen „Ghettohaus“) eingetragen. Albert Kramer starb am 6. Oktober 1942 im Ghetto Litzmannstadt, als Todesursache wurde „Herzschwäche“ vermerkt. Seine Frau Irma wurde 1944 von Litzmannstadt nach Auschwitz verschleppt, wo sie im August 1944 ermordet wurde. Vor ihrem Wohnhaus Pauliplatz 6 wurden zwei weitere Stolpersteine für Albert und Irma Kramer verlegt. |
| der Stolperstein für Anna Kraus | Hier wohnte Anna Kraus, geb. Schwarzbach (Jahrgang 1899) Flucht 1933 Holland Frankreich 1934 Palästina                                                                                            | Bismarckstraße 53 (Standort)                                                                  | |
| der Stolperstein für Salomon Kraus | Hier wohnte Salomon Kraus (Jahrgang 1897) Flucht 1933 Holland Frankreich 1934 Palästina | Bismarckstraße 53 (Standort)                                                                  | |
| der Stolperstein für Siegfried Kraus | Hier wohnte Siegfried Kraus (Jahrgang 1928) Flucht 1933 Holland Frankreich 1934 Palästina | Bismarckstraße 53 (Standort)                                                                  | |
| der Stolperstein für Werner Kraus | Hier wohnte Werner Kraus (Jahrgang 1930) Flucht 1933 Holland Frankreich 1934 Palästina | Bismarckstraße 53 (Standort)                                                                  | |
| Stolperstein für Hedwig Krekler (Hansaring 109) | Hier wohnte Hedwig Krekler (Jahrgang 1880) Deportiert Verschollen | Hansaring 109 (Standort)                                                                      | Die Stolpersteine am Hansaring 109 wurden im September 2004 massiv zerstört. Es erfolgte Anzeige bei der Polizei. Im Juni 2005 ersetzte Gunter Demnig die Steine. Nach neueren Informationen, welche zum Zeitpunkt der Stolpersteinverlegung nicht bekannt waren, wurde Hedwig Krekler im Mai 1942 von Litzmannstadt (Łódź) nach Kulmhof deportiert und dort ermordet. |
| Stolperstein für Dora Kurmann (Venloer Straße 12) | Hier wohnte Dora Kurmann, geb. Salm (Jahrgang 1880) Deportiert 1941 Riga Verschollen | Venloer Str. 12 (Standort)                                                                    | |
| Stolperstein für Margot Kurmann (Venloer Straße 12) | Hier wohnte Margot Kurmann (Jahrgang 1912) Deportiert 1941 Riga Verschollen | Venloer Str. 12 (Standort)                                                                    | |
| Stolperstein für Arthur Leffmann (Flandrische Straße 18) | Hier wohnte Arthur Leffmann (Jahrgang 1863) Flucht 1937 Holland Tot 23. Februar 1941 Amsterdam | Flandrische Str. 18 (Standort)                                                                | Der vor dem Wohn- und Geschäftshaus verlegte Stolperstein erinnert an Arthur Leffmann, geboren am 3. Januar 1863 in Münster. Arthur Leffmann wurde als Sohn des jüdischen Unternehmers Moses Leffmann und seiner Frau Sophie, geb. Jordan in Münster geboren. Nach dem Tod seines Bruders Leo übernahm Arthur Leffmann 1903 die Leitung der Kölner Korsettfabrik Löwenstein und Leffmann. Er heiratete die verwitwete Martha Löwenstein, geb. Heidenheim, die eine Tochter Edith mit in die Ehe brachte. Das Ehepaar hatte einen gemeinsamen Sohn, der 1906 geboren wurde. Arthur Leffmann leitete das Unternehmen – in den 1930er Jahren mit der Hilfe seiner Frau als Geschäftsführerin – bis zu seiner Flucht. Er emigrierte 1937 in die Niederlande. Hier starb er am 23. Februar 1941. |
| Stolperstein für Ernst Leffmann (Vogelsanger Straße 1) | Hier lernte Dr. Ernst Leffmann (Jahrgang 1899) Flucht 1933 Holland Interniert Westerbork Deportiert 1944 Bergen-Belsen 'Zug der Verlorenen' Befreit                                               | Vogelsanger Str. 1 (Verlegestelle vor dem Gymnasium Kreuzgasse) (Standort)                    | Der am 19. März 2019 verlegte Stolperstein erinnert an Dr. Ernst Leffmann, geboren am 23. April 1899 in Köln. Ernst Leffmann wurde als der älteste Sohn des jüdischen Unternehmers Leo (Lesser) Leffmann und seiner Ehefrau Johanna (geb. Lohn) in Köln geboren. Er besuchte das Gymnasium Kreuzgasse, wo er 1918 das Abitur ablegte. Das Studium der Rechtswissenschaften schloss Ernst Leffmann am 17. Mai 1922 mit der Promotion an der Juristischen Fakultät der Universität zu Köln ab. Er eröffnete eine Rechtsanwaltskanzlei. Ende der 1920er Jahre ging er nach Berlin und veröffentlichte zahlreiche juristische Publikationen. 1931 heiratete er die geschiedene Johanna Käthe Katzenstein (geb. Salinger), die zwei Kinder mit in die Ehe einbrachte. Nachdem er im März 1933 verhaftet und misshandelt wurde, emigrierte er im August 1933 nach Arnhem. Hier gründete er eine chemische Fabrik. 1942 musste die Familie untertauchen. Sie wurde 1943 entdeckt, verhaftet und im Durchgangslager Westerbork interniert. 1944 wurden sie ins KZ Bergen-Belsen deportiert, von wo sie mit dem letzten Deportationszug im April 1944 in Richtung Ghetto Theresienstadt geschickt wurden. Nach 12 Tagen wurde der Verlorene Zug bei Tröbitz von der Roten Armee entdeckt und befreit. Nach seiner Befreiung kehrte Ernst Leffmann mit der Familie nach Arnheim zurück, wo er am 22. März 1972 starb. Den Stolperstein stifteten Schüler und Schülerinnen des Gymnasiums Kreuzgasse. Er wurde im Beisein seines Enkels verlegt. |
| | Hier lernte Jacob Leffmann (Jahrgang 1894) deportiert 1941 Ghetto Riga mehrere KZ Außenlager Kaufering ermordet 6.1.1945                                                                          | Vogelsanger Straße 1 (Verlegestelle vor dem Gymnasium Kreuzgasse) (Standort)                  | |
| Stolperstein für Martha Leffmann (Flandrische Straße 18) | Hier wohnte Martha Leffmann, geb. Heidenheim (Jahrgang 1873) Flucht 1937 Holland Deportiert 1942 Auschwitz Ermordet 21. September 1942                                                            | Flandrische Str. 18 (Standort)                                                                | Der vor dem Wohn- und Geschäftshaus verlegte Stolperstein erinnert an Martha Leffmann, (geb. Heidenheim) geboren am 12. Mai 1873 in Köln. Martha Heidenheim wurde als Tochter von Bruno Leffmann und seiner Ehefrau Sabina in Köln geboren. Ihr Vater führte in Köln eine Handschuhgroßhandlung. In erster Ehe war Martha Heidenheim mit dem Unternehmer Bernd / Bernhard Löwenstein verheiratete. Aus dieser Ehe entstammt die Tochter Edith. Nach dem Tod ihres Mannes heiratete sie den Unternehmer Arthur Leffmann, der in Köln eine Korsettfabrik führte. Das Ehepaar hatte einen Sohn, Fritz. In den 1930er Jahren übernahm Martha Leffmann nach der Pensionierung ihres Mannes die Geschäftsleitung des Unternehmens. Am 23. April 1937 emigrierte das Ehepaar nach Amsterdam. Hier wurde Martha Leffmann am 17. September 1942 verhaftet und in das Durchgangslager Westerbork verschleppt. Von hier wurde sie einen Tag später ins Vernichtungslager Auschwitz deportiert und nach Ankunft des Zuges am 21. September 1942 ermordet. |
| Stolperstein für Inge Leiser (Spichernstraße 30) | Hier wohnte Inge Leiser (Jahrgang 1925) Deportiert 1941 Ermordet in Riga | Spichernstr. 30 (Standort)                                                                    | |
| Stolperstein für Johanna Leiser (Spichernstraße 30) | Hier wohnte Johanna Leiser (Jahrgang 1877) Deportiert 1941 Riga Ermordet August 1944 Stutthof | Spichernstr. 30 (Standort)                                                                    | |
| Stolperstein für Max Leiser (Spichernstraße 30) | Hier wohnte Max Leiser (Jahrgang 1890) Deportiert 1941 Riga Stutthof Ermordet 5. Dezember 1944 Natzweiler                                                                                         | Spichernstr. 30 (Standort)                                                                    | |
| Stolperstein für Bernhard Letterhaus (Bernhard-Letterhaus-Straße 28) | Hier wohnte Bernhard Letterhaus (Jahrgang 1890) Hingerichtet am 14. November 1944 | Bernhard-Letterhaus-Str. 28 (Standort)                                                        | Der Stolperstein erinnert an Bernhard Letterhaus, geboren am 10. Juli 1894 in Barmen. Bernhard Letterhaus war ein deutscher Widerstandskämpfer des 20. Juli 1944, christlicher Gewerkschaftsführer und Zentrums-Politiker. Letterhaus machte vor dem Kriegsdienst mehrere Ausbildungen in der Textilindustrie. 1918 kehrte er, schwer verwundet und mit dem Eisernen Kreuz I. und II. Klasse ausgezeichnet, aus dem Ersten Weltkrieg zurück und wurde Sekretär im Zentralverband der christlichen Textilarbeiter. Ab 1928 wurde er Abgeordneter der Zentrumspartei im Preußischen Landtag. Er rief schon 1931 als Vizepräsident des Katholikentages in Münster zur Abwehr des Nationalsozialismus auf und warb nach 1933 heimlich in katholischen Kreisen für den Widerstand gegen das NS-Regime. Weil er das Ermächtigungsgesetz ablehnte, blieb er im März 1933 der Abstimmung im Landtag fern. 1939 wurde er zum Wehrdienst einberufen und schloss dort Kontakte zu den Verschwörern um Ludwig Beck und Carl Goerdeler. Letterhaus gehörte dem Kölner Kreis an und zum führenden Kreis der Widerstandskämpfer, er war bereit, das Amt des politischen Beauftragten im Wehrkreis VI (Münster) zu übernehmen und war als Aufbauminister der neuen Regierung im Gespräch. Am 25. Juli 1944, wenige Tage nach dem Attentat auf Hitler, wurde er verhaftet, am 13. November 1944 nach einer Stunde Verhandlung vor dem Volksgerichtshof zum Tode verurteilt und am folgenden Tag in Plötzensee erhängt. Letterhaus war verheiratet mit Grete Thiel, gemeinsam hatten sie eine Tochter. In verschiedenen Städten wurden Straßen nach ihm benannt, und die Stadt Wuppertal führt die Familiengrabstätte Letterhaus auf dem Friedhof Schützenstraße seit 2010 als Ehrengrab weiter. |
| der Stolperstein für Agnes Leven | Balthasarstr. 95 wohnte Agnes Leven, geb. Wagner (Jahrgang 1875) ausgegrenzt/drangsaliert interniert Müngersdorf entlassen/überlebt                                                               | Balthasarstraße 91 (Standort)                                                                 | |
| der Stolperstein für Emil Leven | Balthasarstr. 95 wohnte Emil Leven (Jahrgang 1867) interniert Müngersdorf deportiert 1944 Theresienstadt ermordet                                                                                 | Balthasarstraße 91 (Standort)                                                                 | |
| der Stolperstein für Gerhard Leven | Hier wohnte Gerhard Leven (Jahrgang 1902) in Köln versteckt gelebt überlebt | Hülchrather Straße 7 (Standort)                                                               | |
| | Hier wohnte Dr. Friedrich Hermann Levi (Jahrgang 1888) deportiert 1941 Łodz/Litzmannstadt 1942 Chełmno/Kulmhof ermordet Sept. 1942                                                                | Lütticher Straße 43-45 (Standort)                                                             | |
| | Hier wohnte Hildegard Edith Levi (Jahrgang 1925) Kindertransport 1939 England | Lütticher Straße 43-45 (Standort)                                                             | |
| | Hier wohnte Irma Levi, geb. Hecht (Jahrgang 1899) deportiert 1942 Łodz/Litzmannstadt ermordet 23.4.1943                                                                                           | Lütticher Straße 43-45 (Standort)                                                             | |
| Stolperstein für Alfred Levison (Brüsseler Straße 83) | Hier wohnte / praktizierte Dr. Alfred Levison (Jahrgang 1872) Gedemütigt / entrechtet Tot 21. Dezember 1936                                                                                       | Brüsseler Str. 83 (Standort)                                                                  | Der am 5. Oktober 2020 verlegte Stolperstein erinnert an Alfred Levison, geboren 1872. |
| Stolperstein für Anna Levison (Brüsseler Straße 83) | Hier wohnte Anna Levison (Jahrgang 1905) Flucht 1939 England 1940 USA | Brüsseler Str. 83 (Standort)                                                                  | Der am 5. Oktober 2020 verlegte Stolperstein erinnert an Anna Levison, geboren 1905. |
| Stolperstein für Ella Levison (Brüsseler Straße 83) | Hier wohnte Ella Levison, geb. Leubsdorf (Jahrgang 1882) Flucht 1939 England 1940 USA Tot 16. Januar 1945                                                                                         | Brüsseler Str. 83 (Standort)                                                                  | Der am 5. Oktober 2020 verlegte Stolperstein erinnert an Ella Levison (geb. Leubsdorf), geboren 1882. |
| Stolperstein für Wilhelm Samuel Levison (Brüsseler Straße 83) | Hier wohnte Dr. Wilhelm Samuel Levison (Jahrgang 1909) Berufsverbot 1933 Flucht 1934 USA | Brüsseler Str. 83 (Standort)                                                                  | Der am 5. Oktober 2020 verlegte Stolperstein erinnert an Wilhelm Samuel Levison, geboren 1909. |
| Stolperstein für Louis Levy (Neue Maastrichter Straße 3) | Hier wohnte Else Levy (Jahrgang 1928) Deportiert 1941 Riga Verschollen | Neue Maastrichter Str. 3 (Standort)                                                           | Die Verlegung der Stolpersteine erfolgte im November 2000. Etwa zwei Jahre später stellten Unbekannte einen Straßenpoller aus Waschbeton auf die Verlegestelle. |
| Bild gesucht Die Wikipedia wünscht sich an dieser Stelle ein Bild vom hier behandelten Ort. Weitere Infos zum Motiv findest du vielleicht auf der Diskussionsseite . Falls du dabei helfen möchtest, erklärt die Anleitung , wie das geht. BW | Hier lernte Ernst Levy (Jahrgang 1908) Flucht Italien Interniert 1941 Ferramonti Befreit 14.9.1943                                                                                                | Vogelsanger Str. 1 (Gymnasium Kreuzgasse) (Standort)                                          | Die Verlegung des Stolpersteins erfolgte am 12. Juni 2025. |
| Bild gesucht Die Wikipedia wünscht sich an dieser Stelle ein Bild vom hier behandelten Ort. Weitere Infos zum Motiv findest du vielleicht auf der Diskussionsseite . Falls du dabei helfen möchtest, erklärt die Anleitung , wie das geht. BW | Hier lernte Fritz Levy (Jahrgang 1907) Deportiert 1941 Łódź / Litzmannstadt Ermordet | Vogelsanger Str. 1 (Gymnasium Kreuzgasse) (Standort)                                          | Die Verlegung des Stolpersteins erfolgte am 12. Juni 2025. |
| Stolperstein für Louis Levy (Maastrichter Straße 3) | Hier wohnte Louis Levy (Jahrgang 1886) Deportiert 1941 Riga Tod am 17. Februar 1945 im KZ Dachau                                                                                                  | Maastrichter Str. 3 (Standort)                                                                | Der Stolperstein erinnert an Louis Levy, geboren am 6. Januar 1886 in Oberlahr. Louis Levy war der Sohn von Josef und Julchen Levy (geb. Isaak). Verheiratet war er mit Meta Salomon. Louis Levy wurde am 7. Dezember 1941 von Köln aus in das Ghetto Riga deportiert. Über das KZ Kauen kam er am 1. August 1944 in das KZ Dachau. Louis Levi starb am 17. Februar 1945 im Außenlager Kaufering. |
| Stolperstein für Louis Levy (Neue Maastrichter Straße 3) | Hier wohnte Louis Levy (Jahrgang 1886) Deportiert 1941 Riga Dachau Tod am 17. Februar 1945 | Neue Maastrichter Str. 3 (Standort)                                                           | Die Verlegung der Stolpersteine erfolgte im November 2000. Etwa zwei Jahre später stellten Unbekannte einen Straßenpoller aus Waschbeton auf die Verlegestelle. |
| Stolperstein für Meta Levy (Neue Maastrichter Straße 3) | Hier wohnte Meta Levy, geb. Salomon (Jahrgang 1899) Deportiert 1941 Riga Verschollen | Neue Maastrichter Str. 3 (Standort)                                                           | Die Verlegung der Stolpersteine erfolgte im November 2000. Etwa zwei Jahre später stellten Unbekannte einen Straßenpoller aus Waschbeton auf die Verlegestelle. |
| Stolperstein für Erna Lindemeyer (Riehler Straße 7) | Hier wohnte Erna Lindemeyer, geb. Maas (Jahrgang 1887) Deportiert 1941 Łódź Ermordet in Auschwitz                                                                                                 | Riehler Str. 7 (Standort)                                                                     | |
| Stolperstein für Max Lindemeyer (Riehler Straße 7) | Hier wohnte Max Lindemeyer (Jahrgang 1879) Deportiert 1941 Łódź Tot 5. Dezember 1942 | Riehler Str. 7 (Standort)                                                                     | |
| Stolperstein für Erna Lion (Spichernstraße 24) | Hier wohnte Erna Lion, geb. Michael (Jahrgang 1904) Deportiert 1941 Riga ??? | Spichernstr. 24 (Standort)                                                                    | |
| Stolperstein für Paul Lion (Spichernstraße 24) | Hier wohnte Paul Lion (Jahrgang 1900) Deportiert 1941 Riga ??? | Spichernstr. 24 (Standort)                                                                    | |
| Stolperstein für Hermann Josef Lippmann (Brabanter Straße 18) | Hier wohnte Hermann Josef Lippmann (Jahrgang 1928) Deportiert 1941 Łódź Für tot erklärt | Brabanter Str. 18 (Standort)                                                                  | Nach neueren Informationen, welche zum Zeitpunkt der Stolpersteinverlegung nicht bekannt waren, wurde Hermann Josef Lippmann im Mai 1942 von Litzmannstadt (Łódź) nach Kulmhof deportiert und dort ermordet. |
| Stolperstein für Josef Lippmann (Brabanter Straße 18) | Hier wohnte Josef Lippmann (Jahrgang 1899) Zwangsarbeit 1940 Hochkirchen Ermordet 6. Mai 1940 | Brabanter Str. 18 (Standort)                                                                  | |
| Stolperstein für Martha Lippmann (Brabanter Straße 18) | Hier wohnte Martha Lippmann, geb. Isaak (Jahrgang 1898) Deportiert 1941 Łódź Für tot erklärt | Brabanter Str. 18 (Standort)                                                                  | Nach neueren Informationen, welche zum Zeitpunkt der Stolpersteinverlegung nicht bekannt waren, wurde Martha Lippmann im Mai 1942 von Litzmannstadt (Łódź) nach Kulmhof deportiert und dort ermordet. |
| Stolperstein Franz Adolf Lissauer | Hier wohnte Franz Adolf Lissauer (Jahrgang 1918) gedemütigt/entrechtet Flucht Holland 1938 USA | Wörthstraße 17 (Standort)                                                                     | Die Stolpersteine erinnern ans Meno Lissauer, seine Frau Meta Lissauer, ihre Tochter Hannah Lissauer (nachverlegt am 13. Juni 2025) und ihren Sohn Franz Adolf Lissauer. Meno Lissauer wurde er am 29. Juni 1879 in Lübeck als Sohn von Abraham und Friedchen Lissauer geboren. Er wuchs gemeinsam mit fünf Geschwistern in Hamburg auf. Dort besuchte er eine Oberrealschule, verließ die Schule aber mit 15 Jahren und begann in Halberstadt eine Ausbildung bei der Metallhandelsfirma „Aron Hirsch & Sohn“. 1903 ging er mit seinem jüngeren Bruder Henry nach Köln, wo er in der Domstraße 86 ein Metallhandelsgeschäft gründete. Nach einigen Anlaufschwierigkeiten florierte das Unternehmen, und 1907 wurde sein Bruder Teilhaber der Firma „Lissauer & Cie. Erze, Metall und Oxyde“. Am 18. April 1912 heiratete Meno Lissauer die Hotelierstochter Meta Rothschild. Meno und Meta Lissauer wohnten zunächst in der Mozartstraße 32. Am 24. Januar 1913 wurde dort ihre Tochter Hanna geboren, am 4. September 1918 folgte Sohn Franz Adolf. In der ersten Hälfte der 1920er Jahre zog die Familie in ein eigenes Haus in der Wörthstraße 17. Das Unternehmen der Gebrüder Lissauer expandierte in den 1920er Jahren weit über die Grenzen Deutschlands hinaus und hatte Zweigstellen in Wien, Amsterdam, London und New York. Meno Lissauer engagierte sich in der jüdischen Gemeinde und war Ehrendoktor der TH Aachen. Nach der Machtübernahme der Nationalsozialisten im Januar 1933 geriet das Unternehmen zunehmend unter Druck, und Lissauer musste Teile davon verkaufen. 1937 verlegte Meno Lissauer den Firmensitz und seinen Wohnsitz nach Amsterdam. 1940 floh er mit seiner Familie nach Brasilien und emigrierte 1941 nach New York. Dort starb er am 27. Mai 1958. Der Sohn Franz Josef Lissauer emigrierte schon 1938 nach New York. Dort heiratete er Martha Rice und bekam mit ihr zwei Kinder, Gordon Henry und Sharon. Er starb am 17. Mai 1984 bei einem Besuch in Paris. Die Familie ist auf dem jüdischen Friedhof Cedar Park Cemetery in Paramus, New Jersey beerdigt. |
| Stolperstein Franz Adolf Lissauer | Hier wohnte Hannah Lissauer, geb. Eliel, verh. Hirschfeld (Jahrgang 1913) Flucht Holland 1934 1940 Brasilien                                                                                      | Wörthstr. 17 (Standort)                                                                       | Die Stolpersteine erinnern ans Meno Lissauer, seine Frau Meta Lissauer, ihre Tochter Hannah Lissauer (nachverlegt am 13. Juni 2025) und ihren Sohn Franz Adolf Lissauer. Meno Lissauer wurde er am 29. Juni 1879 in Lübeck als Sohn von Abraham und Friedchen Lissauer geboren. Er wuchs gemeinsam mit fünf Geschwistern in Hamburg auf. Dort besuchte er eine Oberrealschule, verließ die Schule aber mit 15 Jahren und begann in Halberstadt eine Ausbildung bei der Metallhandelsfirma „Aron Hirsch & Sohn“. 1903 ging er mit seinem jüngeren Bruder Henry nach Köln, wo er in der Domstraße 86 ein Metallhandelsgeschäft gründete. Nach einigen Anlaufschwierigkeiten florierte das Unternehmen, und 1907 wurde sein Bruder Teilhaber der Firma „Lissauer & Cie. Erze, Metall und Oxyde“. Am 18. April 1912 heiratete Meno Lissauer die Hotelierstochter Meta Rothschild. Meno und Meta Lissauer wohnten zunächst in der Mozartstraße 32. Am 24. Januar 1913 wurde dort ihre Tochter Hanna geboren, am 4. September 1918 folgte Sohn Franz Adolf. In der ersten Hälfte der 1920er Jahre zog die Familie in ein eigenes Haus in der Wörthstraße 17. Das Unternehmen der Gebrüder Lissauer expandierte in den 1920er Jahren weit über die Grenzen Deutschlands hinaus und hatte Zweigstellen in Wien, Amsterdam, London und New York. Meno Lissauer engagierte sich in der jüdischen Gemeinde und war Ehrendoktor der TH Aachen. Nach der Machtübernahme der Nationalsozialisten im Januar 1933 geriet das Unternehmen zunehmend unter Druck, und Lissauer musste Teile davon verkaufen. 1937 verlegte Meno Lissauer den Firmensitz und seinen Wohnsitz nach Amsterdam. 1940 floh er mit seiner Familie nach Brasilien und emigrierte 1941 nach New York. Dort starb er am 27. Mai 1958. Der Sohn Franz Josef Lissauer emigrierte schon 1938 nach New York. Dort heiratete er Martha Rice und bekam mit ihr zwei Kinder, Gordon Henry und Sharon. Er starb am 17. Mai 1984 bei einem Besuch in Paris. Die Familie ist auf dem jüdischen Friedhof Cedar Park Cemetery in Paramus, New Jersey beerdigt. |
| Stolperstein Dr. Meno Lissauer | Hier wohnte Dr. Meno Lissauer (Jahrgang 1879) gedemütigt/entrechtet Flucht 1937 Holland 1940 Brasilien 1941 USA                                                                                   | Wörthstraße 17 (Standort)                                                                     | Die Stolpersteine erinnern ans Meno Lissauer, seine Frau Meta Lissauer, ihre Tochter Hannah Lissauer (nachverlegt am 13. Juni 2025) und ihren Sohn Franz Adolf Lissauer. Meno Lissauer wurde er am 29. Juni 1879 in Lübeck als Sohn von Abraham und Friedchen Lissauer geboren. Er wuchs gemeinsam mit fünf Geschwistern in Hamburg auf. Dort besuchte er eine Oberrealschule, verließ die Schule aber mit 15 Jahren und begann in Halberstadt eine Ausbildung bei der Metallhandelsfirma „Aron Hirsch & Sohn“. 1903 ging er mit seinem jüngeren Bruder Henry nach Köln, wo er in der Domstraße 86 ein Metallhandelsgeschäft gründete. Nach einigen Anlaufschwierigkeiten florierte das Unternehmen, und 1907 wurde sein Bruder Teilhaber der Firma „Lissauer & Cie. Erze, Metall und Oxyde“. Am 18. April 1912 heiratete Meno Lissauer die Hotelierstochter Meta Rothschild. Meno und Meta Lissauer wohnten zunächst in der Mozartstraße 32. Am 24. Januar 1913 wurde dort ihre Tochter Hanna geboren, am 4. September 1918 folgte Sohn Franz Adolf. In der ersten Hälfte der 1920er Jahre zog die Familie in ein eigenes Haus in der Wörthstraße 17. Das Unternehmen der Gebrüder Lissauer expandierte in den 1920er Jahren weit über die Grenzen Deutschlands hinaus und hatte Zweigstellen in Wien, Amsterdam, London und New York. Meno Lissauer engagierte sich in der jüdischen Gemeinde und war Ehrendoktor der TH Aachen. Nach der Machtübernahme der Nationalsozialisten im Januar 1933 geriet das Unternehmen zunehmend unter Druck, und Lissauer musste Teile davon verkaufen. 1937 verlegte Meno Lissauer den Firmensitz und seinen Wohnsitz nach Amsterdam. 1940 floh er mit seiner Familie nach Brasilien und emigrierte 1941 nach New York. Dort starb er am 27. Mai 1958. Der Sohn Franz Josef Lissauer emigrierte schon 1938 nach New York. Dort heiratete er Martha Rice und bekam mit ihr zwei Kinder, Gordon Henry und Sharon. Er starb am 17. Mai 1984 bei einem Besuch in Paris. Die Familie ist auf dem jüdischen Friedhof Cedar Park Cemetery in Paramus, New Jersey beerdigt. |
| Stolperstein Meta Lissauer | Hier wohnte Meta Lissauer, geb. Rothschild (Jahrgang 1889) gedemütigt/entrechtet Flucht 1937 Holland 1940 Brasilien 1941 USA                                                                      | Wörthstraße 17 (Standort)                                                                     | Die Stolpersteine erinnern ans Meno Lissauer, seine Frau Meta Lissauer, ihre Tochter Hannah Lissauer (nachverlegt am 13. Juni 2025) und ihren Sohn Franz Adolf Lissauer. Meno Lissauer wurde er am 29. Juni 1879 in Lübeck als Sohn von Abraham und Friedchen Lissauer geboren. Er wuchs gemeinsam mit fünf Geschwistern in Hamburg auf. Dort besuchte er eine Oberrealschule, verließ die Schule aber mit 15 Jahren und begann in Halberstadt eine Ausbildung bei der Metallhandelsfirma „Aron Hirsch & Sohn“. 1903 ging er mit seinem jüngeren Bruder Henry nach Köln, wo er in der Domstraße 86 ein Metallhandelsgeschäft gründete. Nach einigen Anlaufschwierigkeiten florierte das Unternehmen, und 1907 wurde sein Bruder Teilhaber der Firma „Lissauer & Cie. Erze, Metall und Oxyde“. Am 18. April 1912 heiratete Meno Lissauer die Hotelierstochter Meta Rothschild. Meno und Meta Lissauer wohnten zunächst in der Mozartstraße 32. Am 24. Januar 1913 wurde dort ihre Tochter Hanna geboren, am 4. September 1918 folgte Sohn Franz Adolf. In der ersten Hälfte der 1920er Jahre zog die Familie in ein eigenes Haus in der Wörthstraße 17. Das Unternehmen der Gebrüder Lissauer expandierte in den 1920er Jahren weit über die Grenzen Deutschlands hinaus und hatte Zweigstellen in Wien, Amsterdam, London und New York. Meno Lissauer engagierte sich in der jüdischen Gemeinde und war Ehrendoktor der TH Aachen. Nach der Machtübernahme der Nationalsozialisten im Januar 1933 geriet das Unternehmen zunehmend unter Druck, und Lissauer musste Teile davon verkaufen. 1937 verlegte Meno Lissauer den Firmensitz und seinen Wohnsitz nach Amsterdam. 1940 floh er mit seiner Familie nach Brasilien und emigrierte 1941 nach New York. Dort starb er am 27. Mai 1958. Der Sohn Franz Josef Lissauer emigrierte schon 1938 nach New York. Dort heiratete er Martha Rice und bekam mit ihr zwei Kinder, Gordon Henry und Sharon. Er starb am 17. Mai 1984 bei einem Besuch in Paris. Die Familie ist auf dem jüdischen Friedhof Cedar Park Cemetery in Paramus, New Jersey beerdigt. |
| Stolperstein für Rael Lohn (Hansaring 109) | Hier wohnte Rael Lohn (Jahrgang 1885) Deportiert 1941 Łódź ??? | Hansaring 109 (Standort)                                                                      | Die Stolpersteine am Hansaring 109 wurden im September 2004 massiv zerstört. Es erfolgte Anzeige bei der Polizei. Im Juni 2005 ersetzte Gunter Demnig die Steine. Nach neueren Informationen, welche zum Zeitpunkt der Stolpersteinverlegung nicht bekannt waren, wurde Rael Lohn im September 1942 von Litzmannstadt (Łódź) nach Kulmhof deportiert und dort ermordet. |
| Stolperstein für Albert Anselm Loeb (Vogelsanger Straße 1) | Hier lernte Dr. Albert Anselm Loeb (Jahrgang 1884) 'Schutzhaft' 1938 Dachau Deportiert 1941 Łódź/Litzmannstadt Ermordet 1. August 1942                                                            | Vogelsanger Str. 1 (Verlegestelle vor dem Gymnasium Kreuzgasse) (Standort)                    | Der am 3. April 2017 verlegte Stolperstein erinnert an Albert Anselm Loeb. Den Stolperstein stifteten Schüler und Schülerinnen des Gymnasiums Kreuzgasse. |
| Stolperstein für Dora Löb (Werderstraße 5) | Hier wohnte Dora Löb (Jahrgang 1905) Deportiert 1941 Riga Für tot erklärt | Werderstr. 5 (Standort)                                                                       | |
| | Hier lernte Erich Loeb (Jahrgang 1908) Flucht 1933 Frankreich interniert Drancy deportiert 1942 Auschwitz ermordet                                                                                | Vogelsanger Straße 1 (Verlegestelle vor dem Gymnasium Kreuzgasse) (Standort)                  | |
| | Hier lernte Fritz Loeb (Jahrgang 1913) Flucht 1933 Frankreich verschiedene Arbeitslager 1940 Kenadsa/Algerien befreit                                                                             | Vogelsanger Straße 1 (Verlegestelle vor dem Gymnasium Kreuzgasse) (Standort)                  | |
| Bild gesucht Die Wikipedia wünscht sich an dieser Stelle ein Bild vom hier behandelten Ort. Weitere Infos zum Motiv findest du vielleicht auf der Diskussionsseite . Falls du dabei helfen möchtest, erklärt die Anleitung , wie das geht. BW | Hier wohnte Elsa Löwenstein, geb. Lion (Jahrgang 1883) Mehrere Heilanstalten 1936 Süchteln-Johannistal 'Verlegt' 12.2.1943 Düsseldorf-Grafenberg 14.2.1941 Hadamar Ermordet 14.2.1941 'Aktion T4' | Antwerpener Str. 6-12 (vor dem linken Schaufenster) (Standort)                                | Der Stolperstein erinnert an Elsa Löwenstein, geboren 1883. Die Verlegung erfolgte am 13. Juni 2025. |
| Stolperstein für Eugen Löwenstein (Riehler Straße 23) | Hier wohnte Dr. Eugen Löwenstein (Jahrgang 1871) Flucht 1933 Belgien, England, USA Tot 9. August 1942                                                                                             | Riehler Str. 23 (Standort)                                                                    | Der am 4. April 2017 verlegte Stolperstein erinnert an Eugen Löwenstein, geboren am 6. Juni 1871 in Düsseldorf. Eugen Löwenstein entstammt einer jüdischen Juristenfamilie, sein Großcousin war der Berliner Anwalt Max Alsberg. Im Jahre 1888 zog die Familie Löwenstein nach Köln. Eugen Löwenstein studierte Rechtswissenschaften in Genf. Sein Referendarsexamen legte er am 28. Juni 1893 in Köln ab. Im folgenden Jahr promovierte er und bestand im März 1899 die Große Staatsprüfung. Am 9. August 1899 wurde er als Rechtsanwalt am Amts- und Landgericht Köln zugelassen. Am 21. September 1914 wurde Eugen Löwenstein zum Militärdienst einberufen. Für seine Verdienste wurde er mit dem Eisernen Kreuz II. Klasse ausgezeichnet. 1917 wurde er zum Justizrat ernannt. Verheiratet war Eugen Löwenstein seit dem 24. Oktober 1908 mit Paula Trier. 1909 wurde Tochter Hilde geboren und 1912 Sohn Hans Artur. Die Familie Löwenstein bewohnte die 2. Etage in der Riehler Straße 23. Als ehemaliger Frontkämpfer blieb seine Anwaltszulassung nach 1933 erhalten. Im März 1934 flüchteten Paula und Eugen Löwenstein illegal über die Grenze nach Belgien. Am 23. März 1934 wurde ihm daraufhin die Anwaltszulassung entzogen. Am 31. März 1934 erklärte Eugen Löwenstein seinen Verzicht auf Zulassung als Rechtsanwalt. Über Brüssel und Frankreich konnte die Familie Löwenstein nach England emigrieren, wo bereits eine Schwester seiner Frau lebte. Nach Kriegsausbruch wurde Eugen Löwenstein in England interniert, konnte aber durch Unterstützung von Verwandten nach Amerika ausreisen. Eugen Löwenstein starb 1942 in einem Krankenhaus in New York. |
| Stolperstein für Hans Artur Löwenstein (Riehler Straße 23) | Hier wohnte Hans Artur Löwenstein (Jahrgang 1912) Flucht 1936 USA | Riehler Str. 23 (Standort)                                                                    | Der am 4. April 2017 verlegte Stolperstein erinnert an Hans Artur Löwenstein, geboren 1912 in Köln. Hans Artur Löwenstein war der Sohn von Paula und Eugen Löwenstein und der Bruder von Hilde Domin. Hans Artur Löwenstein konnte mit Hilfe einer Bürgschaft von Verwandten 1936 in die USA emigrieren. |
| Stolperstein für Hildegard Dina Löwenstein (Hilde Domin) (Riehler Straße 23) | Hier wohnte Hildegard Dina Löwenstein (Jahrgang 1909) Hilde Domin Umzug Italien Ausgewiesen März 1939 England Dominikanische Republik                                                             | Riehler Str. 23 (Standort)                                                                    | Der am 4. April 2017 verlegte Stolperstein erinnert an Hildegard Dina Löwenstein, geboren am 27. Juli 1909 in Köln. |
| Stolperstein für Paula Löwenstein (Riehler Straße 23) | Hier wohnte Paula Löwenstein geb. Trier (Jahrgang 1882) Flucht 1933 Belgien, England, USA | Riehler Str. 23 (Standort)                                                                    | Der am 4. April 2017 verlegte Stolperstein erinnert an Paula Löwenstein (Geb Trier), geboren 1882 in Frankfurt am Main. Paula (auch: Pauline) Löwenstein war seit 24. Oktober 1908 die Ehefrau von Eugen Löwenstein. Tochter Hilde wurde 1909 und Sohn Hans Artur 1912 geboren. Paula und Eugen Löwenstein flüchteten 1934 über Belgien und Frankreich nach England. Nach Kriegsbeginn wurde Eugen Löwenstein zunächst in England interniert, beide konnte aber durch Unterstützung von Verwandten nach Amerika ausreisen. Eugen Löwenstein starb 1942 in einem Krankenhaus in New York. |
| Stolperstein für Rudolf Ferdinand Löwenstein (Neue Maastrichter Straße 3) | Hier wohnte Rudolf Ferdinand Löwenstein (Jahrgang 1916) Deportiert 1942 Theresienstadt Ermordet 9. März 1944 Auschwitz                                                                            | Neue Maastrichter Str. 3 (Standort)                                                           | Die Verlegung der Stolpersteine erfolgte im November 2000. Etwa zwei Jahre später stellten Unbekannte einen Straßenpoller aus Waschbeton auf die Verlegestelle. |
| Stolperstein für Rudolf Moritz Löwenstein (Vogelsanger Straße 1) | Hier lernte Dr. Rudolf Moritz Löwenstein (Jahrgang 1899) Deportiert 1943 Auschwitz Ermordet | Vogelsanger Str. 1 (Verlegestelle vor dem Gymnasium Kreuzgasse) (Standort)                    | Der am 19. März 2019 verlegte Stolperstein erinnert an Rudolf Moritz Löwenstein. Rudolf Löwenstein wurde am 21. März 1899 als Sohn des jüdischen Unternehmers Hermann Löwenstein und seiner Frau Alice, geb. Weiler in Köln geboren. Sein Vater war Geschäftsführer der Firma Leipziger & Co. Feld- und Industriebahnwerke. Rudolf Löwenstein besuchte das Gymnasium Kreuzgasse und machte hier 1918 sein Abitur. Nach Abschluss seines Jura-Studiums promovierte Rudolf Löwenstein und ließ sich in Berlin als Rechtsanwalt und Treuhänder nieder. Rudolf Löwenstein war seit Mai 1933 mit der in Frankfurt am Main geborenen Ida Helene Hannes (geb. 17. April 1907) verheiratet. Das Paar hatte zwei Töchter, Ulla Judith (geb. 12. Juni 1934) und Ruth (geb. 2. März 1937). 1939 wurde Rudolf Löwenstein verhaftet und im Polizeigefängnis in Berlin inhaftiert. Am 26. Februar 1943 wurde er, gemeinsam mit seiner Ehefrau und seinen Töchtern mit dem 30. Osttransport ins Konzentrations- und Vernichtungslager Auschwitz deportiert. Hier verliert sich seine Spur. Den Stolperstein stifteten Schüler und Schülerinnen des Gymnasiums Kreuzgasse. |
| Stolperstein für Wilhelm Hermann Löwenstein (Vogelsanger Straße 1) | Hier lernte Wilhelm Hermann Löwenstein (Jahrgang 1900) Deportiert 1941 Łódź/Litzmannstadt Ermordet 15. Januar 1942                                                                                | Vogelsanger Str. 1 (Verlegestelle vor dem Gymnasium Kreuzgasse) (Standort)                    | Der am 3. April 2017 verlegte Stolperstein erinnert an Wilhelm Hermann Löwenstein. Den Stolperstein stifteten Schüler und Schülerinnen des Gymnasiums Kreuzgasse. |
| Stolperstein für Matthias Luther (Krefelder Wall 28–30) | Hier wohnte Matthias Luther (Jahrgang 1916) Verschollen im Strafbataillon 999 | Krefelder Wall 28/30 (Standort)                                                               | Politisch Verfolgter |
| Stolperstein für Ida Mändle (Riehler Straße 21) | Hier wohnte Ida Mändle, geb. Luchs (Jahrgang 1901) Flucht 1940 Brasilien | Riehler Str. 21 (Standort)                                                                    | Der am 4. Oktober 2016 verlegte Stolperstein erinnert an Ida Mändle. |
| Stolperstein für Julius Mändle (Riehler Straße 21) | Hier wohnte und praktizierte Dr. Julius Mändle (Jahrgang 1899) 'Schutzhaft' 1938 Dachau Flucht 1940 Brasilien                                                                                     | Riehler Str. 21 (Standort)                                                                    | Der am 4. Oktober 2016 verlegte Stolperstein erinnert an Julius Mändle. |
| Stolperstein für Ruth Mändle (Riehler Straße 21) | Hier wohnte Ruth Mändle (Jahrgang 1931) Flucht 1940 Brasilien | Riehler Str. 21 (Standort)                                                                    | Der am 4. Oktober 2016 verlegte Stolperstein erinnert an Ruth Mändle. |
| Stolperstein für Ernst Meyer (Friesenplatz 12) | Hier wohnte Dr. Ernst Mayer (Jahrgang 1874) Deportiert 1942 Theresienstadt 1944 Auschwitz | Friesenplatz 12 (Standort)                                                                    | |
| Stolperstein für Elisabeth Mayer (Friesenplatz 12) | Hier wohnte Elisabeth Mayer, geb. Teusch (Jahrgang 1884) Deportiert 1942 Theresienstadt 1944 Auschwitz                                                                                            | Friesenplatz 12 (Standort)                                                                    | |
| | Hier lernte Elias Meites (Jahrgang 1904) Flucht Frankreich interniert Drancy deportiert 1942 Auschwitz ermordet 13.9.1942                                                                         | Vogelsanger Straße 1 (Verlegestelle vor dem Gymnasium Kreuzgasse) (Standort)                  | |
| Stolperstein für Hermann Hugo Mendel (Hohenzollernring 80) | Hier wohnte Hermann Hugo Mendel (Jahrgang 1884) Flucht 1939 Belgien Frankreich Interniert 1940 Gurs Deportiert 1942 Auschwitz Ermordet                                                            | Hohenzollernring 80 (Standort)                                                                | |
| Stolperstein für Rosalie Menkel (Gladbacher Straße 46) | Hier wohnte Rosalie Menkel, geb. Ferber (Jahrgang 1876) Deportiert 1941 Riga Für tot erklärt | Gladbacher Str. 46 (Standort)                                                                 | |
| Stolperstein für Berta Metzger (Hansaring 109) | Hier wohnte Berta Metzger (Jahrgang 1926) Deportiert 1941 Łódź Verschollen | Hansaring 109 (Standort)                                                                      | Die Stolpersteine am Hansaring 109 wurden im September 2004 massiv zerstört. Es erfolgte Anzeige bei der Polizei. Im Juni 2005 ersetzte Gunter Demnig die Steine. Nach neueren Informationen, welche zum Zeitpunkt der Stolpersteinverlegung nicht bekannt waren, wurde Berta Metzger nicht zusammen mit ihrer Familie nach Litzmannstadt (Łódź) deportiert, sondern konnte im August 1941 in die USA emigrieren. |
| Stolperstein für Blümchen Metzger (Hansaring 109) | Hier wohnte Blümchen Metzger (Jahrgang 1889) Deportiert 1941 Łódź ??? | Hansaring 109 (Standort)                                                                      | Die Stolpersteine am Hansaring 109 wurden im September 2004 massiv zerstört. Es erfolgte Anzeige bei der Polizei. Im Juni 2005 ersetzte Gunter Demnig die Steine. Nach neueren Informationen, welche zum Zeitpunkt der Stolpersteinverlegung nicht bekannt waren, wurde Blümchen Metzger im September 1942 von Litzmannstadt (Łódź) nach Kulmhof deportiert und dort ermordet. |
| Stolperstein für Ernst Metzger (Hansaring 109) | Hier wohnte Ernst Metzger (Jahrgang 1921) Deportiert 1941 Łódź Verschollen | Hansaring 109 (Standort)                                                                      | Die Stolpersteine am Hansaring 109 wurden im September 2004 massiv zerstört. Es erfolgte Anzeige bei der Polizei. Im Juni 2005 ersetzte Gunter Demnig die Steine. Nach neueren Informationen, welche zum Zeitpunkt der Stolpersteinverlegung nicht bekannt waren, wurde Ernst Metzger am 7. November 1941 aus dem Ghetto Litzmannstadt (Łódź) in ein Zwangsarbeitslager in der Region Posen verschleppt. Für den 1. Dezember 1942 ist sein Aufenthalt in einem Arbeitslager in Posen belegt. Sein weiteres Schicksal ist nicht bekannt. |
| Stolperstein für Max Metzger (Hansaring 109) | Hier wohnte Max Metzger (Jahrgang 1890) Deportiert 1941 Łódź Tot am 5. September 1942 | Hansaring 109 (Standort)                                                                      | Die Stolpersteine am Hansaring 109 wurden im September 2004 massiv zerstört. Es erfolgte Anzeige bei der Polizei. Im Juni 2005 ersetzte Gunter Demnig die Steine. |
| Stolperstein für Erich Meyer (Brabanter Straße 27) | Hier wohnte Erich Meyer (Jahrgang 1921) Deportiert 1941 Riga ??? Für tot erklärt | Brabanter Str. 27 (Standort)                                                                  | |
| | Hier lernte Hans Meyer (Jahrgang 1899) deportiert 1942 Maly Trostinec ermordet 24.7.1942 | Vogelsanger Str. 1 (Verlegestelle vor dem Gymnasium Kreuzgasse) (Standort)                    | |
| Stolperstein für Levi Meyer (Brabanter Straße 27) | Hier wohnte Levi Meyer (Jahrgang 1870) Deportiert 1942 Theresienstadt Tot 27. April 1944 | Brabanter Str. 27 (Standort)                                                                  | |
| | Hier lernte Dr. Otto Meyer (Jahrgang 1898) deportiert 1941 ódź/Litzmannstadt ermordet | Vogelsanger Straße 1 (Verlegestelle vor dem Gymnasium Kreuzgasse) (Standort)                  | |
| Stolperstein für Wilhelmine Meyer (Brabanter Straße 27) | Hier wohnte Wilhelmine Meyer, geb. David (Jahrgang 1881) Deportiert 1942 Theresienstadt 1944 Auschwitz Ermordet                                                                                   | Brabanter Str. 27 (Standort)                                                                  | |
| Stolperstein für Max Meyerbach (Hansaring 109) | Hier wohnte Max Meyerbach (Jahrgang 1894) Deportiert 1941 Riga Verschollen | Hansaring 109 (Standort)                                                                      | Die Stolpersteine am Hansaring 109 wurden im September 2004 massiv zerstört. Es erfolgte Anzeige bei der Polizei. Im Juni 2005 ersetzte Gunter Demnig die Steine. |
| Stolperstein für Ruth Meyerbach (Hansaring 109) | Hier wohnte Ruth Meyerbach, geb. Tobar (Jahrgang 1905) Deportiert 1941 Riga Für tot erklärt | Hansaring 109 (Standort)                                                                      | Die Stolpersteine am Hansaring 109 wurden im September 2004 massiv zerstört. Es erfolgte Anzeige bei der Polizei. Im Juni 2005 ersetzte Gunter Demnig die Steine. |
| Stolperstein für Flora Meyerfeld (Gilbachstraße 18) | Hier wohnte Flora Meyerfeld, geb. Levy (Jahrgang 1882) Deportiert 1941 Riga Ermordet | Gilbachstr. 18 (Standort)                                                                     | |
| Stolperstein für Max Meyerfeld (Gilbachstraße 18) | Hier wohnte Max Meyerfeld (Jahrgang 1878) Deportiert 1941 Riga Ermordet | Gilbachstr. 18 (Standort)                                                                     | |
| | Hier lernte Sally Michel (Jahrgang 1898) deportiert 1942 Theresienstadt 1944 Auschwitz ermordet                                                                                                   | Vogelsanger Straße 1 (Verlegestelle vor dem Gymnasium Kreuzgasse) (Standort)                  | |
| Stolperstein für Emilie Minden (Spichernstraße 57) | Hier wohnte Emilie Minden, geb. Marcus (Jahrgang 1885) Deportiert 1941 Łódź/Litzmannstadt Ermordet                                                                                                | Spichernstr. 57 (Standort)                                                                    | Der am 3. April 2017 verlegte Stolperstein erinnert an Emilie Minden. |
| Stolperstein für Gert Minden (Spichernstraße 57) | Hier wohnte Gert Minden (Jahrgang 1916) Flucht 1939 England | Spichernstr. 57 (Standort)                                                                    | Der am 3. April 2017 verlegte Stolperstein erinnert an Gert Minden. |
| Stolperstein für Hanne Lore Minden (Spichernstraße 57) | Hier wohnte Hanne Lore Minden (Jahrgang 1919) Flucht 1939 England | Spichernstr. 57 (Standort)                                                                    | Der am 3. April 2017 verlegte Stolperstein erinnert an Hanne Lore Minden. |
| Stolperstein für Markus Minden (Spichernstraße 57) | Hier wohnte Markus Minden (Jahrgang 1879) Deportiert 1941 Łódź/Litzmannstadt Ermordet | Spichernstr. 57 (Standort)                                                                    | Der am 3. April 2017 verlegte Stolperstein erinnert an Markus Minden. |
| Stolperstein für Rudi Minden (Spichernstraße 57) | Hier wohnte Rudi Minden (Jahrgang 1910) Flucht 1939 Belgien Interniert St. Cyprien Interniert Mechelen Befreit 1944                                                                               | Spichernstr. 57 (Standort)                                                                    | Der am 3. April 2017 verlegte Stolperstein erinnert an Rudi Minden. |
| Stolperstein für Prälat Otto Müller (Bernhard-Letterhaus-Straße 26) | Hier wohnte Prälat Otto Müller (Jahrgang 1870) Tot am 12. Oktober 1944 in Gestapohaft | Bernhard-Letterhaus-Str. 26 (Standort)                                                        | Der Stolperstein erinnert an Prälat Otto Müller, geboren am 9. Dezember 1870 in Eckenhagen. Monsignore Otto Müller war katholischer Priester und Widerstandskämpfer. Otto Müller wuchs in Essen und Mülheim an der Ruhr auf. Nach dem Abitur 1889 am Gymnasium in Mülheim an der Ruhr studierte er von 1889 bis 1894 katholische Theologie an der Rheinischen Friedrich-Wilhelms-Universität in Bonn. Dort wurde er Mitglied der katholischen Studentenverbindung K.D.St.V. Novesia Bonn im CV. 1894 empfing er in Köln die Priesterweihe. Im Jahre 1900 wurde Otto Müller Generalsekretär der katholischen Arbeitervereine der Erzdiözese Köln. 1904 wurde er an der Albert-Ludwigs-Universität Freiburg in Nationalökonomie zum Dr. rer. pol. promoviert. 1906 wurde Müller Diözesanpräses der Katholischen Arbeiter-Bewegung (KAB) in Köln und 1917 Verbandspräses der westdeutschen KAB. Ab 1927 engagierte er sich im Widerstand gegen den Nationalsozialismus. Es bestanden Verbindungen zum Kreisauer Kreis um Alfred Delp. Es bildete sich der Kölner Kreis mit Kontakten zur Widerstandsgruppe um Carl Friedrich Goerdeler. Nach dem Attentat auf Adolf Hitler am 20. Juli 1944 versteckte er sich in einem Kloster in Olpe, wurde ausfindig gemacht, von der Gestapo am 18. September 1944 verhaftet und im Gefängnis Berlin-Tegel inhaftiert. Am 12. Oktober 1944 starb Otto Müller im Staatskrankenhaus der Polizei in Berlin. |
| Stolperstein für Leo Nadolny (Weißenburgstraße 40) | Hier wohnte Leo Nadolny (Jahrgang 1919) Verhaftet 29. August 1938 Klingelpütz Erhängt aufgefunden 31. August 1938                                                                                 | Weißenburgstr. 40 (Standort)                                                                  | Verfolgt als Homosexueller |
| der Stolperstein für Albert Nathan | Hier wohnte Albert Nathan (Jahrgang 1893) 'Schutzhaft' 1938 Dachau deportiert 1941 Riga ermordet                                                                                                  | Neue Maastrichter Straße 21 (Standort)                                                        | |
| Stolperstein für Else Nathan (Brüsseler Straße 104) | Hier wohnte Else Nathan, geb. Lachs (Jahrgang 1895) Deportiert 1942 Theresienstadt Ermordet in Auschwitz                                                                                          | Brüsseler Str. 104 (Standort)                                                                 | Der am 1. Dezember 2010 verlegte Stolperstein erinnert an Else Nathan (geb. Lachs), geboren am 19. April 1895 in Hochkirchen. Else Lachs war die Tochter von Salomon und Clara Lachs (geb. Kiefer). Als Krankenschwester im jüdischen Krankenhaus in Ehrenfeld lernte sie den verwitweten Julius Nathan kennen und heiratete ihn im März 1942. Gemeinsam lebten sie 1942 im Ghettohaus St.-Apern-Straße 29–31. Von dort aus wurde sie mit Transport III/6 am 25./26. September 1942 in das Ghetto Theresienstadt deportiert und von dort am 23. Oktober 1944 in das Vernichtungslager Auschwitz. |
| Stolperstein für Emanuel Mannheim (Neusser Wall 42) | Hier wohnte Emanuel Mannheim Nathan (Jahrgang 1883) Deportiert 1943 Theresienstadt Tot 1943 | Neusser Wall 42 (Standort)                                                                    | |
| der Stolperstein für Henriette Nathan | Hier wohnte Henriette Nathan, geb. Horn (Jahrgang 1893) deportiert 1941 Riga ermordet | Neue Maastrichter Straße 21 (Standort)                                                        | |
| Stolperstein für Julius Nathan (Brüsseler Straße 104) | Hier wohnte Julius Nathan (Jahrgang 1882) Deportiert 1942 Theresienstadt Ermordet 1944 in Auschwitz                                                                                               | Brüsseler Str. 104 (Standort)                                                                 | Der am 1. Dezember 2010 verlegte Stolperstein erinnert an Julius Nathan, geboren am 18. September 1882 in Mainz. Der kaufmännische Angestellte Julius Nathan war der Sohn von Hermann und Hannchen (Johanna) Nathan (geb. Morgenthau). In erster Ehe war er mit Rosalie Rosendahl, geboren 1879 in Gangelt verheiratet. Gemeinsam hatten sie zwei Söhne Herbert (geb. 1912) und Rudolf (geb. 1915). Sohn Herbert konnte 1937, als Mitglied eines jüdischen Jugendvereines, nach Palästina auswandern. Sohn Rudolf gelang die Auswanderung zunächst nicht und er wurde Während der Novemberpogrome 1938 verhaftet und in das KZ Dachau verschleppt. Nach seiner Entlassung emigrierte er nach Dänemark. Als die deutsche Wehrmacht 1940 das Land besetzte, flüchtete er nach Schweden. Julius und Rosalie Nathan war eine Auswanderung nicht möglich. Julius Nathan übernahm, vermutlich Ende 1939, die Betreuung des „jüdischen Altersheims“ Lützowstraße 39. Seine Frau Rosalie starb im Juli 1941 im jüdischen Krankenhaus in Ehrenfeld. Dort lernte er die Krankenschwester Else Lachs, geboren am 19. April 1895, kennen. Sie heirateten im März 1942. Gemeinsam lebten sie 1942 im Ghettohaus St.-Apern-Straße 29–31. Von dort aus wurden sie mit dem Transport III/6 am 25./26. September 1942 in das Ghetto Theresienstadt deportiert und von dort am 23. Oktober 1944 in das Vernichtungslager Auschwitz. |
| | Hier lernte Otto Nathan (Jahrgang 1908) Flucht 1933 Frankreich interniert Drancy deportiert 1942 Auschwitz ermordet 27.7.1942                                                                     | Vogelsanger Straße 1 (Verlegestelle vor dem Gymnasium Kreuzgasse) (Standort)                  | |
| Stolperstein für Johanna Neumann (Moltkestraße 135) | Hier wohnte Johanna Neumann, geb. Rosenthal (Jahrgang 1890) Deportiert 1942 Theresienstadt 1944 Auschwitz Ermordet                                                                                | Moltkestr. 135 (Standort)                                                                     | Der am 23. November 2017 verlegte Stolperstein erinnert an Johanna Neumann (geb. Rosenthal), geboren am 3. Juni 1890 in Köln. Johanna Neumann war die Tochter von Leopold und Henriette Rosenthal (geb. Struch). Johanna Neumann wurde gemeinsam mit ihrem Ehemann Moses Moritz Neumann am 19. September 1942, mit dem Transport III/5 in das Ghetto Theresienstadt deportiert. In der Transportliste wurde ihre Adresse mit Horst Wesselplatz 14 (heute Rathenauplatz) eingetragen. Am 19. Oktober 1944 wurden sie in das Konzentrations- und Vernichtungslager Auschwitz verbracht. Dort verliert sich ihre Spur... Beide Eheleute wurden für tot erklärt. Sohn Siegbert überlebte den Holocaust. |
| Stolperstein für Moses Moritz Neumann (Moltkestraße 135) | Hier wohnte Moses Moritz Neumann (Jahrgang 1889) Deportiert 1942 Theresienstadt 1944 Auschwitz Ermordet                                                                                           | Moltkestr. 135 (Standort)                                                                     | Der am 23. November 2017 verlegte Stolperstein erinnert an Moses Moritz Neumann, geboren am 21. Februar 1889 in Kleinsteinach. Moses Moritz Neumann war der Sohn von David und Sophie Neumann (geb. Reinhold). Moses Moritz Neumann wurde gemeinsam mit seiner Ehefrau Johanna Neumann am 19. September 1942, mit dem Transport III/5 in das Ghetto Theresienstadt deportiert. In der Transportliste wurde ihre Adresse mit Horst Wesselplatz 14 (heute Rathenauplatz) eingetragen. Am 19. Oktober 1944 wurden sie in das Konzentrations- und Vernichtungslager Auschwitz verbracht. Dort verliert sich ihre Spur... Beide Eheleute wurden für tot erklärt. Sohn Siegbert überlebte den Holocaust. |
| Stolperstein für Max Neuwald (Lütticher Straße 27) | Hier wohnte Max Neuwald (Jahrgang 1884) Deportiert Auschwitz ??? | Lütticher Str. 27 (Standort)                                                                  | |
| Stolperstein für Liselotte Nienaber (Herwarthstraße 3) | Hier wohnte Liselotte Nienaber, geb. Heiser (Jahrgang 1911) Verweigert den Zwangsnamen Sara Versteckt überlebt                                                                                    | Herwarthstr. 3 (Standort)                                                                     | Der am 19. April 2018 verlegte Stolperstein erinnert an Liselotte Nienaber (geb. Heiser), geboren am 5. August 1911 in Köln. Liselotte (auch Lotte genannt) Heiser war die Tochter von Josef und Paula Heiser (geb. Stern). Liselottes Vater verstarb am 17. August 1939 im jüdischen Krankenhaus in Köln-Ehrenfeld. Ihre Mutter wurde am 30. Oktober 1941 in das Ghetto Litzmannstadt (Łódź) deportiert und im September 1942 in das Vernichtungslager Kulmhof verbracht. Dort starb sie am 12. September 1941. Liselotte war mit dem nicht jüdischen Kaufmann Hans Nienaber aus Düsseldorf verheiratet. Liselotte weigerte sich den Zwangsnamen Sara anzunehmen, worauf im Juni 1941 ein Strafverfahren am Amtsgericht Düsseldorf gegen sie eingeleitet wurde. Liselotte tauchte daraufhin bei ihrer Schwiegermutter in Duisburg unter. Gegen Kriegsende versteckte sie sich in Bergheim bei einer Familie Prott und überlebte den Holocaust. Liselotte Nienaber starb am 25. Mai 1986 in Neuwied. |
| Stolperstein für Bendix Nussbaum (Spichernstraße 57) | Hier wohnte Bendix Nussbaum (Jahrgang 1876) Flucht 1938 Holland Interniert Vught Deportiert 1943 Auschwitz Ermordet 31. Januar 1944                                                               | Spichernstr. 57 (Standort)                                                                    | Der am 4. Oktober 2016 verlegte Stolperstein erinnert an Bendix Nussbaum. |
| Stolperstein für Dora Nussbaum (Spichernstraße 57) | Hier wohnte Dora Nussbaum, geb. Löwenberg (Jahrgang 1887) Flucht 1938 Holland Interniert Vught Deportiert 1943 Auschwitz Ermordet 31. Januar 1944                                                 | Spichernstr. 57 (Standort)                                                                    | Der am 4. Oktober 2016 verlegte Stolperstein erinnert an Dora Nussbaum. |
| Stolperstein für Gretel Nussbaum (Spichernstraße 57) | Hier wohnte Gretel Nussbaum, verh. Strauss (Jahrgang 1911) Flucht 1935 Holland Interniert Vught Deportiert 1943 Auschwitz Ermordet 31. Januar 1944                                                | Spichernstr. 57 (Standort)                                                                    | Der am 4. Oktober 2016 verlegte Stolperstein erinnert an Gretel Nussbaum. |
| Stolperstein für Michael Oppenheimer (Hülchrather Straße 6) | Hier wohnte Dr. Michael Oppenheimer (Jahrgang 1904) Deportiert 1941 Riga Für tot erklärt | Hülchrather Str. 6 (Standort)                                                                 | |
| Stolperstein für Johanna Oppenheimer (Hülchrather Straße 6) | Hier wohnte Johanna Oppenheimer, geb. Lieblich (Jahrgang 1908) Deportiert 1941 Riga Für tot erklärt                                                                                               | Hülchrather Str. 6 (Standort)                                                                 | |
| Stolperstein für Ruth Oppenheimer (Hülchrather Straße 6) | Hier wohnte Ruth Oppenheimer (Jahrgang 1936) Deportiert 1941 Riga Für tot erklärt | Hülchrather Str. 6 (Standort)                                                                 | |
| Stolperstein für Elisabeth Oster (Blumenthalstraße 15) | Hier wohnte Elisabeth Oster, geb. Haas (Jahrgang 1899) Deportiert 1941 Łódź/Litzmannstadt Ermordet 1944 Auschwitz                                                                                 | Blumenthalstr. 15 (Standort)                                                                  | Der am 4. April 2017 neu verlegte Stolperstein erinnert an Elisabeth Oster. |
| Stolperstein für Heinz Adolf Oster (Blumenthalstraße 15) | Hier wohnte Heinz Adolf Oster (Jahrgang 1928) Deportiert 1941 Łódź/Litzmannstadt 1944 Auschwitz 1945 Buchenwald Befreit                                                                           | Blumenthalstr. 15 (Standort)                                                                  | Der am 4. April 2017 verlegte Stolperstein erinnert an Heinz Adolf Oster. |
| Stolperstein für Isidor Oster (Blumenthalstraße 15) | Hier wohnte Isidor Oster (Jahrgang 1887) Deportiert 1941 Łódź Tot am 13. Juli 1942 | Blumenthalstr. 15 (Standort)                                                                  | |
| Stolperstein für Jakobine Oster (Weißenburgstraße 05) | Hier wohnte Jakobine Oster (Jahrgang 1896) Deportiert 1941 Riga Ermordet | Weißenburgstr. 5 (Standort)                                                                   | |
| Stolperstein für Paul Patzauer (Maastrichter Straße 21) | Hier wohnte Paul Patzauer (Jahrgang unbekannt) Deportiert Theresienstadt Tod am 14. August 1944                                                                                                   | Maastrichter Str. 21 (Standort)                                                               | Der Stolperstein erinnert an Paul Patzauer, geboren am 26. August 1878 in Warschau. Paul Patzauer wurde am 1. August 1943 mit dem Transport III/9 in das Ghetto Theresienstadt deportiert. In der Transportliste wurde Paul Patzauer als „staatenlos“ und „geschieden“ eingetragen. Paul Patzauer starb am 11. Mai 1944 im Ghetto Theresienstadt. |
| Stolperstein für Ernst Hermann Pelzer (Vogelsanger Straße 1) | Hier lernte Ernst Hermann Pelzer (Jahrgang 1896) Deportiert 1941 Łódź/Litzmannstadt Ermordet 6. Dezember 1942                                                                                     | Vogelsanger Str. 1 (Verlegestelle vor dem Gymnasium Kreuzgasse) (Standort)                    | Der am 3. April 2017 verlegte Stolperstein erinnert an Ernst Hermann Pelzer. Den Stolperstein stifteten Schüler und Schülerinnen des Gymnasiums Kreuzgasse. |
| | Hier lernte<vr />Dr. Ludwig Salomon Pincus (Jahrgang 1909) gedemütigt/entrechtet Flucht 1934 Holland Flucht in den Tod 15. Mai 1940                                                               | Vogelsanger Str. 1 (Verlegestelle vor dem Gymnasium Kreuzgasse) (Standort)                    | |
| Stolperstein für Benjamin Polak (Spichernstraße 08) | Hier wohnte Benjamin Polak (Jahrgang 1872) Deportiert 1942 Theresienstadt Ermordet 10. Juli 1942                                                                                                  | Spichernstr. 8 (Standort)                                                                     | Der am 22. Oktober 2015 verlegte Stolperstein erinnert an Benjamin Polak, geboren am 27. Juni 1872 in Weener. Benjamin Karl Polak war der Sohn von Nathan und Therese Polak (geb. van Cleef) und war mit Emmy Polak (geb. Elsberg) verheiratet. Gemeinsam mit ihrem Sohn Helmuth wurden Benjamin und Emmy Polak im Fort V Müngersdorf interniert und von dort aus mit dem 1. Kölner Transport III/1 am 15. Juni 1942 in das Ghetto Theresienstadt deportiert. Dort starb Benjamin Polak am 10. Juli 1942. |
| Stolperstein für Emmy Polak (Spichernstraße 08) | Hier wohnte Emmy Polak, (geb. Elsberg) (Jahrgang 1885) Deportiert 1942 Ermordet in Theresienstadt                                                                                                 | Spichernstr. 8 (Standort)                                                                     | Der am 22. Oktober 2015 verlegte Stolperstein erinnert an Emmy Polak (geb. Elsberg), geboren am 9. März 1885 in Warendorf. Emmy Polak war die Tochter von Ludger und Johanna Elsberg (geb. Isaacson) und war mit Benjamin Polak verheiratet. Gemeinsam mit ihrem Sohn Helmuth wurden Benjamin und Emmy Polak im Fort V Müngersdorf interniert und von dort aus mit dem 1. Kölner Transport III/1 am 15. Juni 1942 in das Ghetto Theresienstadt deportiert. Dort starb Emmy Polak am 10. März 1944. |
| Stolperstein für Helmuth Polak (Spichernstraße 8) | Hier wohnte Helmuth Polak (Jahrgang 1923) Deportiert 1942 Theresienstadt Ermordet 16. Oktober 1942                                                                                                | Spichernstr. 8 (Standort)                                                                     | Der am 22. Oktober 2015 verlegte Stolperstein erinnert an Helmuth Polak, geboren am 27. Dezember 1923 in Emden. Der Schlosser Helmut(h) Polak war der Sohn von Benjamin und Emmy Polak (geb. Elsberg). Gemeinsam mit seinen Eltern wurde Helmuth Polak im Fort V Müngersdorf interniert und von dort aus mit dem 1. Kölner Transport III/1 am 15. Juni 1942 in das Ghetto Theresienstadt deportiert. Dort starb Helmuth Polak am 16. Oktober 1942. |
| der Stolperstein für Ksiel Carl Puderbeutel | Hier wohnte Ksiel Carl Puderbeutel (Jahrgang 1898) Flucht 1938 USA | Venloer Straße 24 (Standort)                                                                  | |
| der Stolperstein für Schisre Susi Puderbeutel | Hier wohnte Schisre Susi Puderbeutel (Jahrgang 1898) Flucht 1938 USA | Venloer Straße 24 (Standort)                                                                  | |
| der Stolperstein für Zilli Puderbeutel | Hier wohnte Zilli Puderbeutel, geb. Günsberg (Jahrgang 1901) Flucht 1938 USA | Venloer Straße 24 (Standort)                                                                  | |
| Stolperstein für Adolf Ranzenberg (Melchiorstraße 25) | Hier wohnte Adolf Ranzenberg (Jahrgang 1872) Deportiert 1942 Theresienstadt Tot am 7. Februar 1945                                                                                                | Melchiorstr. 25 (Standort)                                                                    | |
| Stolperstein für Edmund Karl Wilhelm Ranzenberg (Melchiorstraße 25) | Hier wohnte Edmund Karl Wilhelm Ranzenberg (Jahrgang 1915) Deportiert 1941 Riga Für tot erklärt                                                                                                   | Melchiorstr. 25 (Standort)                                                                    | |
| Stolperstein für Erika Jenny Ranzenberg (Melchiorstraße 25) | Hier wohnte Erika Jenny Ranzenberg, geb. Laschat (Jahrgang 1918) Deportiert 1941 Riga Stutthof Für tot erklärt                                                                                    | Melchiorstr. 25 (Standort)                                                                    | |
| Stolperstein für Isaak Ranzenberg (Melchiorstraße 25) | Hier wohnte Isaak Ranzenberg (Jahrgang 1915) Deportiert 1941 Riga Ermordet | Melchiorstr. 25 (Standort)                                                                    | |
| Stolperstein für Rosa Ranzenberg (Melchiorstraße 25) | Hier wohnte Rosa Ranzenberg, geb. Jansen (Jahrgang 1878) Deportiert 1942 Theresienstadt Ermordet 19. Dezember 1942                                                                                | Melchiorstr. 25 (Standort)                                                                    | |
| Stolperstein für Berthold Reichenberg (Maastrichter Straße 43) | Hier wohnte Berthold Reichenberg (Jahrgang 1908) ′Schutzhaft′ 1938 Dachau Deportiert 1941 Łódź/Litzmannstadt 1943 Auschwitz Tot 12. März 1945 Flossenbürg                                         | Maastrichter Str. 43 (Standort)                                                               | |
| Stolperstein für Heinrich Reichenberg (Maastrichter Straße 43) | Hier wohnte Heinrich Reichenberg (Jahrgang 1936) Deportiert 1941 Ermordet in Łódź | Maastrichter Str. 43 (Standort)                                                               | |
| Stolperstein für Renate Reichenberg (Maastrichter Straße 43) | Hier wohnte Renate Reichenberg, geb. Weil (Jahrgang 1900) Deportiert 1941 Łódź/Litzmannstadt Ermordet September 1942 Chelmno/Kulmhof                                                              | Maastrichter Str. 43 (Standort)                                                               | |
| Stolperstein Dr. Bruno Reinemund | Hier wohnte Dr. Bruno Reinemund (Jahrgang 1901) Berufsverbot 1933 Flucht 1937 USA | Am Zuckerberg 5-7 (Standort)                                                                  | |
| Stolperstein Georg Reinemund | Hier wohnte Georg Reinemund (Jahrgang 1931) Flucht 1937 USA | Am Zuckerberg 5-7 (Standort)                                                                  | |
| Stolperstein Gerda Reinemund | Hier wohnte Gerda Reinemund (Jahrgang 1932) Flucht 1937 USA | Am Zuckerberg 5-7 (Standort)                                                                  | |
| Stolperstein Ilse Reinemund | Hier wohnte Ilse Reinemund, geb. Elkan (Jahrgang 1907) Flucht 1937 USA | Am Zuckerberg 5-7 (Standort)                                                                  | |
| Stolperstein für Hans Rollmann (Vogelsanger Straße 1) | Hier lernte Hans Rollmann (Jahrgang 1877) Flucht 1935 Schweiz Belgien Frankreich Flucht in den Tod 25. Mai 1940 Calais                                                                            | Vogelsanger Str. 1 (Verlegestelle vor dem Gymnasium Kreuzgasse) (Standort)                    | Der am 26. April 2016 verlegte Stolperstein erinnert an Hans Rollmann, geboren am 10. August 1877 in Köln. Hans Rollmann war ein Kölner Schuhfabrikant. 1911 übernahm Rollmann die elterliche Schuhfabrik Rollmann & Mayer und gründete 1921 mit zwei Partnern die Schuhfabrik Romika. Hans Rollmann war seit 1909 mit Marie Hertz verheiratet, gemeinsam hatte das Ehepaar drei Söhne. Als Angehörige der jüdischen Religion wurden sie von den Nationalsozialisten diskriminiert, verfolgt und enteignet. 1935 zunächst nach Belgien geflohen, nach Einmarsch der Wehrmacht in Belgien, Flucht nach Frankreich. Das Ehepaar wählte nach Einmarsch der Wehrmacht in Frankreich am 25. Mai 1940 den Freitod. Die Söhne konnten in die USA emigrieren. Für Hans Rollmann und seine Frau Marie wurden weitere Stolpersteine an ihrer ehemaligen Wohnadresse Pferdmengesstraße 25 verlegt. |
| Stolperstein für Richard Rosendahl (Vogelsanger Straße 1) | Hier lernte Richard Rosendahl (Jahrgang 1915) Verhaftet 1934 'Vorbereitung zum Hochverrat' Gefängnis Münster Herford / Siegburg Deportiert 1943 Łódź/Litzmannstadt Auschwitz Befreit / Überlebt   | Vogelsanger Str. 1 (Verlegestelle vor dem Gymnasium Kreuzgasse) (Standort)                    | Der am 31. März 2014 verlegte Stolperstein erinnert an Richard Rosendahl, geboren 1915. Nach seinem Abitur am Gymnasium Kreuzgasse schloss er sich, gemeinsam mit Gottfried Ballin, der Sozialistischen Arbeiterpartei Deutschlands an und verteilten Flugblätter im Widerstand gegen das NS-Regime. 1934 geriet Richard Rosendahl in eine Falle der Gestapo und die Gruppe flog auf. Richard Rosendahl wurde gefoltert und misshandelt und zu zehn Jahren Zuchthaus verurteilt. 1943 wurde er in das Konzentrationslager Auschwitz deportiert und überlebte die KZ-Haft. Einige Jahre nach dem Krieg wurde Richard Rosendahl rehabilitiert und erhielt erst 1969 eine Wiedergutmachung für die erlittenen Misshandlungen. Der Steuerfachprüfer Richard Rosendahl starb 1972 in Herne. |
| Stolperstein für Henriette Rosenthal (Genter Straße 1) | Hier wohnte Henriette Rosenthal, geb. Struch (Jahrgang 1864) Deportiert 1942 Theresienstadt Ermordet 29. Januar 1943                                                                              | Genter Str. 1 (Standort)                                                                      | Der am 23. November 2017 verlegte Stolperstein erinnert an Henriette Rosenthal (geb. Struch), geboren am 27. Mai 1864 in Rheydt. Henriette Rosenthal war die Tochter von Jacob und Theresia Struch (geb. Klein). Verheiratet war sie mit Leopold Rosenthal, gemeinsam hatten sie Tochter Johanna (verheiratete Neumann). Die Witwe Henriette Rosenthal wurde am 15. Juni 1942 mit dem 1. Kölner Transport III/1 in das Ghetto Theresienstadt deportiert. In der Transportliste wurde als Wohnadresse Cäcilienstraße 18 angegeben. Henriette Rosenthal starb am 29. Januar 1943 im Ghetto Theresienstadt. |
| Stolperstein für Agnes Roseno (Bismarckstraße 5) | Hier wohnte Agnes Roseno, geb. Bendix (Jahrgang 1906) Flucht 1936 USA | Bismarckstr. 5 (Standort)                                                                     | Der am 19. April 2018 verlegte Stolperstein erinnert an Agnes Roseno (geb. Bendix), geboren 1906. Agnes Bendix wurde als erstes Kind von Hedwig Bendix und dem Arzt Ernst Bendix 1906 in Köln geboren. Ihr Vater war Facharzt für Innere Medizin und arbeitete bis zur Machtergreifung durch die Nationalsozialisten als Chefarzt am Evangelischen Krankenhaus in Köln-Kalk. Agnes heiratete 1931 den Urologen Alfred Roseno. Sie studierte Literaturwissenschaften und promovierte 1933 in Würzburg über Die Entwicklung der Brieftheorie von 1655 bis 1709. Während ihr 1936 mit ihrem Mann und ihrer einjährigen Tochter die Auswanderung in die Vereinigten Staaten gelingt, erträgt ihr Vater die Ausgrenzung und Demütigung nicht und begeht Selbstmord. Ihrem drei Jahre jüngeren Bruder Max Gerald Bendix, der, wie sein Vater, als Arzt tätig war, gelingt ebenfalls die Flucht in die Vereinigten Staaten. |
| Stolperstein für Alfred Roseno (Bismarckstraße 5) | Hier wohnte und praktizierte Alfred Roseno (Jahrgang 1896) Flucht 1936 USA | Bismarckstr. 5 (Standort)                                                                     | Der am 19. April 2018 verlegte Stolperstein erinnert an Alfred Roseno, geboren am 31. Juli 1896 in Hamburg. Alfred Roseno wird als zweitjüngstes Kind von Sara und Ismar Roseno geboren. Alfred Roseno studierte in Berlin, München, Rostock und Gießen Medizin und promovierte 1920 an Medizinischen Fakultät der Albert-Ludwigs-Universität in Freiburg. In den 1920er Jahren spezialisierte er sich auf die Behandlung von Nierenkrankheiten und forschte zur Darstellung der ableitenden Harnwege mit Kontrastmitteln. Ende der 1920er Jahre kommt er nach Köln und arbeitete seit 1930 als Chefarzt im Israelitischen Asyl in Neuehrenfeld. 1936 emigrierte er mit seiner Familie in die Vereinigten Staaten. In New York setzte er seine berufliche Laufbahn bis zu seinem Tode im Januar 1965 fort. |
| Stolperstein für Susanne Roseno (Bismarckstraße 5) | Susanne Roseno (Jahrgang 1935) Flucht 1936 USA | Bismarckstr. 5 (Standort)                                                                     | Der am 19. April 2018 verlegte Stolperstein erinnert an Susanne Roseno, geboren 1935 in Köln. Gemeinsam mit ihren Eltern Alfred und Agnes Roseno emigrierte die Susanne 1936 in die Vereinigten Staaten. Bei der Einreise änderte sie ihren Vornamen in Susan. Nach der Emigration lebte sie in New York. |
| Stolperstein für Carl Rosenwald (Antwerpener Straße 32) | Hier wohnte Carl Rosenwald (Jahrgang 1879) Deportiert 1941 Riga Ermordet | Antwerpener Str. 32 (Verlegestelle Antwerpener Straße 28–32) (Standort)                       | Der am 19. April 2018 verlegte Stolperstein erinnert an Carl Rosenwald, geboren am 18. November 1872 in Köln. Carl (auch Karl) Rosenwald war der Sohn von Joseph und Adele Rosenwald (geb. Löb) und der Bruder von Olga Fanny Auerbach. Carl Rosenwald war mit Johanna Ledermann verheiratet. Gemeinsam hatten sie Tochter Liesel und Sohn Fritz. Sohn Fritz (später Fred) konnte 1938 in die USA emigrieren. Die Eltern wurden, gemeinsam mit Tochter Liesel, am 7. Dezember 1941 mit dem III. Transport in das Ghetto Riga deportiert. In der Transportliste wurde als Wohnadresse „Bismarckstraße 10“ und als Beruf „Kaufmann“ vermerkt. Im Ghetto Riga verliert sich die Spur von Carl Rosenwald. |
| Stolperstein für Fritz Rosenwald (Antwerpener Straße 32) | Hier wohnte Fritz Rosenwald (Jahrgang 1915) Flucht 1938 USA | Antwerpener Str. 32 (Verlegestelle Antwerpener Straße 28–32) (Standort)                       | Der am 19. April 2018 verlegte Stolperstein erinnert an Fritz Rosenwald, geboren am 11. Mai 1915 in Köln. Fritz Rosenwald war der Sohn von Carl und Johanna Rosenwald und der Bruder von Liesel Rosenwald. Fritz Rosenwald konnte 1938 an Bord der Manhattan in die USA emigrieren. Er änderte seinen Namen in „Fred“ und ließ sich in New York nieder. Er versuchte vergeblich ein Visum für seine Schwester Liesel, für ihre Ausreise in die USA, zu erhalten. Liesel Rosenwald wurde, gemeinsam mit ihren Eltern, am 7. Dezember 1941 mit dem III. Transport in das Ghetto Riga deportiert. Dort starben ihre Eltern. Schwester Liesel starb im Januar 1945 im KZ Stutthof. Fred Rosenwald überlebte den Holocaust und starb 1992. |
| Stolperstein für Johanna Rosenwald (Antwerpener Straße 32) | Hier wohnte Johanna Rosenwald (Jahrgang 1870) Deportiert 1941 Riga Ermordet | Antwerpener Str. 32 (Verlegestelle Antwerpener Straße 28–32) (Standort)                       | Der am 19. April 2018 verlegte Stolperstein erinnert an Johanna Rosenwald (geb. Ledermann), geboren am 26. August 1890 in Meiningen. Johanna Ledermann war die Tochter von Moritz und Lina Ledermann. Verheiratet war sie mit Carl Rosenwald. Gemeinsam hatten sie Tochter Liesel und Sohn Fritz. Sohn Fritz (später Fred) konnte 1938 in die USA emigrieren. Die Eltern wurden, gemeinsam mit Tochter Liesel, am 7. Dezember 1941 mit dem III. Transport in das Ghetto Riga deportiert. In der Transportliste wurde als Wohnadresse „Bismarckstraße 10“ und als Beruf „Heimarbeiterin“ vermerkt. Im Ghetto Riga verliert sich die Spur von Johanna Rosenwald. |
| Stolperstein für Liesel Rosenwald (Antwerpener Straße 32) | Hier wohnte Liesel Rosenwald (Jahrgang 1914) Deportiert 1941 Riga Ermordet 6. Januar 1945 Stutthof                                                                                                | Antwerpener Str. 32 (Verlegestelle Antwerpener Straße 28–32) (Standort)                       | Der am 19. April 2018 verlegte Stolperstein erinnert an Liesel Rosenwald, geboren am 3. Juni 1914 in Köln. Liesel Rosenwald war die Tochter von Carl und Johanna Rosenwald und die Schwester von Fritz Rosenwald. Bruder Fritz (später Fred) konnte 1938 in die USA emigrieren. Liesel Rosenwald wurde, gemeinsam mit ihren Eltern, am 7. Dezember 1941 mit dem III. Transport in das Ghetto Riga deportiert. In der Transportliste wurde als Wohnadresse „Bismarckstraße 10“ und als Beruf „Näherin“ vermerkt. Liesel Rosenwald starb am 6. Januar 1945 im KZ Stutthof. |
| Stolperstein für Josef Roters Riehler Str. 49 | Hier wohnte Dr. Josef Roters (Jahrgang 1889) Verhaftet 26.7.1937 1938 KZ Buchenwald Ermordet 12.7.1942                                                                                            | Riehler Str. 59 (Standort)                                                                    | Der Stolperstein erinnert an Dr. Josef Roters, geboren 12. Dezember 1889 in Coesfeld. Er war das jüngste von acht Kindern des Geheimrats Professor Wilhelm Roters (* 1850 Coesfeld, † 1941 ebd.), eines Lehrers am Gymnasium Nepomucenum, und seiner Frau Luise geb. Werra († 1910 Coesfeld) und wurde auf die Vornamen Gerhard Joseph Amalia Maria katholisch getauft. Nach der Reifeprüfung am Gymnasium Nepomucenum im Jahre 1908 studierte er Nationalökonomie an den Universitäten Münster, Bonn und Köln, was 1912 durch Ableistung des Militärdienstes unterbrochen wurde. Im Ersten Weltkrieg erlitt er eine schwere Verletzung am rechten Arm. 1920 wurde er an der Universität zu Köln promoviert. Verheiratet war er mit Therese geb. Talage († 1951); die Eheleute hatten drei Kinder. Ab 1925 war Roters Mitinhaber des Bankhauses „Prym & Cie.“ in Köln. Als solcher gewährte er Johanna Grohé, der Frau von Josef Grohé, des Gauleiters von Köln-Aachen, einen Kredit. Sie wollte ihn später zu einem nicht verabredeten, niedrigeren Zins zurückzahlen, was Roters ablehnte. Daraufhin setzte in der NS-treuen Zeitung, dem Westdeutschen Beobachter, eine Schmutzkampagne gegen ihn ein. 1936 wurde ihm sein Doktorgrad entzogen. Er versuchte einige Jahre, sich gerichtlich gegen die Hetze zur Wehr zu setzen, wurde aber 1937 aufgrund einer Denunziation verhaftet, wonach er gegen das Heimtückegesetz verstoßen habe. Das Verfahren wurde eingestellt, jedoch wurde Roters 1938 in „Schutzhaft“ genommen. Er wurde ins KZ Buchenwald verschleppt, wo er 1942 ermordet wurde. Die Asche des Ermordeten wurde der Familie übergeben. Der damalige Pfarrer der Agneskirche war jedoch nicht bereit war, ihn auf dem Melaten-Friedhof bestatten zu lassen, da Feuerbestattungen zu jener Zeit von der katholischen Kirche abgelehnt wurden. Einige Gemeindemitglieder sorgten schließlich auf eigene Initiative dafür, dass Josef Roters auf Melaten beerdigt werden konnte. Der Stolperstein wurde am 16. Juni 2025 verlegt. |
| Stolperstein für Hugo Rothenberg (Neusser Straße 55) | Hier wohnte Hugo Rothenberg (Jahrgang 1875) Gedemütigt / Entrechtet Flucht in den Tod 19. Januar 1939                                                                                             | Neusser Str. 55 (Standort)                                                                    | Der am 22. Oktober 2015 verlegte Stolperstein erinnert an Hugo Rothenberg, geboren 1875. |
| Stolperstein für Albert Ruben (Sudermanstraße 3) | Hier wohnte und arbeitete Albert Ruben (Jahrgang 1875) Deportiert 1941 Łódź/Litzmannstadt Ermordet Mai 1942 Chelmno/Kulmhof                                                                       | Sudermanstr. 3 (Standort)                                                                     | Der am 10. September 2018 verlegte Stolperstein erinnert an Albert Ruben, geboren am 4. Juli 1875 Bruttig. Der Kaufmann Albert Ruben war der Sohn von Rudolf und Sara Ruben (geb. Kaufmann). Albert Ruben war mit Klara Bodenheimer verheiratet. Gemeinsam wurden sie, aus dem „Ghettohaus“ Sedanstraße 29, am 22. Oktober 1941 mit dem 8. Kölner Transport in das Ghetto Litzmannstadt (Łódź) deportiert. Von dort aus wurden sie am 6. Mai 1942 in das Vernichtungslager Kulmhof verbracht. Dort verliert sich ihre Spur. Der Stolperstein für Albert Ruben wurde ursprünglich 2001 und 2007 vor dem „Ghettohaus“ Sedanstraße 29 (Köln-Neustadt-Nord) verlegt, beide Stolpersteine wurden kurz nach der Verlegung von Unbekannten herausgebrochen und durch eine Gehwegplatte ersetzt. Am 10. September 2018 wurde ein neuer Stolperstein vor dem ehemaligen Wohnhaus Sudermanstraße 3 neu verlegt. |
| Stolperstein Elisabeth Ruben | Hier wohnte Elisabeth Ruben, geb. Gasten (Jahrgang 1888) ausgegrenzt/drangsaliert interniert Müngersdorf überlebt                                                                                 | Weißenburgstraße 53 (Standort)                                                                | |
| Stolperstein für Klara Ruben (Sudermannstraße 3) | Hier wohnte Klara Ruben, geb. Bodenheimer (Jahrgang 1886) Deportiert 1941 Łódź/Litzmannstadt Ermordet Mai 1942 Chelmno/Kulmhof                                                                    | Sudermanstr. 3 (Standort)                                                                     | Der am 10. September 2018 verlegte Stolperstein erinnert an Klara Ruben (geb. Bodenheimer), geboren am 12. Mai 1886 in Heidelberg. Die Hausfrau Klara Ruben war die Tochter von Bruno und Rosa Bodenheimer (geb. Löb). Klara Bodenheimer war mit Albert Ruben verheiratet. Gemeinsam wurden sie, aus dem „Ghettohaus“ Sedanstraße 29, am 22. Oktober 1941 mit dem 8. Kölner Transport in das Ghetto Litzmannstadt (Łódź) deportiert. Von dort aus wurden sie am 6. Mai 1942 in das Vernichtungslager Kulmhof verbracht. Dort verliert sich ihre Spur. Der Stolperstein für Klara Ruben wurde ursprünglich 2001 und 2007 vor dem „Ghettohaus“ Sedanstraße 29 (Köln-Neustadt-Nord) verlegt, beide Stolpersteine wurden kurz nach der Verlegung von Unbekannten herausgebrochen und durch eine Gehwegplatte ersetzt. Am 10. September 2018 wurde ein neuer Stolperstein vor dem ehemaligen Wohnhaus Sudermanstraße 3 neu verlegt. |
| Stolperstein Rudolf Robert Ruben | Hier wohnte Rudolf Robert Ruben (Jahrgang 1878) interniert Müngersdorf deportiert 1944 Theresienstadt ermordet 11.11.1944                                                                         | Weißenburgstraße 53 (Standort)                                                                | |
| Stolperstein für Paula Rubinstein (Hansaring 109) | Hier wohnte Paula Rubinstein, geb. Silberstein (Jahrgang 1876) (Standort) Deportiert 1941 Łódź Für tot erklärt                                                                                    | Hansaring 109 (Standort)                                                                      | Die Stolpersteine am Hansaring 109 wurden im September 2004 massiv zerstört. Es erfolgte Anzeige bei der Polizei. Im Juni 2005 ersetzte Gunter Demnig die Steine. Nach neueren Informationen, welche zum Zeitpunkt der Stolpersteinverlegung nicht bekannt waren, wurde Paula Rubinstein im Mai 1942 von Litzmannstadt (Łódź) nach Kulmhof deportiert und dort ermordet. |
| Stolperstein für Amanda Sabel (Blumenthalstraße 19) | Hier wohnte Amanda Sabel, geb. Hoffmann (Jahrgang 1876) Deportiert 1941 Łódź Ermordet | Blumenthalstr. 19 (Standort)                                                                  | Nach neueren Informationen, welche zum Zeitpunkt der Stolpersteinverlegung nicht bekannt waren, wurde Amanda Sabel im Mai 1942 von Litzmannstadt (Łódź) nach Kulmhof deportiert und dort ermordet. |
| Stolperstein für Emma Salomon (Brüsseler Straße 88) | Hier wohnte Emma Salomon, geb. Marx (Jahrgang 1894) Flucht 1935 Palästina | Brüsseler Str. 88 (Standort)                                                                  | Der am 18. März 2019 verlegte Stolperstein erinnert an Emma Salomon (geb. Marx), geboren 1894. Emma Marx heiratete den Kölner Dekorateur Wilhelm Salomon. Das Ehepaar hatte eine Tochter, Lieselotte (geb.1924). Emma Salomon arbeitete Anfang der 1930er Jahre als Modistin. Gemeinsam mit ihrem Ehemann und ihrer Tochter flüchtete sie im Dezember 1935 nach Palästina. Die Stolpersteinverlegung initiierte der jüdische Kölner Karnevalsverein Kölsche Kippa Köpp. |
| Stolperstein für Henriette Salomon (Brüsseler Straße 88) | Hier wohnte Henriette Salomon, geb. Lion (Jahrgang 1862) Flucht 1939 Holland Interniert Westerbork Deportiert 1943 Sobibor Ermordet 23. Juli 1943                                                 | Brüsseler Str. 88 (Standort)                                                                  | Der am 19. April 2018 verlegte Stolperstein erinnert an Henriette Salomon (geb. Lion), geboren am 25. November 1862 in Bochum. Henriette Salomon war die Witwe von Salomon Salomon. Gemeinsam hatten sie vier Söhne und eine Tochter. Salomon Salomon starb bereits 1909 und zwei ihrer Söhne starben im 1. Weltkrieg. Die Söhne Max und Wilhelm (Willi) gründeten Mitte der 1920er Jahre den ersten jüdischen Karnevalsverein Kölns, den Kleinen Kölner Karnevalsklub. Die Eheleute Salomon waren Eigentümer des Wohnhauses Brüsseler Straße 88. 1935 verkaufte Henriette Salomon das Wohnhaus für einen Preis von 25.000 Goldmark, wohnte aber weiter als Mieterin in dem Haus. 1939 musste sie in eine kleinere Wohnung in der Lindenstraße umziehen. Am 3. November 1939 flüchtete Henriette Salomon nach Amsterdam. Ihr Sohn Max emigrierte in die USA und Sohn Wilhelm nach Palästina. Vom 3. April 1943 bis zum 20. Juli 1943 wurde Henriette Salomon im Durchgangslager Westerbork interniert. Von dort aus wurde sie am 20. Juli 1943 in das Vernichtungslager Sobibor deportiert. Dort starb sie am 23. Juli 1943. Die Stolpersteinverlegung initiierten die Nachfahren der damaligen Käuferin des Hauses Brüsseler Straße 88. |
| Stolperstein für Lieselotte Salomon (Brüsseler Straße 88) | Hier wohnte Lieselotte Salomon, geb. Orchan (Jahrgang 1924) Flucht 1935 Palästina | Brüsseler Str. 88 (Standort)                                                                  | Der am 18. März 2019 verlegte Stolperstein erinnert an Lieselotte Salomon (geb. Orchan), geboren 1924. Lieselotte Salomon wurde als einziges Kind von Wilhelm und Emma Salomon in Köln geboren. Im Alter von 11 Jahren flüchtete sie im Dezember 1935 mit ihren Eltern nach Palästina. Die Stolpersteinverlegung initiierte der jüdische Kölner Karnevalsverein Kölsche Kippa Köpp. |
| Stolperstein für Wilhelm Salomon (Brüsseler Straße 88) | Hier wohnte Wilhelm Salomon (Jahrgang 1893) Flucht 1935 Palästina | Brüsseler Str. 88 (Standort)                                                                  | Der am 18. März 2019 verlegte Stolperstein erinnert an Wilhelm Salomon, geboren am 20. Februar 1893 in Köln. Wilhelm (Willi) Salomon wurde als Sohn des jüdischen Textilgroßhändlers Salomon Salomon und seiner Ehefrau Henriette, geb. Lion in Köln geboren. Wilhelm Salomon arbeitete als Kunsthandwerker und Dekorateur. 1922 gründete er mit seinem älteren Bruder Max Salomon den Kleinen Kölner Kegelklub, der in der Karnevalssession als Kleiner Kölner Klub in Erscheinung trat. Für den Karnevalsverein entwarf er die Bühnen- und Saaldekoration und trat selbst als Büttenredner „Stoppen“ auf. Beruflich spezialisierte er sich auf die Anfertigung von Modellen und Panoramen für Messen. Er arbeitete für die Kölner- und Ausstellungs-GmbH und die Zionistische Vereinigung. 1931 wurde er auf der Kölner Frühjahrsmesse für den Messebau ausgezeichnet. Nach der Machtergreifung der Nationalsozialisten erhielt Wilhelm Salomon keine öffentliche Aufträge mehr. Er arbeitete für Kölner Zionistische Vereinigung und Zionistische Vereinigung für Deutschland. 1934 fertigte er für die Palästina-Ausstellung der Zionistischen Vereinigung Modelle des Ausstellungspavillons Tozereth haaretz, eines Strandcafés in Tel Aviv und des Chaluz-Denkmals an. Im Dezember 1935 flüchtete Wilhelm Salomon mit seiner Familie nach Palästina. Nach der Emigration sicherte er als Bauer den Lebensunterhalt seiner Familie. Die Stolpersteinverlegung initiierte der jüdische Kölner Karnevalsverein Kölsche Kippa Köpp. |
| Stolperstein für Ruth Salomon (Neusser Straße 91) | Hier wohnte Ruth Salomon (Jahrgang 1925) Deportiert 1942 Minsk Für tot erklärt | Neusser Str. 91 (Standort)                                                                    | |
| | Hier lernte Ernst Samuel (Jahrgang 1910) deportiert 1942 Maly Trostinec ermordet 24.7.1942 | Vogelsanger Str. 1 (Verlegestelle vor dem Gymnasium Kreuzgasse) (Standort)                    | |
| Stolperstein für Elvira Sanders-Platz (Moltkestraße 84) | Hier wohnte Elvira Sanders-Platz, geb. Platz (Jahrgang 1891) Flucht Holland Interniert Westerbork Deportiert 1942 Auschwitz Ermordet 9. August 1942                                               | Moltkestr. 84 (Standort)                                                                      | Der Stolperstein erinnert an Elvira Sanders-Platz, geboren am 15. September 1891 in Köln. Elvira Sanders-Platz war die Ehefrau des Seifenfabrikanten Joseph Franziskus Xaverius Sanders. Nach einer Ausbildung zur Modistin siedelte Elvira zusammen mit ihrer Schwester Selma ins niederländische Leiden über und leitete in einem angesehenen Kaufhaus die Hutabteilung. In Leiden lernte sie ihren späteren, katholischen Ehemann kennen. Am 30. März 1918 ließ sich Elvira Platz in Oegstgeest taufen, und am 25. Juni 1918 heirateten die beiden. 1919 wurde ihre Tochter Anna geboren. Nach der Pogromnacht vom 9. November 1938 holte Xaverius Sanders zusammen mit seinem Rechtsanwalt neun Familienmitglieder aus Deutschland nach Leiden. Am 17. August 1939 verstarb ihr Ehemann, und Elvira Sanders-Platz engagierte sich verstärkt im kirchlichen Bereich, insbesondere der Pfarrcaritas. Am 2. August 1942 wurde Elvira Sanders-Platz von der Gestapo verhaftet und über das Durchgangslager Amersfoort in das Durchgangslager Westerbork gebracht. Am 7. August 1942 wurde sie in das Vernichtungslager Auschwitz-Birkenau deportiert und dort am 10. August 1942 ermordet. Der Stolperstein wurde von Schülerinnen und Schülern des Erzbischöflichen Irmgardis-Gymnasiums Köln gestiftet. |
| Stolperstein für Arno Schallamach (Brüsseler Platz 9) | Hier wohnte Arno Schallamach (Jahrgang 1932) Deportiert 1941 Riga Verschollen | Brüsseler Platz 9 (Standort)                                                                  | |
| Stolperstein für Hilde Schallamach (Brüsseler Platz 9) | Hier wohnte Hilde Schallamach (Jahrgang 1905) Deportiert 1941 Riga Verschollen | Brüsseler Platz 9 (Standort)                                                                  | |
| Stolperstein Ruth Schallamach | Hier wohnte Ruth Schallamach (Jahrgang 1929) Deportiert 1941 Riga Verschollen | Brüsseler Platz 9 (Standort)                                                                  | |
| Stolperstein für Siegmund Schallamach (Brüsseler Platz 9) | Hier wohnte Siegmund Schallamach (Jahrgang 1900) Deportiert 1941 Riga Verschollen | Brüsseler Platz 9 (Standort)                                                                  | |
| der Stolperstein für Karl Leopold Schaps | Hier arbeitete Karl Leopold Schaps (Jahrgang 1910) verhaftet 14.3.1942 verurteilt 8.7.1942 Landgericht Köln sog. Rassenschande hingerichtet 20.8.1942 Klingelpütz                                 | Hohenzollernring 18 (Standort)                                                                | |
| Stolperstein für Paul Schay (Vogelsanger Straße 1) | Hier lernte Paul Schay (Jahrgang 1905) Deportiert 1941 Riga Ermordet | Vogelsanger Str. 1 (Verlegestelle vor dem Gymnasium Kreuzgasse) (Standort)                    | Der am 18. April 2018 verlegte Stolperstein erinnert an Paul Schay, geboren am 6. November 1905 in Köln. Paul Schay war der Sohn von Arthur und Klara Schay (geb. Samson). Paul Schay besuchte das Gymnasium Kreuzgasse. Am 7. Dezember 1941 wurde er mit dem III. Transport in das Ghetto Riga deportiert. In der Transportliste wurde als Beruf „Landwirt“ und als Wohnadresse Salierring 11 vermerkt. Im Getto Riga verliert sich seine Spur. |
| Stolperstein für Sophia Schlesinger (Neue Maastrichter Straße 3) | Hier wohnte Sophia Schlesinger, geb. Wolff (Jahrgang 1877) Deportiert 1941 Riga Verschollen | Neue Maastrichter Str. 3 (Standort)                                                           | Die Verlegung der Stolpersteine erfolgte im November 2000. Etwa zwei Jahre später stellten Unbekannte einen Straßenpoller aus Waschbeton auf die Verlegestelle. |
| Stolperstein für Berta Schoemann (Melchiorstraße 25) | Hier wohnte Berta Schoemann, geb. Mayer (Jahrgang 1869) Deportiert 1941 Łódź Tot am 19. Februar 1942                                                                                              | Melchiorstr. 25 (Standort)                                                                    | |
| Stolperstein für Frieda Leni Schoemann (Melchiorstraße 25) | Hier wohnte Frieda Leni Schoemann (Jahrgang 1908) Deportiert 1941 Łódź Verschollen | Melchiorstr. 25 (Standort)                                                                    | Nach neueren Informationen, welche zum Zeitpunkt der Stolpersteinverlegung nicht bekannt waren, wurde Frieda Leni Schoemann im Mai 1942 von Litzmannstadt (Łódź) nach Kulmhof deportiert und dort ermordet. |
| Stolperstein für Hildegard Schoenfeld (Brabanter Straße 19) | Hier wohnte Hildegard Schoenfeld (Jahrgang 1923) Deportiert 1941 Łódź Ermordet | Brabanter Str. 19 (Standort)                                                                  | Nach neueren Informationen, welche zum Zeitpunkt der Stolpersteinverlegung nicht bekannt waren, wurde Hildegard Schoenfeld im Mai 1942 von Litzmannstadt (Łódź) nach Kulmhof deportiert und dort ermordet. |
| Stolperstein für Meta Schoenfeld (Brabanter Straße 19) | Hier wohnte Meta Schoenfeld, geb. Epstein (Jahrgang 1884) Deportiert 1941 Łódź Ermordet | Brabanter Str. 19 (Standort)                                                                  | Nach neueren Informationen, welche zum Zeitpunkt der Stolpersteinverlegung nicht bekannt waren, wurde Meta Schoenfeld im Mai 1942 von Litzmannstadt (Łódź) nach Kulmhof deportiert und dort ermordet. |
| Stolperstein für Max Schönenberg (Venloer Straße 23) | Hier wohnte Dr. Max Schönenberg (Jahrgang 1885) Deportiert 1942 Theresienstadt Tot am 8. Januar 1943                                                                                              | Venloer Str. 23 (Standort)                                                                    | Der Stolperstein erinnert an Max Schönenberg, geboren am 6. Dezember 1885 in Hamm. Max Schönenberg war ein jüdischer Arzt. Er war der Sohn von Levi und Tzetzilia Schönenberg. Max Schönenberg studierte Medizin in Bonn und Heidelberg und erhielt seine Arztzulassung 1912. Max Schönenberg war als Oberarzt Kriegsteilnehmer im Ersten Weltkrieg, wurde mit dem Eisernen Kreuz ausgezeichnet und heiratete, nach seiner Entlassung aus dem Kriegsdienst, 1918 Erna Kaufmann. 1920 wurde Sohn Leopold geboren. Schönenberg praktizierte zunächst in der Bismarckstraße 38, 1927 zog die Familie Schönenberg dann in die Venloer Straße 23. 1937 organisierte die Familie Schönenberg die Emigration des Sohnes nach Palästina. Selbst wollten Max und Erna Schönenberg Deutschland nicht verlassen, da sie die erkrankte Mutter von Erna Schönenberg versorgten. 1939 wurde jüdischen Ärzten die Approbation aberkannt, aber Max Schönenberg praktizierte als „Krankenbehandler“ ausschließlich für jüdische Patienten weiter. Ab Januar 1941 versuchte Max Schönenberg Kölner Bekannte in den USA zu gewinnen, für ihre Ausreise zu bürgen. Im Juni 1941 starb die Schwiegermutter. Am 4. März 1942 wurden Max und Erna Schönenberg im Sammellager Köln-Müngersdorf interniert und im Juni 1942 in das Zwischenlager Mausbach bei Stolberg gebracht. Am 15. Juni 1942 wurden sie mit dem 1. Kölner Transport III/1 vom Bahnhof Deutz-Tief aus in das Ghetto Theresienstadt deportiert. Am 8. Januar 1943 starb Max Schönenberg im Ghetto an Flecktyphus. |
| Stolperstein für Erna Schönenberg (Venloer Straße 23) | Hier wohnte Erna Schönenberg, geb. Kaufmann (Jahrgang 1892) Deportiert 1942 Theresienstadt Tot am 13. Oktober 1944 in Auschwitz                                                                   | Venloer Str. 23 (Standort)                                                                    | Der Stolperstein erinnert an Erna Schönenberg, geboren am 3. November 1892 in Köln. Erna Schönenberg war die Tochter von Leopold und Emma Kaufmann (geb. Veinberg). Erna Schönenberg war die Ehefrau von Max Schönenberg. Den gemeinsamen Sohn Leopold schickten sie 1937 nach Palästina. Ihr Bruder, der Rechtsanwalt Julius Kaufmann, wurde während der Novemberpogrome 1938 verhaftet und ins KZ Dachau verschleppt. Nach seiner Entlassung gelang ihm die Flucht nach Shanghai, dem damals einzigen Gebiet, in das eine Einreise ohne Visum möglich war. Max und Erna Schönenberg selbst wollten Deutschland nicht verlassen, da sie die erkrankte Mutter von Erna Schönenberg in ihrem Hause versorgten. Im Juni 1941 starb die Mutter. Am 4. März 1942 wurden Max und Erna Schönenberg im Sammellager Köln-Müngersdorf interniert und im Juni 1942 in das Zwischenlager Mausbach bei Stolberg gebracht. Am 15. Juni 1942 wurden sie mit dem 1. Kölner Transport III/1 vom Bahnhof Deutz-Tief aus in das Ghetto Theresienstadt deportiert. Erna Schönenberg wird am 9. Oktober 1944 weiter in das Konzentrations- und Vernichtungslager Auschwitz deportiert. Ihr Todesdatum ist nicht bekannt. |
| Stolperstein für Ernestine Schwerin (Sudermanstraße 1) | Hier wohnte Ernestine Schwerin, geb. Rapp (Jahrgang 1894) Deportiert 1941 Łódź Für tot erklärt | Sudermanstr. 1 (Standort)                                                                     | Nach neueren Informationen, welche zum Zeitpunkt der Stolpersteinverlegung nicht bekannt waren, ist Ernestine Schwerin am 2. Mai 1945 gestorben. |
| Stolperstein für Hermann Schwerin (Sudermanstraße 1) | Hier wohnte Hermann Schwerin (Jahrgang 1886) Deportiert 1941 Łódź Tot 1942 | Sudermanstr. 1 (Standort)                                                                     | Nach neueren Informationen, welche zum Zeitpunkt der Stolpersteinverlegung nicht bekannt waren, starb Hermann Schwerin am 4. Juni 1942 im Ghetto Litzmannstadt (Łódź). |
| Stolperstein für Ilse Schwerin (Sudermanstraße 1) | Hier wohnte Ilse Schwerin (Jahrgang 1921) Deportiert 1941 Łódź Für tot erklärt | Sudermanstr. 1 (Standort)                                                                     | Nach neueren Informationen, welche zum Zeitpunkt der Stolpersteinverlegung nicht bekannt waren, ist Ilse Schwerin am 2. Mai 1945 gestorben. |
| Stolperstein für Else Seligmann (Werderstraße 5) | Hier wohnte Else Seligmann, geb. Strauss (Jahrgang 1888) Deportiert 1941 Łódź Verschollen | Werderstr. 5 (Standort)                                                                       | Der Stolperstein erinnert an Else Seligmann, geboren am 28. Mai 1888 in Aschaffenburg. Else Strauß war das vierte Kind von Isidor und Regina Strauß. Sie heiratete Hermann Seligmann aus der Gemeinde Ronnenberg (Kreis Linden) bei Hannover, der in Hamborn (heute Duisburg) wohnte. Ihre gemeinsame Tochter war Gerda Seligmann (geb. 1910). Von 1912 bis 1914 lebte die Familie in Aschaffenburg, ehe sie nach Duisburg umzog. Nachdem sie durch die Reichspogromnacht 1938 ihre Existenzgrundlage verloren hatte und der Tochter die Flucht in die USA gelungen war, floh Else Seligmann mit ihrem Mann nach Köln, wo sie auf die Visa für die USA warteten. Am 30. Oktober 1941 wurden sie in das Ghetto Litzmannstadt deportiert. Nach neueren Informationen, welche zum Zeitpunkt der Stolpersteinverlegung nicht bekannt waren, wurde Else Seligmann im September 1942 von Litzmannstadt (Łódź) nach Kulmhof deportiert und dort ermordet. |
| Stolperstein für Frieda Seligmann (Werderstraße 5) | Hier wohnte Frieda Seligmann (Jahrgang 1862) Deportiert 1942 Theresienstadt ??? | Werderstr. 23 (Standort)                                                                      | |
| Stolperstein für Hermann Seligmann (Werderstraße 5) | Hier wohnte Hermann Seligmann (Jahrgang 1879) Deportiert 1941 Łódź Ermordet am 12. Juni 1942 | Werderstr. 5 (Standort)                                                                       | Der Stolperstein erinnert an Hermann Seligmann, geboren am 19. Oktober 1879 in Ronnenberg (Kreis Linden) bei Hannover. Hermann Seligmann wurde 1879 als Sohn von Philipp und Marianne Seligmann in Ronnenberg geboren. Seit 1905 lebte er in Hamborn (heute Duisburg), wo er in der Kleiderbranche tätig war. Er heiratete Else Strauß aus Aschaffenburg. Die Tochter des Ehepaars war Gerda Seligmann (geb. 7. Oktober 1910). 1912 zog die Familie nach Aschaffenburg und 1914 nach Duisburg. Dort errichtete Hermann Seligmann ein Herrenbekleidungsgeschäft. In der Reichspogromnacht 1938 wurden sein Geschäft und Wohnhaus zerstört, so dass die Familie ihre Existenzgrundlage verlor. Der Tochter gelang die Flucht in die USA, während die Eltern wegen hoher Quotennummern keine Visen erhalten konnten. Im Juni 1939 flohen sie nach Köln in der Hoffnung, mit Hilfe der Tochter bald in die USA emigrieren zu können. Hermann Seligmanns Bruder Siegmund, der bereits nach Brasilien geflohen war, unterstützte ihn finanziell. Jedoch wurde das Ehepaar, offenbar am 30. Oktober 1941, in das Ghetto Litzmannstadt deportiert. In einem Schreiben der Geheimen Staatspolizei – Staatspolizeistelle Köln von 1943 steht indes, Hermann Seligmann sei „am 10.1.1942 nach Litzmannstadt umgesiedelt worden“. Dort ist er am 12. Juni 1942 gestorben. Nach neueren (allerdings unbelegten) Informationen, welche zum Zeitpunkt der Stolpersteinverlegung nicht bekannt waren, soll Hermann Seligmann jedoch im Mai 1942 von Litzmannstadt (Łódź) nach Kulmhof deportiert und dort ermordet worden sein. |
| Stolperstein für Jakob Seligmann (Brüsseler Platz 9) | Hier wohnte Jakob Seligmann (Jahrgang 1877) Deportiert 1941 Łódź Verschollen | Brüsseler Platz 9 (Standort)                                                                  | Nach neueren Informationen, welche zum Zeitpunkt der Stolpersteinverlegung nicht bekannt waren, wurde Jakob Seligmann im Mai 1942 von Litzmannstadt (Łódź) nach Kulmhof deportiert und dort ermordet. |
| Stolperstein für Julie Seligmann (Lübecker Straße 22) | Hier lebte Julie Seligmann, geb. Eichengrün (Jahrgang 1901) Deportiert 1941 Riga Ermordet | Lübecker Str. 22 (Standort)                                                                   | Der Stolperstein erinnert an Julie Seligmann, geboren am 14. Dezember 1901 in Köln. Julie (auch Julia) Seligmann wurde am 7. Dezember 1941 aus dem Ghettohaus Lübecker Straße 22 in das Ghetto Riga deportiert und von dort aus in das KZ Stutthof verbracht. Julie Seligmann starb dort am 1. Oktober 1944. |
| Stolperstein für Frieda Seligmann (Werderstraße 5) | Hier wohnte Frieda Seligmann (Jahrgang 1862) Deportiert 1942 Theresienstadt ??? | Werderstr. 23 (Standort)                                                                      | |
| Stolperstein für Leopold Seligmann (Hohenzollernring 1-3) | Hier wohnte Dr. Leopold Seligmann (Jahrgang 1886) Ab 1941 versteckt gelebt Überlebt | Hohenzollernring 1-3 (Standort)                                                               | Der Stolperstein erinnert an Leopold Seligmann, geboren 1886. Er war als „jüdischer Mischling ersten Grades“ eingestuft. Bis zum Tod seiner Frau im Jahr 1935 war er durch die Ehe mit einer „Arierin“ in einer „privilegierten Mischehe“ geschützt. Im August 1939 wurde er mit einer Anzeige wegen „Rassenschande“ denunziert, da er angeblich ein Verhältnis mit der Frau eines „Parteigenossen“ sowie deren Schwester habe. Das Verfahren wurde eingestellt. Vermutlich ab 1942 bis Kriegsende wurde er von den Eigentümern der Kölner Lackfabrik Bollig & Kemper, Hans und Willi Kemper, als Arbeiter in deren Fabrik versteckt. Nach dem Verlust seiner Kunstsammlung 1932, dem Tod seiner Frau drei Jahre später, der gesellschaftlichen Ausgrenzung, der denunzierenden Anzeige sowie jahrelangem Verstecken unter starker seelischer Anspannung war er ein gebrochener Mann. Er starb 1946. Die Verlegung des Stolpersteins am 16. Juni 2025 erfolgte auf Initiative des Kölner Alpenvereins, dessen Mitglied er war. |
| Bild gesucht Die Wikipedia wünscht sich an dieser Stelle ein Bild vom hier behandelten Ort. Weitere Infos zum Motiv findest du vielleicht auf der Diskussionsseite . Falls du dabei helfen möchtest, erklärt die Anleitung , wie das geht. BW | Hier wohnte Milka Seligmann, geb. Wolffing (Jahrgang 1882) Gedemütigt / Entrechtet Tot Mai 1940                                                                                                   | Brüsseler Platz 9 (Standort)                                                                  | Die Verlegung des Stolpersteins erfolgte am 13. Juni 2025. |
| Bild gesucht Die Wikipedia wünscht sich an dieser Stelle ein Bild vom hier behandelten Ort. Weitere Infos zum Motiv findest du vielleicht auf der Diskussionsseite . Falls du dabei helfen möchtest, erklärt die Anleitung , wie das geht. BW | Hier wohnte Jettchen Seligmann (Jahrgang 1909) Deportiert 1941 Łódź / Litzmannstadt Ermordet | Brüsseler Platz 9 (Standort)                                                                  | Die Verlegung erfolgte am 13. Juni 2025. |
| Bild gesucht Die Wikipedia wünscht sich an dieser Stelle ein Bild vom hier behandelten Ort. Weitere Infos zum Motiv findest du vielleicht auf der Diskussionsseite . Falls du dabei helfen möchtest, erklärt die Anleitung , wie das geht. BW | Hier wohnte Siegfried Seligmann (Jahrgang 1910) Flucht 1934 Palästina | Brüsseler Platz 9 (Standort)                                                                  | Die Verlegung erfolgte am 13. Juni 2025. |
| Stolperstein für Paul Seligmann (Lübecker Straße 22) | Hier lebte Paul Seligmann (Jahrgang 1900) Deportiert 1941 Riga Ermordet | Lübecker Str. 22 (Standort)                                                                   | Der Stolperstein erinnert an Paul Seligmann, geboren am 21. Dezember 1900 in Neuss. Paul Seligmann war der Sohn von Siegfried und Julie Seligmann (geb. Bär). Paul Seligmann lebte im Ghettohaus Lübecker Straße 22 und war vom 17. November 1938 bis 1. März 1939 im KZ Dachau inhaftiert. Am 7. Dezember 1941 wurde er in das Ghetto Riga deportiert. Dort verliert sich seine Spur. Paul Seligmann wurde für tot erklärt. |
| | Hier wohnte Anni Silberbach, geb. Katzenstein (Jahrgang 1897) Flucht 1935 Palästina | Hermann-Becker-Straße 1 (Standort)                                                            | |
| | Hier wohnte Maya Silberbach (Jahrgang 1925) Flucht 1935 Palästina | Hermann-Becker-Straße 1 (Standort)                                                            | |
| | Hier wohnte/praktizierte Dr. Walter Silberbach (Jahrgang 1892) Flucht 1935 Palästina | Hermann-Becker-Straße 1 (Standort)                                                            | |
| Stolperstein für Bertha Silbermann (Brüsseler Straße 65) | Hier wohnte Bertha Silbermann (Jahrgang 1885) Deportiert 1941 Łódź Für tot erklärt | Brüsseler Str. 65 (Standort)                                                                  | Nach neueren Informationen, welche zum Zeitpunkt der Stolpersteinverlegung nicht bekannt waren, wurde Bertha Silbermann im Mai 1942 von Litzmannstadt (Łódź) nach Kulmhof deportiert und dort ermordet. |
| Stolperstein für Eduard Simon (Spichernstraße 57) | Hier wohnte Eduard Simon (Jahrgang 1883) Deportiert 1941 Łódź/Litzmannstadt Ermordet 6. Mai 1942 Chelno/Kulmhof                                                                                   | Spichernstr. 57 (Standort)                                                                    | Der am 4. Oktober 2016 verlegte Stolperstein erinnert an Eduard Simon. |
| Stolperstein für Herbert Sobersky (Gladbacher Straße 46) | Hier wohnte Herbert Sobersky (Jahrgang 1886) Deportiert 1941 Łódź Für tot erklärt | Gladbacher Str. 46 (Standort)                                                                 | Nach neueren Informationen, welche zum Zeitpunkt der Stolpersteinverlegung nicht bekannt waren, wurde Herbert Sobersky im Mai 1942 von Litzmannstadt (Łódź) nach Kulmhof deportiert und dort ermordet. |
| der Stolperstein für Siegfried Sommer | Hier wohnte Siegfried Sommer (Jahrgang 1892) Flucht 1941 USA | Blumenthalstraße 17 (Standort)                                                                | verlegt am 18.10.2023 im Agnesviertel |
| der Stolperstein für Marianne Sommer | Hier wohnte Marianne Sommer (Jahrgang 1900) Geb. Scheuer Flucht 1941 USA | Blumenthalstraße 17 (Standort)                                                                | verlegt am 18.10.2023 im Agnesviertel |
| der Stolperstein für Helga Sommer | Hier wohnte Helga Sommer (Jahrgang 1924) Verh. Heymann Flucht 1941 USA | Blumenthalstraße 17 (Standort)                                                                | verlegt am 18.10.2023 im Agnesviertel |
| der Stolperstein für Hannelore Sommer | Hier wohnte Hannelore Sommer (Jahrgang 1927) Flucht 1941 USA | Blumenthalstraße 17 (Standort)                                                                | verlegt am 18.10.2023 im Agnesviertel |
| Stolperstein für Käthe Spiegel (Blumenthalstraße 19) | Hier wohnte Käthe Spiegel (Jahrgang 1888) Deportiert 1941 Łódź Ermordet 1942 in Kulmhof | Blumenthalstr. 19 (Standort)                                                                  | |
| Stolperstein für Else Regine Steiner (Neue Maastrichter Straße 3) | Hier wohnte Else Regine Steiner (Jahrgang 1879) Deportiert 1941 Łódź Tod am 29. April 1942 | Neue Maastrichter Str. 3 (Standort)                                                           | Die Verlegung der Stolpersteine erfolgte im November 2000. Etwa zwei Jahre später stellten Unbekannte einen Straßenpoller aus Waschbeton auf die Verlegestelle. |
| | Hier lernte Ernst Julus Steinert (Jahrgang 1886) deportiert 1942 Maly Trostinec ermordet 24.7.1942                                                                                                | Vogelsanger Str. 1 (Verlegestelle vor dem Gymnasium Kreuzgasse) (Standort)                    | |
| Stolperstein für Adolf Wolf Stern (Neue Maastrichter Straße 3) | Hier wohnte Adolf Wolf Stern (Jahrgang 1885) Deportiert 1941 Łódź Verschollen | Neue Maastrichter Str. 3 (Standort)                                                           | Die Verlegung der Stolpersteine erfolgte im November 2000. Etwa zwei Jahre später stellten Unbekannte einen Straßenpoller aus Waschbeton auf die Verlegestelle. Nach neueren Informationen, welche zum Zeitpunkt der Stolpersteinverlegung nicht bekannt waren, wurde Adolf Wolf Stern im Mai 1942 von Litzmannstadt (Łódź) nach Kulmhof deportiert und dort ermordet. |
| Stolperstein für Berta Stern (Neue Maastrichter Straße 3) | Hier wohnte Berta Stern, geb. Nussbaum (Jahrgang 1890) Deportiert 1941 Łódź Verschollen | Neue Maastrichter Str. 3 (Standort)                                                           | Die Verlegung der Stolpersteine erfolgte im November 2000. Etwa zwei Jahre später stellten Unbekannte einen Straßenpoller aus Waschbeton auf die Verlegestelle. Nach neueren Informationen, welche zum Zeitpunkt der Stolpersteinverlegung nicht bekannt waren, wurde Berta Stern im Mai 1942 von Litzmannstadt (Łódź) nach Kulmhof deportiert und dort ermordet. |
| Stolperstein für Hermann Stern (Theodor-Heuss-Ring 54) | Hier wohnte Hermann Stern (Jahrgang 1883) Deportiert 1941 Łódź/Litzmannstadt Ermordet Juni 1944 Chelmno/Kulmhof                                                                                   | Theodor-Heuss-Ring 54 (früher Deutscher Ring) (Standort)                                      | |
| | Hier wohnte Ilse Stern (Jahrgang 1923) Deportiert 1941 Łódź Verschollen | Neue Maastrichter Str. 3 (Standort)                                                           | Die Verlegung der Stolpersteine erfolgte im November 2000. Etwa zwei Jahre später stellten Unbekannte einen Straßenpoller aus Waschbeton auf die Verlegestelle. Nach neueren Informationen, welche zum Zeitpunkt der Verlegung nicht vorlagen, wurde Ilse Stern im Mai 1942 von Litzmannstadt (Łódź) nach Kulmhof deportiert und dort ermordet. |
| Stolperstein für Marianne Stern (Theodor-Heuss-Ring 54) | Hier wohnte Marianne Stern, geb. Markus (Jahrgang 1886) Deportiert 1941 Łódź/Litzmannstadt Ermordet Juni 1944 Chelmno/Kulmhof                                                                     | Theodor-Heuss-Ring 54 (früher Deutscher Ring) (Standort)                                      | |
| Bild gesucht Die Wikipedia wünscht sich an dieser Stelle ein Bild vom hier behandelten Ort. Weitere Infos zum Motiv findest du vielleicht auf der Diskussionsseite . Falls du dabei helfen möchtest, erklärt die Anleitung , wie das geht. BW | Hier lernte Richard Straus (Jahrgang 1899) Gedemütigt / Entrechtet Flucht in den Tod 7. Juli 1933                                                                                                 | Vogelsanger Str. 1 (Gymnasium Kreuzgasse) (Standort)                                          | Richard Straus, geboren am 24. Mai 1899, war der Bruder von Luise Straus-Ernst, die beiden hatten noch eine Schwester, Leni (1895–1923). Nach dem Abschluss der Schule wurde er in der väterlichen Firma, der Stroh- und Filzhutfabrik „Löwenstern & Straus“, tätig. In seiner Freizeit spielte er Cello, so auch bei der Hochzeit seiner Schwester mit Max Ernst. Er war an Epilepsie erkrankt, unverheiratet und lebte bei den Eltern. Im Februar 1933 durchsuchte die SS die Wohnung seiner Schwester in der Emmastraße in Sülz, die daraufhin Köln Ende Mai 1933 verließ. Richard Straus nahm sich am 7. Juli 1933 das Leben (die Mutter war schon zuvor verstorben, der Vater starb 1936), indem er eine Überdosis seiner Medikamente nahm. Er wurde tot auf einer Parkbank gefunden. Richard Straus wurde auf dem Jüdischen Friedhof Bocklemünd bestattet. Seine Schwester Luise wurde 1944 in Auschwitz ermordet. Der Stolperstein für Richard Straus wurde am 12. Juni 2025 verlegt. |
| Stolperstein für Joseph Sussmann (Lütticher Straße 16) | Hier wohnte Joseph Sussmann (Jahrgang 1890) Deportiert 1941 Łódź/Litzmannstadt Ermordet 1942 Chelmno/Kulmhof                                                                                      | Lütticher Str. 16 (früher Hausnummer 28) (Standort)                                           | Der am 4. April 2017 verlegte Stolperstein erinnert an Joseph Sussmann. |
| Stolperstein für Rosa Sussmann (Lütticher Straße 16) | Hier wohnte Rosa Sussmann (Jahrgang 1888) Deportiert 1941 Łódź Kulmhof 1942 Ermordet | Lütticher Str. 16 (früher Hausnummer 28) (Standort)                                           | |
| Stolperstein für Hedwig Süsskind (Moltkestraße 123) | Hier wohnte Hedwig Süsskind, geb. Aron (Jahrgang 1894) Deportiert 1941 Łódź / Litzmannstadt Ermordet                                                                                              | Moltkestr. 123 (Standort)                                                                     | Der am 19. April 2018 verlegte Stolperstein erinnert an Hedwig Süsskind, geboren am 1. November 1894 in Neuwied. Hedwig Süsskind war die Tochter des Metzgermeisters Adolf und Amalie (Amalia) Aron (geb. David). Hedwig Süsskind hatte sechs Geschwister, wovon nur zwei den Holocaust überlebten. Verheiratet war sie seit 1933 mit Hugo Hirsch Süsskind. Ihr gemeinsamer Sohn Herbert wurde 1934 geboren. Die Familie lebte in Köln und wurde am 22. Oktober 1941 mit dem 8. Kölner Transport in das Ghetto Litzmannstadt (Łódź) deportiert. Dort verliert sich die Spur von Hedwig Süsskind. Mit Beschluss des Amtsgerichts Köln (Az.: 78-II-10ß/74) wurde Hedwig Süsskind für tot erklärt. Für Hedwig Süsskind wurde ein weiterer Stolperstein an ihrer Geburtsadresse Mittelstraße 99 in Neuwied verlegt. |
| Stolperstein für Herbert Süsskind (Moltkestraße 123) | Hier wohnte Herbert Süsskind (Jahrgang 1934) Deportiert 1941 Łódź / Litzmannstadt Ermordet Sept. 1942 Chelno / Kulhof                                                                             | Moltkestr. 123 (Standort)                                                                     | Der am 19. April 2018 verlegte Stolperstein erinnert an Herbert Süsskind, geboren am 11. Juni 1934 in Köln. Herbert Süsskind war Sohn von Hugo Hirsch und Hedwig Süsskind (geb. Aron). Gemeinsam mit seinen Eltern wurde er am 22. Oktober 1941 mit dem 8. Kölner Transport in das Ghetto Litzmannstadt (Łódź) deportiert. Im September 1942 wurde er in das Vernichtungslager Kulmhof verbracht, dort starb er am 1. Oktober 1942. |
| Stolperstein für Hugo Hirsch Süsskind (Moltkestraße 123) | Hier wohnte Hugo Hirsch Süsskind (Jahrgang 1885) Deportiert 1941 Łódź / Litzmannstadt Ermordet 12. Juli 1944                                                                                      | Moltkestr. 123 (Standort)                                                                     | Der am 19. April 2018 verlegte Stolperstein erinnert an Hugo Hirsch Süsskind, geboren am 30. November 1885 in Atzbach. Der Kaufmann Hugo Hirsch Süsskind war der Ehemann von Hedwig Aron und der Vater des gemeinsamen Sohnes Herbert. Die Familie wohnte in Köln und wurde am 22. Oktober 1941 mit dem 8. Kölner Transport in das Ghetto Litzmannstadt (Łódź) deportiert. Dort starb Hugo Hirsch Süsskind am 12. Juli 1944. |
| Stolperstein für Rosa Unger (Venloer Straße 23) | Hier wohnte Rosa Unger (Jahrgang 1870) Deportiert 1942 Theresienstadt Für tot erklärt | Venloer Str. 23 (Standort)                                                                    | |
| | Hier lernte Alexander Waller (Jahrgang 1899) Flucht Holland interniert Westerbork deportiert 1942 Auschwitz ermordet 13.8.1942                                                                    | Vogelsanger Straße 1 (Verlegestelle vor dem Gymnasium Kreuzgasse) (Standort)                  | |
| | Hier wohnte Bernhard Waller (Jahrgang 1914) gedemütigt/entrechtet Flucht 1939 Bolivien Chile | Lütticher Straße 40 (Standort)                                                                | Die Stolpersteine erinnern an Ferdinand Waller, Elsa Waller und Bernhard Waller. Der Vater Ferdinand wurde am 23. Oktober 1885 als Sohn von Benjamin und Wilhelmine Waller in Ratingen geboren und war das zweitjüngste von zwölf Kindern. Sein Vater war Pferdehändler. Ferdinand Waller besuchte eine Realschule im pfälzischen Frankenthal und machte 1903 oder 1904 seinen Realschulabschluss. Anschließend arbeitete er einige Jahre als Apotheker. Als Soldat im Ersten Weltkrieg wurde er zweimal verwundet. Seine spätere Frau Elsa wurde am 27. Januar 1892 in Mayen geboren. Ihr Vater, der Kaufmann Eduard Zelenka, stammte aus dem heutigen Tschechien, ihre Mutter Jetta aus Mayen. Elsa und Ferdinand Waller heirateten am 8. August 1912 in Mayen. Kurz danach zogen sie nach Köln, wo sich Ferdinand mit einem Agenturgeschäft selbständig machte. Am 23. Juni 1914 wurde der einzige Sohn Bernhard geboren. Er besuchte die israelitische Volksschule in der Lützowstraße und wechselte nach dem vierten Schuljahr auf die Oberrealschule am Hansaring. Nach seinem Schulabschluss arbeitete er als kaufmännischer Angestellter. Anfang der 1920er Jahre eröffnete Ferdinand Waller in der Lütticher Straße 54 eine Lebensmittelgroßhandlung. In der Pogromnacht vom 9. auf den 10. November 1938 wurde die Wohnung der jüdischen Familie verwüstet, wenig später musste Ferdinand Waller sein Geschäft weit unter Wert verkaufen. 1939 emigrierte Bernhard Wallter über Bolivien nach Chile, wo er in der Hauptstadt Santiago sesshaft wurde. 1972 zog er in die USA und starb am 30. Dezember 2015 in Daytona Beach, Florida. Ferdinand und Elsa Waller wurden am 30. Oktober 1941 in das Ghetto Litzmannstadt verschleppt. Am 3. Mai 1942 wurde das Ehepaar in das Vernichtungslager Kulmhof abtransportiert und nach der Ankunft ermordet. |
| | Hier wohnte Elsa Waller, geb. Zelenka (Jahrgang 1892) deportiert 1941 Łodz/Litzmannstadt 1942 Chełmno/Kulmhof ermordet Mai 1942                                                                   | Lütticher Straße 40 (Standort)                                                                | Die Stolpersteine erinnern an Ferdinand Waller, Elsa Waller und Bernhard Waller. Der Vater Ferdinand wurde am 23. Oktober 1885 als Sohn von Benjamin und Wilhelmine Waller in Ratingen geboren und war das zweitjüngste von zwölf Kindern. Sein Vater war Pferdehändler. Ferdinand Waller besuchte eine Realschule im pfälzischen Frankenthal und machte 1903 oder 1904 seinen Realschulabschluss. Anschließend arbeitete er einige Jahre als Apotheker. Als Soldat im Ersten Weltkrieg wurde er zweimal verwundet. Seine spätere Frau Elsa wurde am 27. Januar 1892 in Mayen geboren. Ihr Vater, der Kaufmann Eduard Zelenka, stammte aus dem heutigen Tschechien, ihre Mutter Jetta aus Mayen. Elsa und Ferdinand Waller heirateten am 8. August 1912 in Mayen. Kurz danach zogen sie nach Köln, wo sich Ferdinand mit einem Agenturgeschäft selbständig machte. Am 23. Juni 1914 wurde der einzige Sohn Bernhard geboren. Er besuchte die israelitische Volksschule in der Lützowstraße und wechselte nach dem vierten Schuljahr auf die Oberrealschule am Hansaring. Nach seinem Schulabschluss arbeitete er als kaufmännischer Angestellter. Anfang der 1920er Jahre eröffnete Ferdinand Waller in der Lütticher Straße 54 eine Lebensmittelgroßhandlung. In der Pogromnacht vom 9. auf den 10. November 1938 wurde die Wohnung der jüdischen Familie verwüstet, wenig später musste Ferdinand Waller sein Geschäft weit unter Wert verkaufen. 1939 emigrierte Bernhard Wallter über Bolivien nach Chile, wo er in der Hauptstadt Santiago sesshaft wurde. 1972 zog er in die USA und starb am 30. Dezember 2015 in Daytona Beach, Florida. Ferdinand und Elsa Waller wurden am 30. Oktober 1941 in das Ghetto Litzmannstadt verschleppt. Am 3. Mai 1942 wurde das Ehepaar in das Vernichtungslager Kulmhof abtransportiert und nach der Ankunft ermordet. |
| | Hier wohnte Ferdinand Waller (Jahrgang 1885) deportiert 1941 Łodz/Litzmannstadt 1942 Chełmno/Kulmhof ermordet Mai 1942                                                                            | Lütticher Straße 40 (Standort)                                                                | Die Stolpersteine erinnern an Ferdinand Waller, Elsa Waller und Bernhard Waller. Der Vater Ferdinand wurde am 23. Oktober 1885 als Sohn von Benjamin und Wilhelmine Waller in Ratingen geboren und war das zweitjüngste von zwölf Kindern. Sein Vater war Pferdehändler. Ferdinand Waller besuchte eine Realschule im pfälzischen Frankenthal und machte 1903 oder 1904 seinen Realschulabschluss. Anschließend arbeitete er einige Jahre als Apotheker. Als Soldat im Ersten Weltkrieg wurde er zweimal verwundet. Seine spätere Frau Elsa wurde am 27. Januar 1892 in Mayen geboren. Ihr Vater, der Kaufmann Eduard Zelenka, stammte aus dem heutigen Tschechien, ihre Mutter Jetta aus Mayen. Elsa und Ferdinand Waller heirateten am 8. August 1912 in Mayen. Kurz danach zogen sie nach Köln, wo sich Ferdinand mit einem Agenturgeschäft selbständig machte. Am 23. Juni 1914 wurde der einzige Sohn Bernhard geboren. Er besuchte die israelitische Volksschule in der Lützowstraße und wechselte nach dem vierten Schuljahr auf die Oberrealschule am Hansaring. Nach seinem Schulabschluss arbeitete er als kaufmännischer Angestellter. Anfang der 1920er Jahre eröffnete Ferdinand Waller in der Lütticher Straße 54 eine Lebensmittelgroßhandlung. In der Pogromnacht vom 9. auf den 10. November 1938 wurde die Wohnung der jüdischen Familie verwüstet, wenig später musste Ferdinand Waller sein Geschäft weit unter Wert verkaufen. 1939 emigrierte Bernhard Wallter über Bolivien nach Chile, wo er in der Hauptstadt Santiago sesshaft wurde. 1972 zog er in die USA und starb am 30. Dezember 2015 in Daytona Beach, Florida. Ferdinand und Elsa Waller wurden am 30. Oktober 1941 in das Ghetto Litzmannstadt verschleppt. Am 3. Mai 1942 wurde das Ehepaar in das Vernichtungslager Kulmhof abtransportiert und nach der Ankunft ermordet. |
| | Hier lernte Fritz Waller (Jahrgang 1900) versteckt gelebt geflohen/verhaftet 9.10.1944 Gefängnis Klingelpütz deportiert 1945 Buchenwald befreit                                                   | Vogelsanger Straße 1 (Verlegestelle vor dem Gymnasium Kreuzgasse) (Standort)                  | |
| | Hier wohnte Paula Weinberg, geb. Gruenewald (Jahrgang 1884) Deportiert 1941 Łódź Für tot erklärt                                                                                                  | Neue Maastrichter Str. 3 (Standort)                                                           | Die Verlegung der Stolpersteine erfolgte im November 2000. Etwa zwei Jahre später stellten Unbekannte einen Straßenpoller aus Waschbeton auf die Verlegestelle. Nach neueren Informationen, welche zum Zeitpunkt der Stolpersteinverlegung nicht bekannt waren, wurde Paula Weinberg im Mai 1942 von Litzmannstadt (Łódź) nach Kulmhof deportiert und dort ermordet. |
| Stolperstein für Artur Weinmann (Vogelsanger Straße 1) | Hier lernte Dr. Artur Weinmann (Jahrgang 1883) Berufsverbot 1933 Deportiert 1942 Izbica Ermordet im besetzten Polen                                                                               | Vogelsanger Str. 1 (Verlegestelle vor dem Gymnasium Kreuzgasse) (Standort)                    | Der am 26. April 2016 verlegte Stolperstein erinnert an Artur Weinmann (eigentlich Arthur Weinmann), geboren am 14. Mai 1883 in Opladen. Artur Weinmann machte 1902 sein Abitur am Städtischen Realgymnasium Kreuzgasse in Köln und studierte anschließend Rechtswissenschaften an der Universität Bonn. 1905 wurde er Gerichtsreferendar in Köln und promovierte am 7. September 1905. Seit 1914 am Amtsgerichtsrat in Krefeld tätig. Von 1917 bis 1918 Kriegsteilnehmer im Ersten Weltkrieg. Nach seiner Rückkehr nach Krefeld heiratete er am 15. Juni 1920 Alice Kaufmann. Aus der Ehe ging Sohn Erich Weinmann (geb. am 26. Mai 1921 und gest. am 22. Februar 2012) hervor. 1924 wurde Artur Weinmann zum Landgerichtsrat in Krefeld ernannt. Artur Weinmann war Verfasser umfangreicher juristischer Ausbildungsliteratur und Dozent der Akademischen Kurse in Düsseldorf. Nach 1933 wurde er aufgrund der Nürnberger Gesetze Opfer der nationalsozialistischen Rassenpolitik. Seine letzte bis zum 18. April 1942 nachgewiesene Meldeadresse war Stadtgarten 12 in Krefeld. Es handelte sich dabei um ein sogenanntes Judenhaus, in das er mit seiner Frau Ende 1938 einziehen musste. In den letzten Tagen wohnte das Ehepaar Weinmann in der Driessendorfer Straße 3 in Krefeld. Am 22. April 1942 wurde Artur Weinmann in das Ghetto Izbica deportiert. Dort verliert sich seine Spur... Sohn Erich Weinmann konnte am 7. Februar 1939 nach Großbritannien emigrieren. |
| Stolperstein für Elisabeth Weissenstein (Moltkestraße 80) | Hier wohnte Elisabeth Weissenstein, geb. Lindemann (Jahrgang 1880) Interniert Lager Fort V 1944 Müngersdorf Überlebt                                                                              | Moltkestr. 80 (Standort)                                                                      | Der am 4. Oktober 2016 verlegte Stolperstein erinnert an Elisabeth Weissenstein. |
| Stolperstein für Moritz Weissenstein (Moltkestraße 80) | Hier wohnte Moritz Weissenstein (Jahrgang 1876) Berufsverbot 1935 Interniert Lager Fort V 1944 Müngersdorf Tot 7. Oktober 1944                                                                    | Moltkestr. 80 (Standort)                                                                      | Der am 4. Oktober 2016 verlegte Stolperstein erinnert an Moritz Weissenstein. |
| Stolperstein für Adele Wolff (Werderstraße 5) | Hier wohnte Adele Wolff (Jahrgang 1877) Deportiert 1941 Łódź Verschollen | Werderstr. 5 (Standort)                                                                       | Nach neueren Informationen, welche zum Zeitpunkt der Stolpersteinverlegung nicht bekannt waren, wurde Adele Wolff im Mai 1942 von Litzmannstadt (Łódź) nach Kulmhof deportiert und dort ermordet. |
| Stolperstein für Emil Wolff (Brabanter Straße 18) | Hier wohnte Emil Wolff (Jahrgang 1875) Deportiert 1941 Łódź Ermordet am 13. Mai 1942 | Brabanter Str. 18 (Standort)                                                                  | Nach neueren Informationen, welche zum Zeitpunkt der Stolpersteinverlegung nicht bekannt waren, wurde Emil Wolff im Mai 1942 von Litzmannstadt (Łódź) nach Kulmhof deportiert und dort ermordet. |
| | Hier wohnte Hermann Wolff (Jahrgang 1870) Flucht 1939 Holland interniert Westerbork deportiert 1943 Sobibor ermordet 16.4.1943                                                                    | Antwerpener Straße 33 (Standort)                                                              | |
| Stolperstein für Hermann Wolff (Werderstraße 5) | Hier wohnte Hermann Wolff (Jahrgang 1875) Deportiert 1941 Łódź Für tot erklärt | Werderstr. 5 (Standort)                                                                       | Nach neueren Informationen, welche zum Zeitpunkt der Stolpersteinverlegung nicht bekannt waren, wurde Hermann Wolff im Mai 1942 von Litzmannstadt (Łódź) nach Kulmhof deportiert und dort ermordet. |
| Stolperstein für Olga Wolff (Brabanter Straße 18) | Hier wohnte Olga Wolff, geb. Bruckmann (Jahrgang 1885) Deportiert 1941 Łódź Ermordet am 25. Mai 1942                                                                                              | Brabanter Str. 18 (Standort)                                                                  | |
| Stolperstein für Selma Wolff (Werderstraße 5) | Hier wohnte Selma Wolff (Jahrgang 1874) Deportiert 1941 Łódź Riga Für tot erklärt | Werderstr. 5 (Standort)                                                                       | Nach neueren Informationen, welche zum Zeitpunkt der Stolpersteinverlegung nicht bekannt waren, starb Selma Wolff am 2. Januar 1942 im Ghetto Litzmannstadt (Łódź). |
| | Hier wohnte Sophia Wolff, geb. Bier (Jahrgang 1875) Flucht 1939 Holland interniert Westerbork deportiert 1943 Sobibor ermordet 16.4.1943                                                          | Antwerpener Straße 33 (Standort)                                                              | |
| Stolperstein für Alfred Moritz Wulf (Spichernstraße 24) | Hier wohnte Alfred Moritz Wulf (Jahrgang 1897) Deportiert 1941 Łódź Verschollen | Spichernstr. 24 (Standort)                                                                    | Nach neueren Informationen, welche zum Zeitpunkt der Stolpersteinverlegung nicht bekannt waren, wurde Alfred Moritz Wulf im September 1942 von Litzmannstadt (Łódź) nach Kulmhof deportiert und dort ermordet. |
| Stolperstein für Betty Wulf (Spichernstraße 24) | Hier wohnte Betty Wulf, geb. Cohn (Jahrgang 1871) Deportiert 1941 Łódź Verschollen | Spichernstr. 24 (Standort)                                                                    | Nach neueren Informationen, welche zum Zeitpunkt der Stolpersteinverlegung nicht bekannt waren, wurde Betty Wulf im September 1942 von Litzmannstadt (Łódź) nach Kulmhof deportiert und dort ermordet. |
| Stolperstein für Johanna Paula Wulf (Spichernstraße 24) | Hier wohnte Johanna Paula Wulf (Jahrgang 1901) Deportiert 1941 Łódź Verschollen | Spichernstr. 24 (Standort)                                                                    | Nach neueren Informationen, welche zum Zeitpunkt der Stolpersteinverlegung nicht bekannt waren, wurde Johanna Paula Wulf im September 1942 von Litzmannstadt (Łódź) nach Kulmhof deportiert und dort ermordet. |
| Stolperstein für Karl Wulf (Spichernstraße 24) | Hier wohnte Karl Wulf (Jahrgang 1893) Deportiert 1941 Łódź Verschollen | Spichernstr. 24 (Standort)                                                                    | Nach neueren Informationen, welche zum Zeitpunkt der Stolpersteinverlegung nicht bekannt waren, wurde Karl Wulf im September 1942 von Litzmannstadt (Łódź) nach Kulmhof deportiert und dort ermordet. |
| Stolperstein Adolf Zeligmann | Hier wohnte Adolf Zeligmann (Jahrgang 1878) Flucht 1938 Holland interniert Westerbork deportiert 1942 Auschwitz ermordet 28.9.1942                                                                | Ritterstraße 61 (Standort)                                                                    | |
| Stolperstein Carolina Zeligmann | Hier wohnte Carolina Zeligmann, geb. Mosbach (Jahrgang 1883) Flucht 1938 Holland interniert Westerbork deportiert 1942 Auschwitz ermordet 28.9.1942                                               | Ritterstraße 61 (Standort)                                                                    | |
| Stolperstein Erich Zeligmann | Hier wohnte Erich Zeligmann (Jahrgang 1909) Flucht 1938 Holland interniert Westerbork deportiert 1942 Auschwitz KZ Groß-Rosen ermordet 7.2.1945                                                   | Ritterstraße 61 (Standort)                                                                    | |
| Stolperstein für Karl Zeligmann (Ritterstraße 61) | Hier wohnte Karl Zeligmann (Jahrgang 1910) Deportiert Auschwitz Für tot erklärt | Ritterstr. 61 (Standort)                                                                      | |
| Stolperstein Kurt Zeligmann | Hier wohnte Kurt Zeligmann (Jahrgang 1910) Flucht 1938 Holland interniert Westerbork deportiert 1942 Auschwitz ermordet 15.1.1944                                                                 | Ritterstraße 61 (Standort)                                                                    | |
| Stolperstein für Hedwig Zilverschmit (Hansaring 109) | Hier wohnte Hedwig Zilverschmit, geb. Ruhr (Jahrgang 1895) Deportiert 1941 Verschollen | Hansaring 109 (Standort)                                                                      | Die Stolpersteine am Hansaring 109 wurden im September 2004 massiv zerstört. Es erfolgte Anzeige bei der Polizei. Im Juni 2005 ersetzte Gunter Demnig die Steine. Nach neueren Informationen, welche zum Zeitpunkt der Stolpersteinverlegung nicht bekannt waren, wurde Hedwig Zilverschmit im Mai 1942 von Litzmannstadt (Łódź) nach Kulmhof deportiert und dort ermordet. |

## Quelle
- NS-Dokumentationszentrum – Stolpersteine | Erinnerungsmale für die Opfer des Nationalsozialismus (Stadtteilliste Neustadt-Nord)
- NS-Dokumentationszentrum – Stolpersteine | Erinnerungsmale für die Opfer des Nationalsozialismus (Stadtteilliste Agnesviertel)